# Team Lotus
Team Lotus war ein britischer Motorsport-Rennstall und wie Lotus Cars ein Unternehmen der von Colin Chapman gegründeten Lotus Group. Lotus engagierte sich werksseitig in zahlreichen Motorsportserien, darunter der Formel 1, der Formel 2, der Formel Ford, der Formel Junior und in amerikanischen Meisterschaften wie der Indy Car Serie. Daneben lieferte Lotus in vielen Serien Chassis für Kundenteams, die ihrerseits vielfach erfolgreich waren.
In der Formel 1 gehört Lotus nach wie vor zu den erfolgreichsten Rennställen. Von 1958 bis 1994 nahm das Team an knapp 500 Großen Preisen teil. Lotus gewann siebenmal die Konstrukteursmeisterschaft und stellte sechs Fahrerweltmeister. Lotus gilt als eines der innovativsten Teams der Formel 1. Eine Reihe von Neuerungen im technischen Bereich sowie im Marketing gehen unmittelbar auf Lotus zurück. Zu ihnen gehören die Monocoque-Karosserie, der Einsatz von Front- und Heckflügeln, der Ground Effect und das Anbringen von Werbeschriften auf Karosserieteilen. Nach dem Tod Chapmans, der den Rennstall stark geprägt hatte, ließen die Leistungen des Teams nach. Mehrere Besitzerwechsel in den 1980er- und 1990er-Jahren konnten den Niedergang nicht aufhalten; 1994 wurde Lotus infolge von Zahlungsunfähigkeit aufgelöst. 2010 bis 2015 war der Name Lotus wieder in der Formel 1 vertreten; die Rennställe, die den traditionsreichen Namen nutzten, hatten allerdings rechtlich und organisatorisch nichts mit Colin Chapmans Team zu tun.

## Team Lotus in der Formel 1

### Die Anfänge

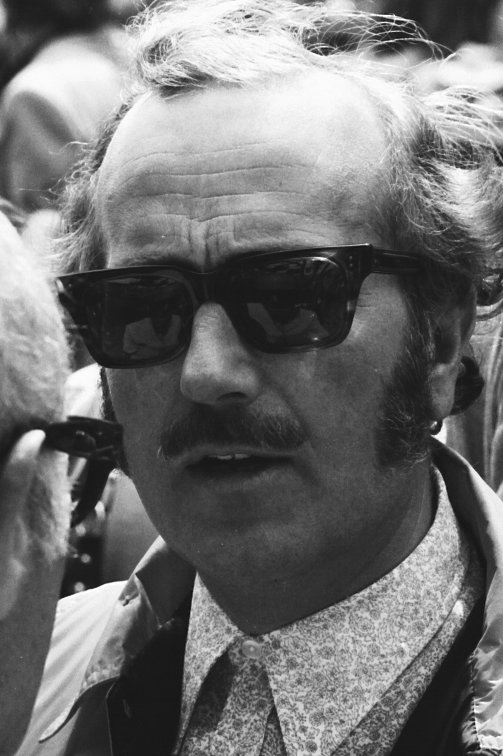
Teamgründer und treibende Kraft: Colin Chapman

1956 entwickelte Colin Chapman mit dem Type 12 den ersten Monoposto seines Unternehmens. Das mit einem Climax-Motor ausgestattete Auto wurde im folgenden Jahr werksseitig zu einigen britischen Formel-2-Rennen gemeldet, stand dabei aber meist im Schatten der zuverlässigeren Wagen von Cooper. Das beste Ergebnis für Team Lotus war der zweite Platz Cliff Allisons beim International Gold Cup, der am 5. Oktober 1957 in Oulton Park stattfand wurde.
Auf Drängen seiner Fahrer entschloss sich Chapman, in der kommenden Saison in die Formel 1 aufzusteigen. Der T12 wurde daraufhin im Herbst 1957 dem Formel-1-Reglement angepasst.

#### 1958
Der erste Weltmeisterschaftslauf, an dem das Team Lotus teilnahm, war der Große Preis von Monaco 1958. Als Piloten gingen Cliff Allison und Graham Hill an den Start. Beide Fahrer hatten bis dahin noch kein Formel-1-Rennen bestritten. Sie qualifizierten sich bei dem Rennen, zu dem nur 16 Fahrer zugelassen waren, für die Startplätze 13 (Allison) und 15. Hill schied nach 69 von 100 Runden infolge einer gebrochenen Halbwelle aus, Allison hingegen beendete das Rennen als Sechster und Letzter mit zehn Runden Rückstand. Knapp einen Monat später, beim Großen Preis von Belgien fuhr Allison auf den vierten Platz und erreichte die ersten Weltmeisterschaftspunkte für das Team Lotus. Im Sommer 1958 ersetzte Lotus den 12 durch den neu entwickelten Lotus 16, der äußerlich an den zeitgenössischen Vanwall erinnerte und in der Presse als „Mini Vanwall“ bezeichnet wurde. Es war wiederum ein Rennwagen mit Frontmotor, das es schwer hatte, mit den Mittelmotormodellen von Cooper mitzuhalten. In der Formel 1 debütierte der Lotus 16 beim Großen Preis von Frankreich 1958 mit Graham Hill am Steuer. Hill fiel im Rennen nach 33 Runden infolge Überhitzung des Motors aus. Das beste Ergebnis 1958 des Lotus war der sechste Rang von Hill beim Großen Preis von Italien in Monza. Am Ende der Saison belegte das Team den sechsten und letzten Platz in der neu eingeführten Weltmeisterschaft für Konstrukteure.

#### 1959
Die anschließende Saison 1959 bestritt Lotus erneut mit dem Frontmotor-Typ 16. Zwar stellte das Unternehmen, dem Trend der Zeit folgend, im Laufe des Jahres seinen ersten Mittelmotor-Rennwagen fertig; das als Lotus 18 bezeichnete Auto wurde allerdings in diesem Jahr noch nicht in der Formel 1 eingesetzt.
Die Formel-1-Saison 1959 entwickelte sich für Lotus zum „Desaster“: Die von Graham Hill, Innes Ireland, Pete Lovely und Alan Stacey gefahrenen Werkswagen fielen neunmal nach technischen Defekten aus. Chapmans Ziel, möglichst leichte Autos zu konstruieren, wirkte sich nachteilig auf die Zuverlässigkeit der Wagen aus: Bei einigen Rennen brach die Aufhängung, bei anderen die Kardanwelle oder das Getriebe. Insgesamt kamen die Lotus-Werksfahrer 1959 nur fünfmal ins Ziel. Bestes Ergebnis war der fünfte Platz von Innes Ireland beim Großen Preis von Italien. Lotus beendete die Konstrukteursweltmeisterschaft als Wertungsletzter mit vier Punkten.

### Erste Siege und zwei Meistertitel

#### 1960

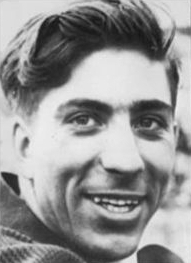
Starb 1960 in einem Lotus 18: Alan Stacey

Im Laufe der Automobil-Weltmeisterschaft 1960 entwickelte sich Lotus „von einer Chaostruppe zu einer festen Größe“ in der Formel 1. Diese Entwicklung war im Wesentlichen auf den Lotus 18 zurückzuführen, der 1960 in der Formel 1 debütierte. Das Auto wird heute als Meilenstein der Motorsportgeschichte angesehen: Er war extrem leicht, konzentrierte die Massen in der Mitte des Fahrzeugs und war leicht an verschiedene Motoren anzupassen. Der 18 wurde 1960 sowohl vom Lotus-Werksteam als auch vom Kundenteam Rob Walker Racing eingesetzt, das im Laufe des Jahres bessere Ergebnisse einfuhr als das Werksteam.
Das erste Rennen des Lotus 18 war der Große Preis von Argentinien 1960, bei dem der Lotus-Werksfahrer Innes Ireland einige Runden lang führte, bevor er infolge eines technischen Defekts auf den sechsten Rang zurückgeworfen wurde. Drei Monate später gewann Rob Walkers Pilot Stirling Moss den Großen Preis von Monaco im Lotus 18. Es war der erste Formel-1-Sieg für ein Lotus-Auto. Das Werksteam erzielte 1960 hingegen noch keinen Sieg. Es wurde eine Woche nach dem Rennen in Monaco Teil der Tragödie des Großen Preis von Belgien 1960, bei dem zwei Rennfahrer tödlich verunglückten und zwei weitere verletzt wurden. In der 24. Runde durchschlug ein Vogel das Visier des Lotus-Werksfahrers Alan Stacey. Dabei geriet der Wagen von der Strecke und ging in Flammen auf. Das Feuer konnte zwar schnell gelöscht werden, dennoch kam für den jungen Briten jede Hilfe zu spät. Stacey starb wenige Minuten nach Chris Bristow, der in der 22. Runde die Kontrolle über seinen vom Team B.R.P. eingesetzten privaten Cooper verloren hatte und bei dem Zusammenstoß mit der Streckenbegrenzung geköpft wurde. Stirling Moss wurde am Ende der Saison Dritter der Fahrerweltmeisterschaft, allerdings mit nicht einmal halb so vielen Punkten wie Weltmeister Jack Brabham im Werks-Cooper. 1960 war auch das Jahr, in dem Jim Clark durch Lotus in die Formel 1 kam. Er blieb diesem Team bis zu seinem tragischen Unfall 1968 treu und brachte ihm zwei Weltmeisterschaften ein.

#### 1961
1961 brachte dem Werksteam seinen ersten Formel-1-Sieg. Zu Beginn der Saison debütierte der Lotus 21, ein weiterentwickeltes Auto, das einige Merkmale des Lotus 18 mit denen des Formel-Junior-Wagens Lotus 20 verband. Das Werksteam setzte im Laufe der Saison zwei Wagen für Jim Clark und Innes Ireland ein; einmalig wurde ein drittes Auto von Willy Mairesse gefahren. Nach einigen Anlaufschwierigkeiten gewann Ireland den letzten Weltmeisterschaftslauf des Jahres, den Großen Preis der USA, bei dem er mit vier Sekunden Vorsprung vor Dan Gurney im Porsche ins Ziel kam. Zuvor hatte das Werksteam drei Formel-1-Rennen gewonnen, die nicht zur Weltmeisterschaft zählten: den Großen Preis der Solitude und das Flugplatzrennen in Zeltweg (jeweils Ireland) sowie den Grand Prix de Pau (Clark).
Rob Walker Racing setzte 1961 erneut Kundenfahrzeuge von Lotus unter Stirling Moss ein. Zumeist handelte es sich um modifizierte Wagen vom Typ 18/21; in den letzten Rennen erhielt das Team auch reine 21-Modelle. Rob Walker Racing war 1961 wiederum das beste Lotus-Team: Moss gewann die Weltmeisterschaftsläufe in Monaco und Deutschland sowie neun nicht zur Weltmeisterschaft zählende Rennen.

#### 1962

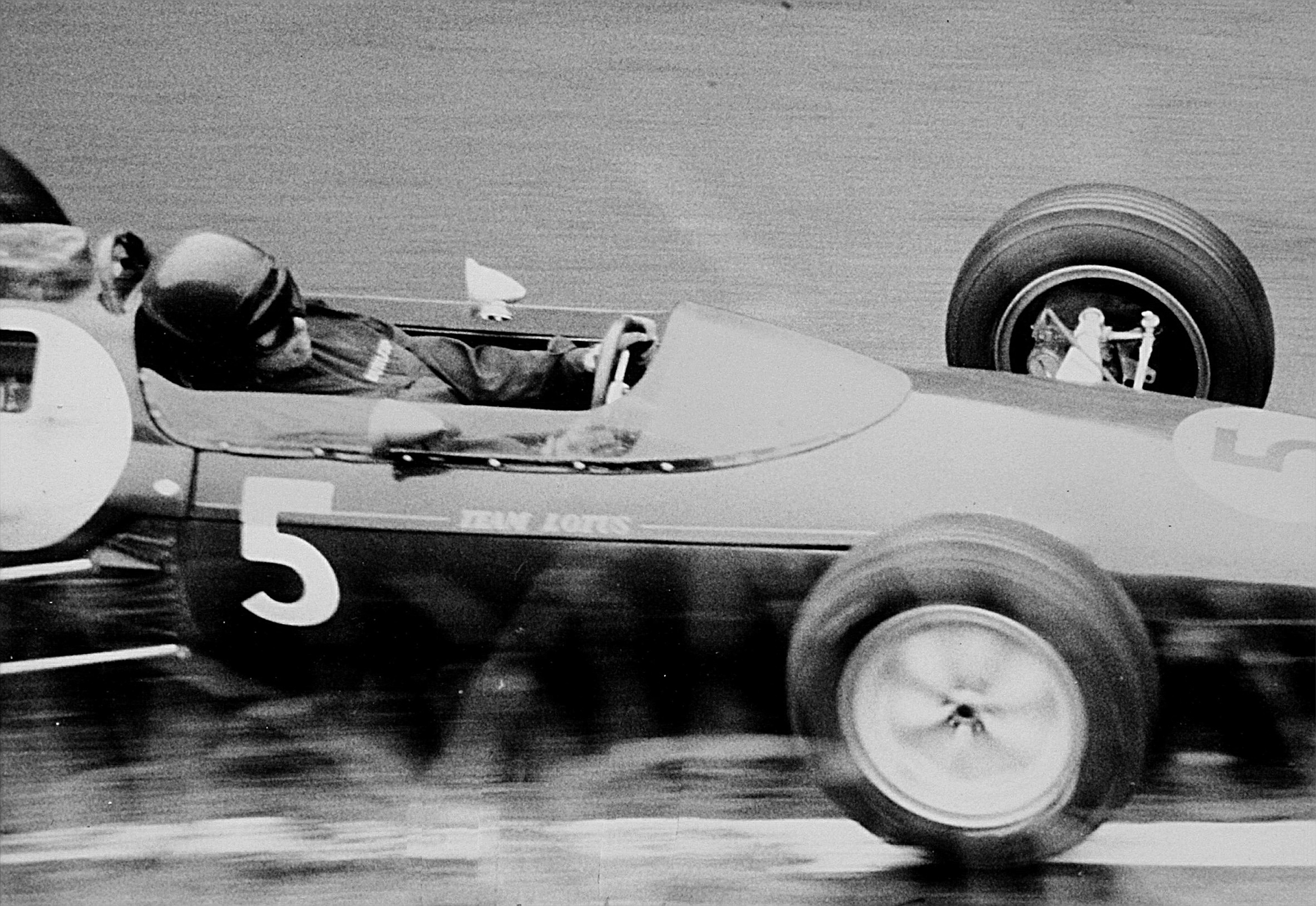
Jim Clark im Lotus 25 beim Großen Preis von Deutschland 1962

1962 war das Lotus-Werksteam erstmals erfolgreicher als die Lotus-Kundenteams. Einer der Gründe für diese Entwicklung war der neu konstruierte Lotus 25, der innovativ war und 1962 dem Werksteam vorbehalten war.
Der Lotus 25 wird als ein Rennauto angesehen, das die Formel 1 revolutionierte. Er war das erste Formel-1-Auto, das über ein Monocoque verfügte. Der 25 wurde von einem 1,5 Liter großen Achtzylindermotor von Coventry Climax angetrieben und wurde im Laufe des Jahres „zu dem Auto, das es zu schlagen galt“. Fahrerseitig konzentrierte sich das Werksteam, nachdem Chapman den Vertrag mit Innes Ireland nicht verlängert hatte, auf Jim Clark und Trevor Taylor. Clark erhielt den Lotus 25 für die ersten drei Rennen exklusiv; Taylor musste bis zum Sommer 1962 das Übergangsmodell Lotus 24 einsetzen.
Clark gewann im Lotus 25 die Großen Preise von Belgien, Großbritannien und der USA. Bis zum letzten Rennen der Saison in Südafrika hatte Clark die Möglichkeit, die Fahrerweltmeisterschaft für sich zu entscheiden. Im Qualifying fuhr er vor seinem Konkurrenten Graham Hill, der für BRM antrat, auf die Pole-Position und führte später das Rennen mehr als zwei Drittel der Zeit an. Nach 63 von 82 Runden musste Clark allerdings aufgeben: Eine Schraube im Gehäuse des Verteilergetriebes war irrtümlich nicht festgedreht worden. Durch die Erschütterungen beim Rennen löste sich die Schraube, und Clarks Lotus verlor Öl, sodass es schließlich abgestellt werden musste. Die Fahrer- und die Konstrukteursmeisterschaft gingen damit an Graham Hill bzw. BRM; Clark und Lotus wurden jeweils Vizemeister.
Mehrere private Teams setzten 1962 Lotus-24-Chassis ein; einige verwendeten wie das Werksteam Climax-Motoren, andere Achtzylindermotoren von BRM. Zu den Lotus-Kunden gehörten Rob Walker Racing, British Racing Partnership und die Scuderia Filipinetti. Bei dem nicht zur Weltmeisterschaft zählenden Natal Grand Prix fuhr der für Rhodesien startende frühere Motorradweltmeister Gary Hocking einen Lotus 24 für das Team von Rob Walker. Hocking erlitt bei voller Fahrt eine Nierenkolik, in deren Folge er die Kontrolle über das Fahrzeug verlor. Der Lotus überschlug sich mehrfach und prallte schließlich an einem Baum. Hocking starb noch an der Unfallstelle.

#### 1963

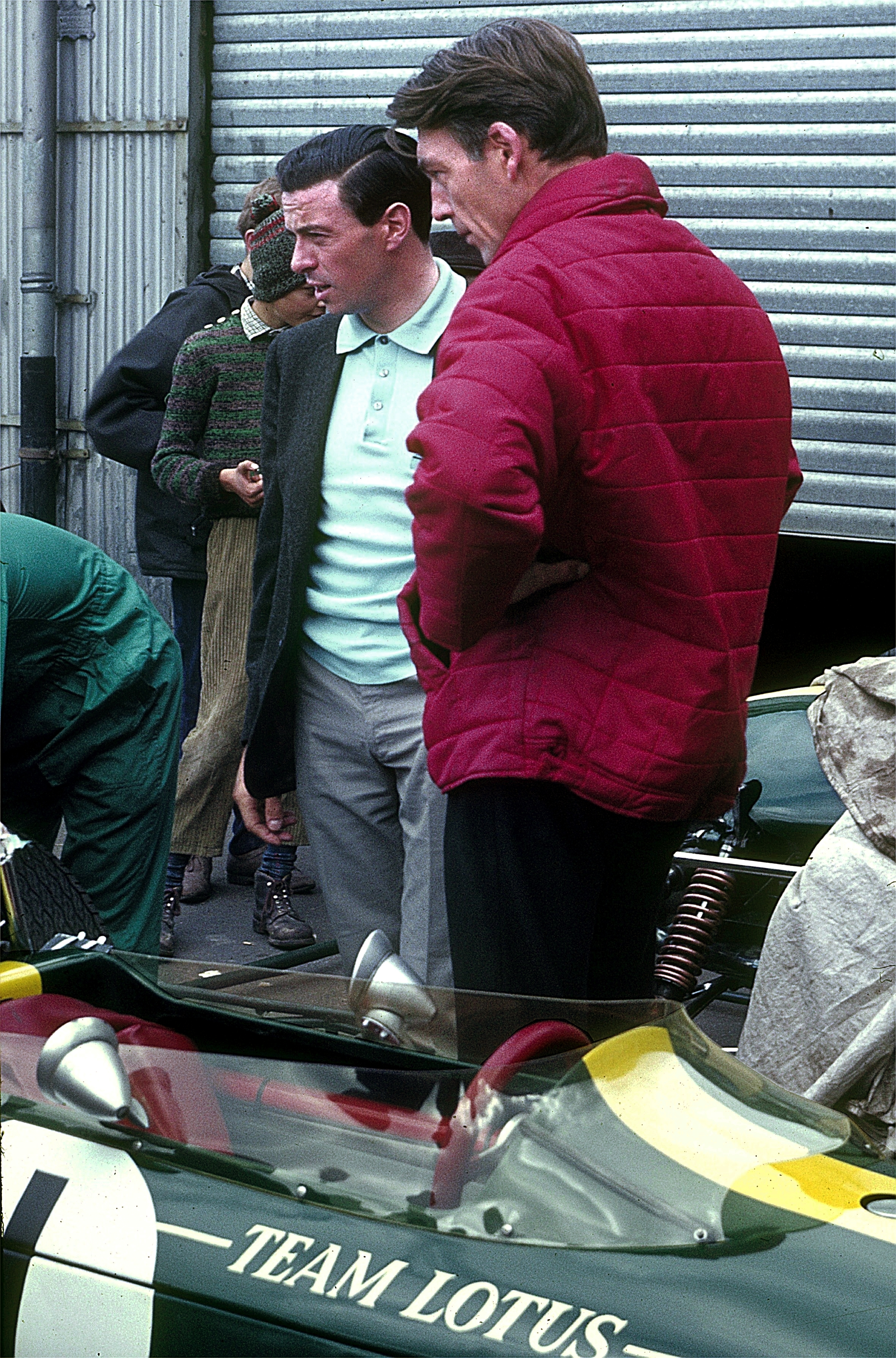
Fahrerweltmeister 1963 und 1965: Jim Clark (links)

1963, im sechsten Jahr des Formel-1-Engagements, gewann mit Jim Clark erstmals ein Lotus-Pilot die Fahrerweltmeisterschaft. Clark und Lotus waren in diesem Jahr „die dominierende Kombination“.
Lotus ging mit unveränderter Aufstellung in die neue Saison. Das Team setzte erneut den Lotus 25 ein, der von dem bekannten Climax-Achtzylindermotor angetrieben wurde. Die einzige Änderung betraf die Kraftstoffversorgung des Motors: Climax verwendete nun eine Benzineinspritzung von Lucas, durch die die Leistung des Motors auf 200 PS anstieg. Als zweiter Stammfahrer neben Jim Clark wurde Trevor Taylor gemeldet. In Frankreich setzte das Team ein drittes Auto für Peter Arundell ein, bei den beiden nordamerikanischen Rennen in den USA und in Mexiko fuhr Pedro Rodríguez den dritten Werks-Lotus.
Das Team konzentrierte sich 1963 weitgehend auf Clark. Sein Auto erfuhr die meiste Aufmerksamkeit; Taylors Auto wurde im Vergleich dazu nachlässig betreut. Der Einsatz für Clark zahlte sich aus: Der Schotte gewann insgesamt sieben von zehn Weltmeisterschaftsläufen des Jahres 1963. Bei den Großen Preisen von Belgien, der Niederlande, Frankreich, Großbritannien, Italien, Mexiko und Südafrika kam er jeweils als erster ins Ziel; in den Niederlanden, in Frankreich, in Großbritannien, in Mexiko und in Südafrika waren es sogenannte Start-Ziel-Siege, Rennen also, die Clark von der Pole-Position aus begann und als Sieger beendete. Die übrigen drei Rennen gewannen Graham Hill auf BRM (Monaco und USA) sowie John Surtees für die Scuderia Ferrari (Deutschland). Clark erreichte zum Saisonende 73 Weltmeisterschaftspunkte, von denen nach Abzug von Streichresultaten 54 gewertet wurden. Graham Hill, der Vizemeister, kam auf 29 Punkte. Lotus gewann zudem ebenso überlegen die Konstrukteurs-Weltmeisterschaft vor BRM und Brabham.
Trevor Taylor dagegen erlebte 1963 eine enttäuschende Saison. Er kam nur einmal auf einem Punkterang ins Ziel, als er Sechster in Monaco wurde. Bei vier Veranstaltungen fiel er wegen technischer Defekte aus. Taylor beendete die Saison mit einem Punkt als 16. der Fahrerweltmeisterschaft. Am Ende des Jahres löste Lotus den Vertrag mit Taylor auf.
Das bisherige Kundenteam Rob Walker Racing trennte sich 1963 von Lotus. Rob Walkers Fahrer Joakim Bonnier setzte in dieser Saison durchgängig Cooper-Chassis ein. Private Lotus-Fahrzeuge wurden 1963 von B.R.P. sowie von Jo Siffert eingesetzt.

#### 1964

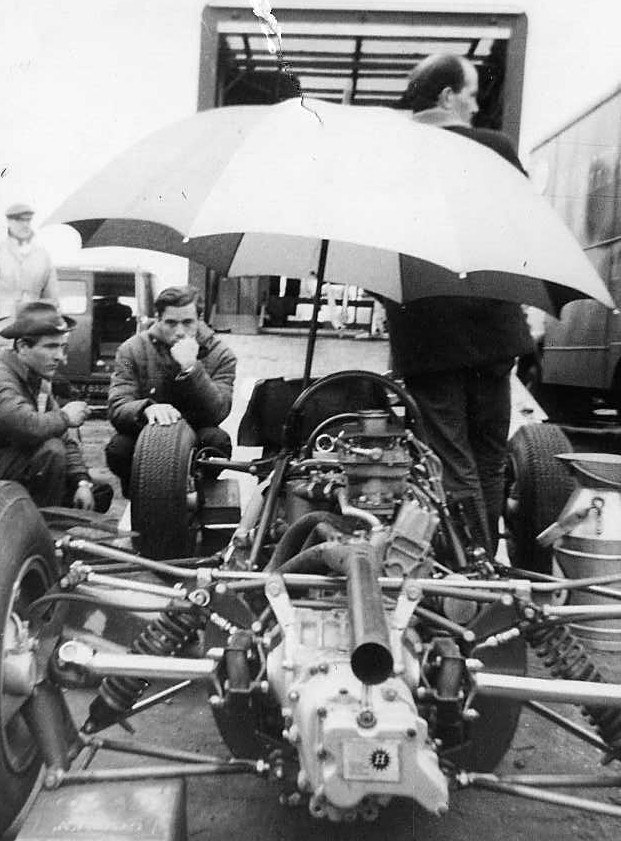
Jim Clark und sein Lotus 33-Climax beim Großen Preis von Deutschland 1964

In der Saison 1964 konnte Lotus den Erfolg des Vorjahres nicht wiederholen. Insbesondere in der zweiten Hälfte der Saison ließ die Leistung des Teams spürbar nach.
Anfänglich setzte das Team erneut den Lotus 25 ein. Er war zu Beginn des Jahres von Len Terry überarbeitet worden und hatte nun 13-Zoll-Räder sowie eine geänderte Vorderradaufhängung. Im Sommer 1964 ersetzte Lotus den 25 durch den Lotus 33, der eine Weiterentwicklung des 25 darstellte, technisch aber nicht ausgereift war. Im Laufe der Weltmeisterschaft fiel der 33 fünfmal wegen technischen Defekts aus.
Wichtigster Fahrer des Teams war der amtierende Weltmeister Jim Clark. Er fuhr in dieser Saison drei Siege ein, zwei davon mit dem Typ 25. Daneben kam er nur noch zweimal in den Punkterängen ins Ziel. Das zweite Werkschassis wurde anfänglich von Peter Arundell gefahren. Er wurde bei den ersten Weltmeisterschaftsläufen des Jahres zweimal Dritter und einmal Vierter. Im Juli 1964 verunglückte Arundell bei einem Formel-2-Rennen in Reims so schwer, dass er die Saison nicht beenden konnte. Ab dem Großen Preis von Großbritannien wurde er durch Mike Spence ersetzt. Zu einigen Rennen setzte Lotus ein drittes Chassis ein: Beim Großen Preis von Deutschland fuhr Gerhard Mitter den dritten Werks-Lotus, in den USA war es Walt Hansgen und in Mexiko Moisés Solana. Hansgen war der einzige von ihnen, der in den Punkterängen ins Ziel kam.
Die Fahrerweltmeisterschaft gewann in diesem Jahr John Surtees im Werks-Ferrari 158 mit 40 Punkten. Clark wurde mit 32 Punkten Dritter. Arundell wurde mit 11 Punkten gleichrangiger Achter, Spence mit vier Punkten Zwölfter. In der Teamwertung lag Lotus mit 37 Punkten auf Rang drei hinter der Scuderia Ferrari und B.R.M.

#### 1965

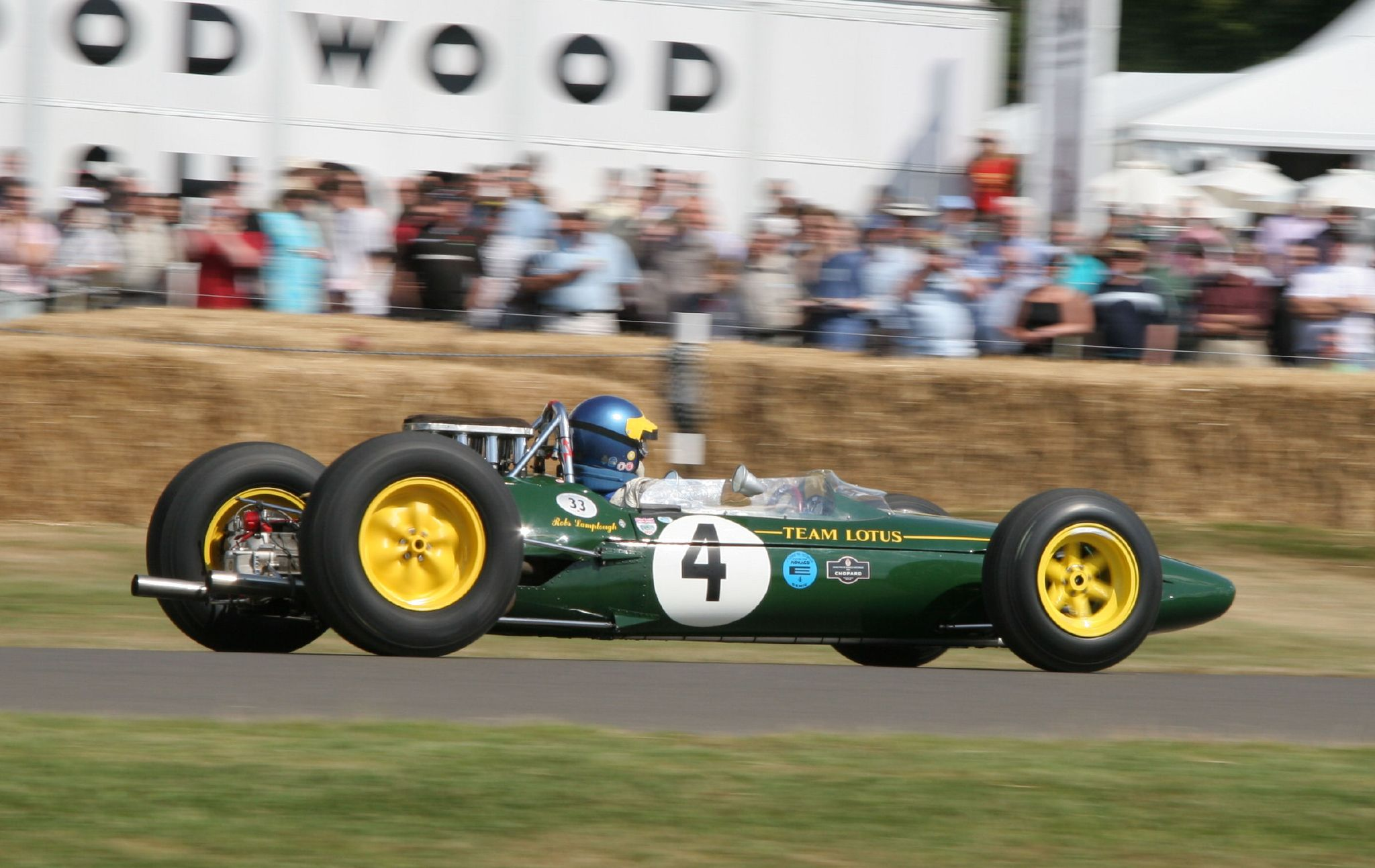
Lotus 33 in der Lackierung des Werksteams

1965 wiederholten Clark und Lotus den Triumph von 1963: Sowohl die Fahrer- als auch die Konstrukteursmeisterschaft ging an das Team aus Hethel. Wie schon 1963, wurde Clark vom Team vorrangig behandelt. Zwar setzten sowohl er als auch sein Teamkollege Mike Spence durchgängig neu aufgebaute Wagen vom Typ 33 ein, die von einem Climax-Achtzylindermotor angetrieben wurden. Während Spence allerdings bei den meisten Rennen die herkömmliche Version mit zwei Ventilen pro Zylinder einsetzte, konnte Clark regelmäßig auf die leistungsstärkere Vierventilversion zurückgreifen.
Clark gewann die ersten sechs Weltmeisterschaftsläufe, zu denen das Team antrat. Am Saisonende hatte Clark 54 Weltmeisterschaftspunkte eingefahren; der Vizemeister Graham Hill, der für B.R.M. fuhr, kam auf 40 Punkte.
Der zweite Fahrer des Teams war erneut Mike Spence, dessen Saison „typisch für einen Nummer-Zwei-Fahrer bei Lotus“ verlief: Sein Wagen war weniger gut vorbereitet als Clarks Auto; dementsprechend litt sein Lotus wiederholt unter Zuverlässigkeitsproblemen. Spence wurde bei Auftaktrennen in Südafrika sowie in Großbritannien Vierter, und beim abschließenden Weltmeisterschaftslauf in Mexiko kam er als Dritter ins Ziel. Mit zehn Weltmeisterschaftspunkten wurde er neben Bruce McLaren (Cooper) gleichrangiger Achter der Fahrerwertung.
Auch 1965 setzten mehrere Kundenteams Fahrzeuge von Lotus ein. Das am breitesten aufgestellte Kundenteam war Reg Parnell Racing, das zu jedem Weltmeisterschaftslauf antrat und im Laufe der Saison sechs Fahrer meldete. Weltmeisterschaftspunkte für Parnell erzielte allerdings nur Richard Attwood, der zweimal Sechster wurde.

### Lotus-Cosworth: „Die goldenen Jahre“
Mit Beginn der Saison 1966 erhielt die Formel 1 ein neues Reglement. Anstelle der bisherigen kleinvolumigen Triebwerke waren künftig Motoren mit einem Hubraum von bis zu 3,0 Litern zugelassen. Die sogenannte Dreiliterformel begründete eine Phase, die gelegentlich als „die goldenen Jahre“ des Lotus-Teams bezeichnet werden: In den folgenden 13 Jahren gewann das Team fünf Konstrukteurs- und vier Fahrermeisterschaften. Der Erfolg war einerseits auf innovative Chassis-Konstruktionen zurückzuführen, andererseits auf den Cosworth-DFV-Motor, dessen Entwicklung maßgeblich von Colin Chapman initiiert worden war. Mit ihm verfügte das Team ab 1967 über ein Triebwerk, das kostengünstig und leistungsstark war und mit dem langfristig nur die Motoren von Ferrari konkurrieren konnten. Lotus-Cosworth war in dieser Zeit ein Team, an dem sich andere Rennställe messen mussten.

#### 1966

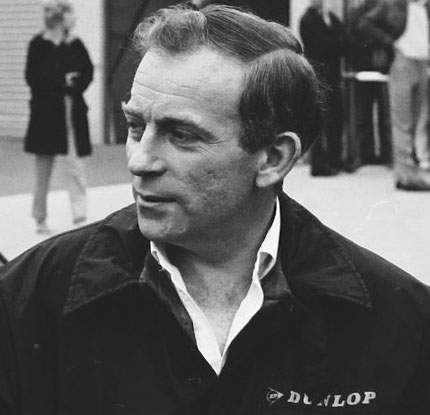
Bestritt 1966 bei Lotus seine letzte Formel-1-Saison: Peter Arundell

Lotus ging mit Jim Clark als erstem Fahrer in die Saison 1966. An seiner Seite kehrte Peter Arundell in die Formel 1 zurück, der sich in den zurückliegenden eineinhalb Jahren von den Folgen seines Unfalls erholt hatte. Zu einzelnen Rennen wurde daneben ein drittes Auto für Pedro Rodríguez bzw. den italienischen Piloten Geki eingesetzt.
In technischer Hinsicht startete mit einer Notlösung in die erste Saison der neuen Dreiliterformel. Wie zahlreichen anderen britischen Teams war es auch Lotus nicht gelungen, von Saisonbeginn an einen Motor zu erhalten, der dem neuen Reglement entsprach. Obwohl die Dreiliterformel bereits im November 1963 beschlossen worden war, waren zu Saisonbeginn nur drei Motorentypen verfügbar, die auf die neuen Bedingungen zugeschnitten waren. Dabei handelte es sich um die Motoren von Repco, Ferrari und Maserati. Ferrari behielt den neuen Zwölfzylinder seinem Werksteam vor, Maserati rüstete exklusiv das Cooper-Team aus, und der Repco-Motor wurde allein vom Brabham eingesetzt, das die Entwicklung des Triebwerks in Auftrag gegeben hatte. Andererseits hatte sich Coventry Climax, der Motorenlieferant für Teams wie Lotus und Cooper, zum Ende der Saison 1965 seinen Ausstieg aus der Formel 1 erklärt und lieferte kein Triebwerk für die Dreiliterformel.
Lotus behalf sich in dieser Situation zunächst mit einem älteren Climax-FWMV-Motor, der auf 2,0 Liter aufgebohrt war. Er wurde bis zur Saisonmitte in einem leicht modifizierten 33-Chassis eingesetzt. Das Auto war wegen seines Leistungsdefizits den besser motorisierten Fahrzeugen von Brabham und Ferrari unterlegen. In den ersten sechs Weltmeisterschaftsläufen schied Clark dreimal infolge technischer Defekte aus; daneben erreichte er einen vierten und einen dritten Platz in Großbritannien bzw. den Niederlanden. In der gleichen Zeit hatte Jack Brabham mit seinem Brabham-Repco bereits vier Weltmeisterschaftsläufe in Folge gewonnen.

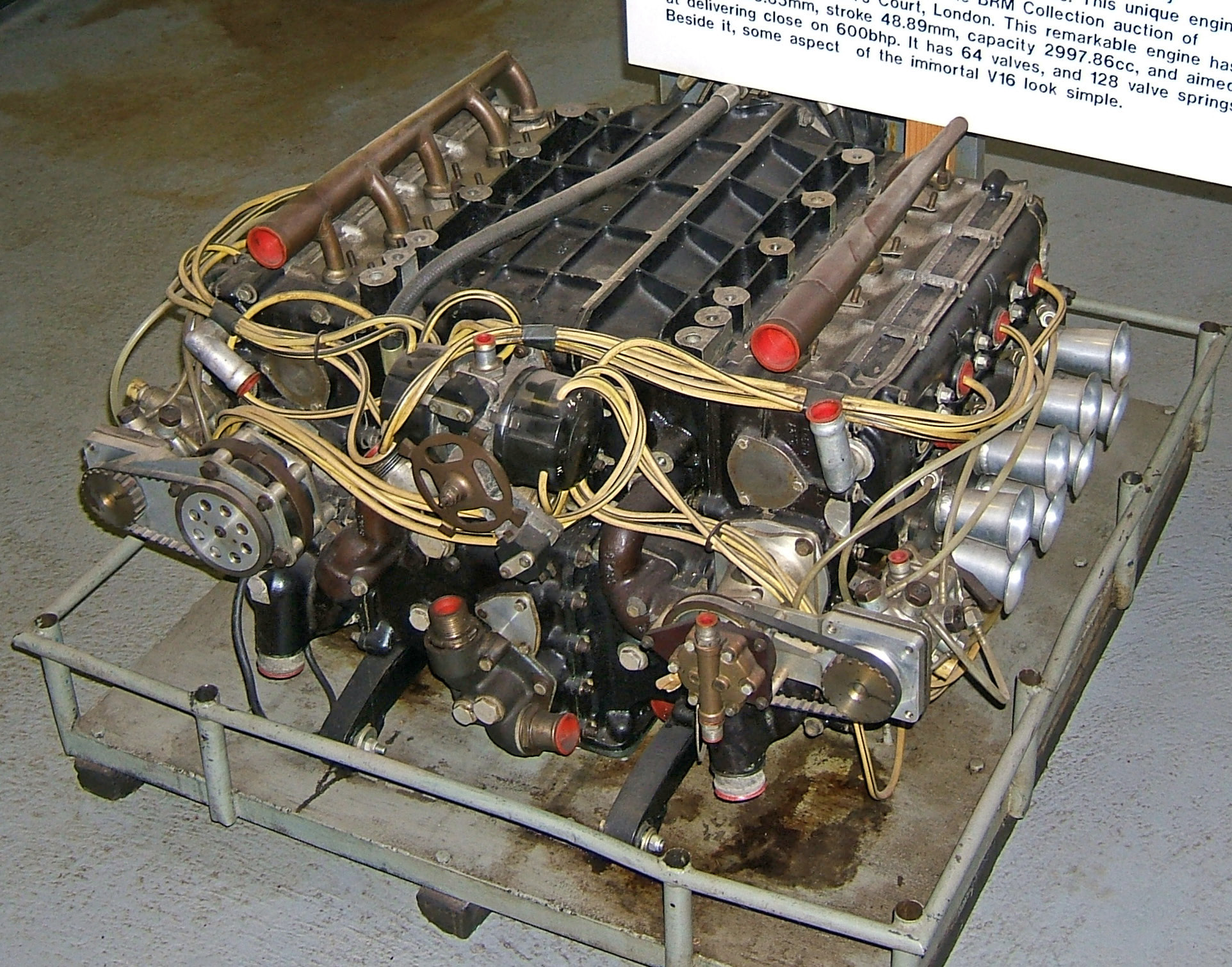
Übergangslösung im Lotus 43: Der BRM P75-Sechzehnzylindermotor

Zum Großen Preis von Belgien erschien der neue Lotus 43, der mit einem 3,0 Liter großen Sechzehnzylinder-H-Motor von BRM ausgestattet war. Das Triebwerk, das aus zwei übereinanderliegend angeordneten Achtzylindermotoren zusammengesetzt war, war schwer, kompliziert und unzuverlässig. Das Gewicht des Lotus 43-BRM lag 80 kg über dem Mindestgewicht; er war damit einer der schwersten Rennwagen der Saison 1966. Zunächst fuhr nur Arundell den Lotus 43; Clark erhielt das Auto erst in den letzten drei Saisonrennen.
Arundell kam mit dem Lotus 43-BRM viermal ins Ziel, erreichte aber nur einen Weltmeisterschaftspunkt. Clark gewann mit dem schweren Auto „überraschend“ den Großen Preis der USA; allerdings waren zuvor die vor ihm liegenden Fahrer Lorenzo Bandini (Ferrari) und Brabham aufgrund technischer Defekte ausgefallen.
Clark beendete die Saison mit 16 Weltmeisterschaftspunkten auf Platz sechs der Fahrerweltmeisterschaft; zugleich fiel Lotus auf Platz fünf der Konstrukteursmeisterschaft ab. Arundell wurde Siebzehnter; er beendete nach dem letzten Weltmeisterschaftslauf des Jahres seine Formel-1-Karriere.
Colin Chapman führte den Leistungsabfall seines Teams auf das Fehlen eines geeigneten Motors zurück. Im Sommer 1966 wandte er sich an die britischen Automobilhersteller und die Regierung, die Entwicklung eines leistungsstarken und leicht verfügbaren Formel-1-Motors für die englischen Teams zu fördern. Zusammen mit Walter Hayes, dem Vizepräsidenten von Ford Europe, initiierte er schließlich die (von Ford finanzierte) Entwicklung des Cosworth-DFV-Motors, der ab 1967 ein fester Bestandteil der Formel 1 werden sollte.

#### 1967

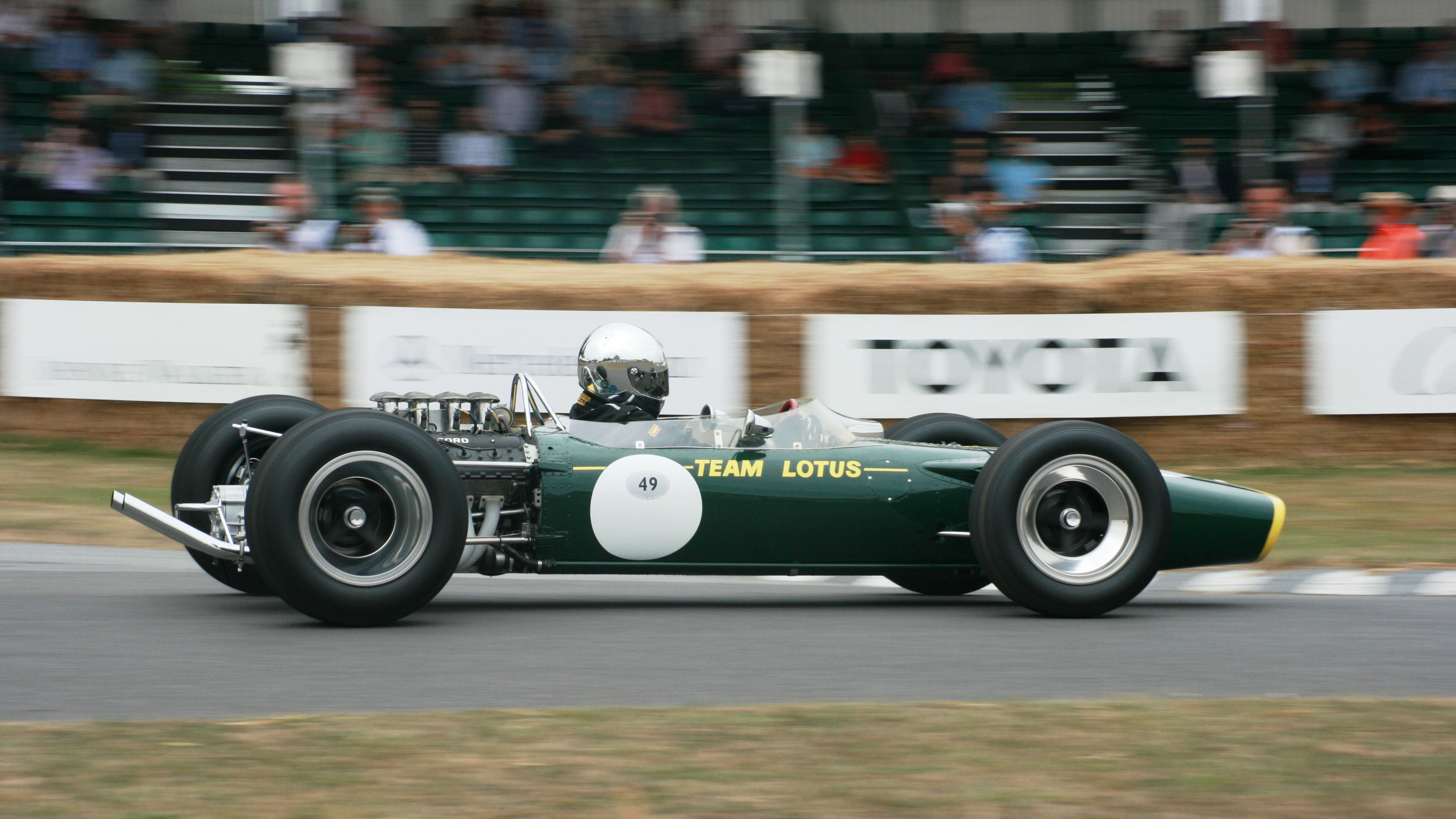
Gewann sein erstes Formel-1-Rennen:Der Lotus 49-Cosworth

1967 traten mit Jim Clark und Graham Hill zwei ehemalige Formel-1-Weltmeister für das Lotus-Team an.
Das Team bestritt die ersten zwei Rennen des Jahres noch mit dem Lotus 43-BRM. Zum Großen Preis der Niederlande, der am 4. Juni 1967 in Zandvoort abgehalten wurde, debütierte der Lotus 49, der mit dem neu entwickelten, 3,0 Liter großen Cosworth DFV-Motor ausgestattet war. Dieser Große Preis wird in der Retrospektive als ein Rennen von historischer Bedeutung angesehen, bei dem der Cosworth-Motor seinen Triumphzug begann: Bei dem ersten Einsatz mit dem neuen Lotus-Cosworth fuhr Graham Hill mit deutlichem Vorsprung auf die Pole-Position. Er war dabei eine halbe Sekunde schneller als der zweitplatzierte Dan Gurney im Eagle-Weslake, eine Sekunde schneller als Trainingsdritte Jack Brabham im Brabham-Repco und nahezu zwei Sekunden Schneller als der Vierte Jochen Rindt im Cooper-Maserati. Hills Teamkollege Clark qualifizierte sich für den achten Startplatz. Hill fiel nach elf Runden infolge eines Motorschaden aus. Clark arbeitete sich im Laufe der ersten 15 Runden auf Platz eins vor, den er bis zum Rennende nicht mehr abgab. Es war das erste Mal in der Geschichte der Formel 1, dass eine neue Auto-Motor-Kombination die Poleposition und den Gesamtsieg einfuhr.
Jim Clark gewann im weiteren Verlauf der Saison noch die Großen Preise von Großbritannien, der USA sowie von Mexiko und wurde mit 41 Punkten Dritter der Fahrerweltmeisterschaft. Hill, der zweimal als Zweiter und einmal als Vierter ins Ziel kam, beendete die Meisterschaft auf Rang sieben. Lotus wurde hinter Brabham-Repco Zweiter der Konstrukteurswertung.

#### 1968

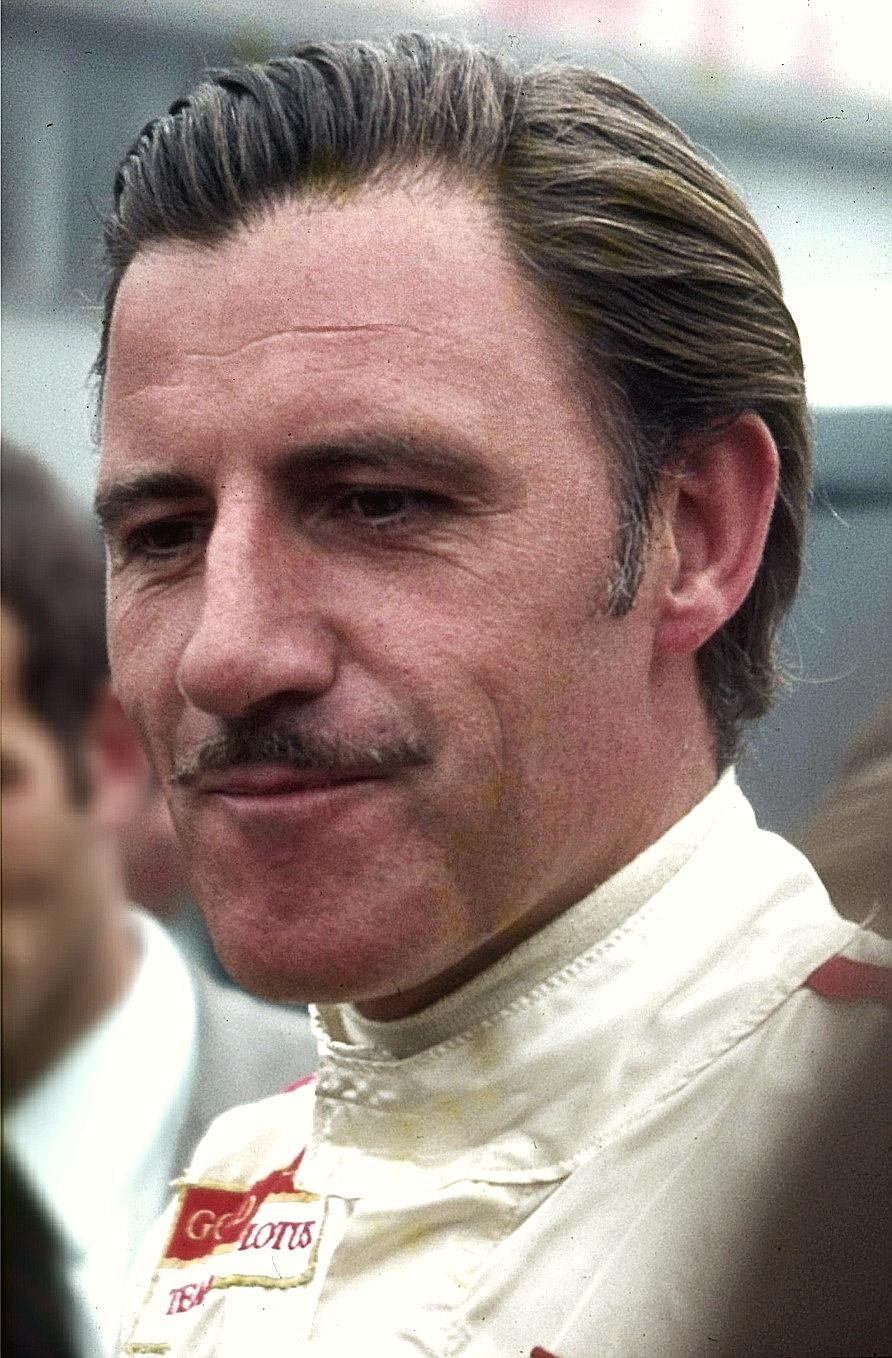
Weltmeister 1968: Graham Hill

1968 änderte sich die Farbgebung der Lotus-Fahrzeuge: Lotus war das erste Formel-1-Team, das seine Autos nicht mehr in der Farbe seines Herkunftslandes lackierte, sondern das Farbmuster eines Geldgebers übernahm. Anstelle des bisherigen British Racing Green erschienen die Lotus-Werkswagen 1968 in Weiß und Rot, den Farben des Hauptsponsors Gold Leaf. Dementsprechend meldete sich das Team ab den europäischen Rennen unter der Bezeichnung Gold Leaf Team Lotus.
Für die Saison 1968 setzte Lotus erneut den Typ 49 mit dem Cosworth-Achtzylindermotor ein. In diesem Jahr stand der Cosworth-Motor erstmals auch anderen Teams zur Verfügung. Neben Lotus nutzten ihn McLaren, Rob Walker Racing sowie Ken Tyrrells neuer Rennstall Matra International.
1968 war ein ambivalentes Jahr für Lotus. Zwar gewann das Team mit Graham Hills Titel 1968 die dritte Fahrerweltmeisterschaft. Andererseits musste Lotus den Tod von zwei Werksfahrern verkraften, die im Verlauf nur eines Monats verunglückten. Am 7. April starb der zweimalige Weltmeister Jim Clark bei der auf dem Hockenheimring abgehaltenen Deutschland-Trophäe, einem Formel-2-Rennen, nach einem Unfall in der vierten Runde. Genau einen Monat später verunglückte Mike Spence beim Training zum 500-Meilen-Rennen in Indianapolis tödlich. Er fuhr einen Lotus 56 mit Allradantrieb und Gasturbine, den das Andy Granatelli und Colin Chapman gehörende STP-Indy-Team eingesetzt hatte.
Nach Clarks Tod konzentrierte sich das Formel-1-Werksteam auf Graham Hill, der im Lotus 49-Cosworth die Großen Preise von Spanien, Monaco und Mexiko gewann und in Südafrika, Deutschland und den USA Zweiter wurde. Hill gewann mit 49 Punkten vor Jackie Stewart, der für Tyrrell antrat.
Das zweite Werksfahrzeug übernahm Jackie Oliver. Er kam bei acht Starts dreimal ins Ziel und wurde in Mexiko Dritter. Beim Großen Preis der USA debütierte im dritten Werks-Lotus der amerikanische Rennfahrer Mario Andretti, der zehn Jahre später den letzten Fahrer-Titel für das britische Team gewinnen sollte. Bei einzelnen weiteren Rennen fuhren auch Bill Brack und Moises Solana den dritten Werks-Lotus.

#### 1969

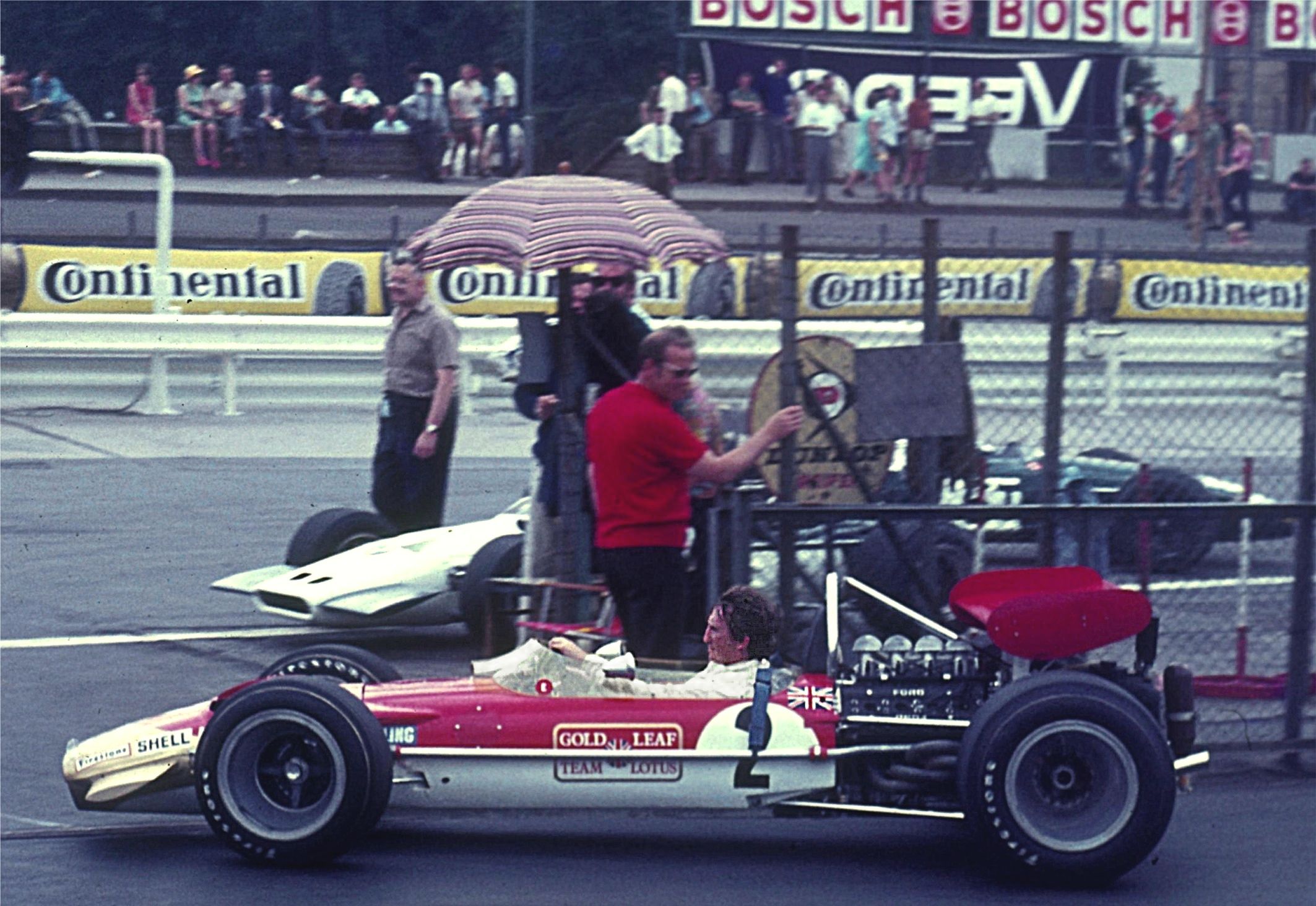
Jochen Rindt 1969

1969 setzte das Lotus-Team bei acht von 11 Weltmeisterschaftsläufen drei Werksfahrzeuge ein. Neben dem Weltmeister Graham Hill trat der Österreicher Jochen Rindt für Lotus an; das dritte Auto fuhr überwiegend John Miles und in drei Fällen auch Mario Andretti. Hill und Rindt fuhren durchgängig den Lotus 49B-Cosworth, der zu Saisonbeginn über hohe, auf Aluminiumrohren befestigte Heckflügel verfügte.
Die Saison 1969 stand unter dem Zeichen von Jackie Stewart und seinem Team, der Tyrrell Racing Organisation. Die Kombination Tyrrell-Stewart war in diesem Jahr ähnlich dominierend wie ein paar Jahre zuvor die Paarung Lotus-Clark: Stewart gewann im Matra-Cosworth sechs von elf Rennen und schloss die Saison mit 63 Punkten als Weltmeister ab. Die Lotus-Fahrer hatten dem nichts entgegenzusetzen. Hill und Rindt gewannen jeweils nur ein Rennen und wurden am Jahresende Vierter (Rindt, 22 Punkte) bzw. Siebter (Hill, 19 Punkte) der Fahrerwertung.
Wie McLaren und Matra, experimentierte auch Lotus im Laufe der Saison 1969 mit einem allradgetriebenen Formel-1-Auto. Maurice Philippe, der Schöpfer des Lotus 49, hatte hierfür den Lotus 63 entwickelt, der bei sieben Großen Preisen, beginnend mit dem Großen Preis von Frankreich, von Mario Andretti und John Miles eingesetzt wurde. Das Auto kam nur beim Großen Preis von Großbritannien ins Ziel; Miles wurde hier Zehnter mit neun Runden Rückstand auf den Sieger Jackie Stewart. Bei allen anderen Veranstaltungen fiel das Auto infolge technischer Defekte aus. Erfolgreich war der 63 nur bei dem nicht zur Weltmeisterschaft zählenden Oulton Park Gold Cup: Rindt kam hier als Zweiter ins Ziel.

#### 1970

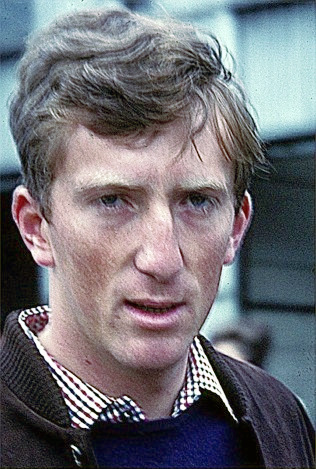
Posthum Weltmeister mit Lotus: Jochen Rindt

Für die Saison 1970 entwickelte Lotus den 72, ein wegweisendes Fahrzeug, das die erste Hälfte der 1970er-Jahre dominieren sollte und als erfolgreichstes Formel-1-Auto aller Zeiten gilt. Der von Maurice Philippe entworfene 72 wies erstmals eine keilförmige Karosserie auf. Das Auto erschien beim zweiten Rennen der Saison in Spanien, war aber erst ab dem Großen Preis der Niederlande im Juni 1970 optimal abgestimmt.
Stammfahrer des Lotus-Werksteams waren zunächst Jochen Rindt und John Miles, wobei Rindt vom Team bevorzugt wurde und die besseren Resultate erzielte. Rindt gewann fünf der ersten neun Weltmeisterschaftsläufe des Jahres, vier davon in Folge. Vier Rennen vor Saison-Ende, beim Großen Preis von Italien in Monza, verunglückte Rindt während des Trainings so schwer, dass er noch auf dem Weg ins Krankenhaus an seinen inneren Verletzungen verstarb. Rindt war nach Bruce McLaren und Piers Courage der dritte Formel-1-Rennfahrer, der innerhalb von drei Monaten nach einem Rennunfall ums Leben kam. Da es keinem anderen Fahrer mehr gelang, Rindts bis dahin herausgefahrenen Punktevorsprung einzuholen, wurde der Österreicher (als bislang einziger Fahrer) posthum zum Weltmeister ernannt. Das Team selbst gewann, nicht zuletzt durch den Sieg von Emerson Fittipaldi in den USA, vor Ferrari den Titel.
John Miles, Lotus’ zweiter Werksfahrer, war weniger erfolgreich als Rindt. Miles in den ersten neun Rennen nur einmal in den Punkterängen ins Ziel und verpasste zweimal in Folge mit dem neuen 72 die Qualifikation. Zum Großen Preis von Italien startete er nicht; daraufhin verließ er als Reaktion auf den Tod Rindts das Lotus-Werksteam und beendete seine Rennfahrerkarriere. Sein Auto wurde für den Rest der Saison von Reine Wisell übernommen. Wisell kam beim Großen Preis der USA, seinem ersten Formel-1-Rennen, als Dritter ins Ziel.
Mit Ablauf des Jahres 1970 gab Lotus die Produktion von Kundenfahrzeugen auf. Zahlreiche Ingenieure und Mechaniker, die bislang in diesem Bereich gearbeitet hatten, wechselten zu dem Unternehmen Group Racing Developments (GRD), das bis 1975 existierte.

#### 1971
Die Automobil-Weltmeisterschaft 1971 wurde zu einem Interimsjahr für Lotus. Das Team brachte in erster Linie verschiedene Versionen des 72 an den Start; daneben wurde zu einzelnen Rennen der mit einer Gasturbine ausgestattete Lotus 56B gemeldet, der allerdings keine Erfolge erzielte.
Colin Chapmans Team bestritt die Saison mit den Fahrern Emerson Fittipaldi und Reine Wisell, die über wenig Formel-1-Erfahrung verfügten. In Großbritannien fuhr Dave Charlton, der amtierende Meister der Südafrikanischen Formel-1-Meisterschaft, den dritten Werks-Lotus, in den Niederlanden ging das dritte Auto an den Australier Dave Walker. 1971 erzielte das Lotus-Werksteam zum ersten Mal seit elf Jahren keinen einzigen Sieg bei einem Weltmeisterschaftslauf. Das beste Ergebnis war Fittipaldis zweiter Platz beim Großen Preis von Österreich, zu dem noch zwei dritte Plätze kamen. Wisell erreichte zwei vierte und je einen fünften und sechsten Platz.
Zum Großen Preis von Italien trat das Lotus-Werksteam nicht offiziell an, da Colin Chapman gerichtliche Untersuchungen im Zusammenhang mit dem tödlichen Unfall Jochen Rindts im Vorjahr fürchtete. Fittipaldi erschien in Monza mit dem Team World Wide Racing, das faktisch mit dem Lotus-Werksteam identisch war, aber unter einer eigenständigen Meldung antrat. Er setzte hier den Lotus 56B ein, der anstelle des Cosworth-Saugmotors mit einer Turbine von Pratt & Whitney ausgestattet war und über Allradantrieb verfügte. Fittipaldi wurde mit einer Runde Rückstand Achter.

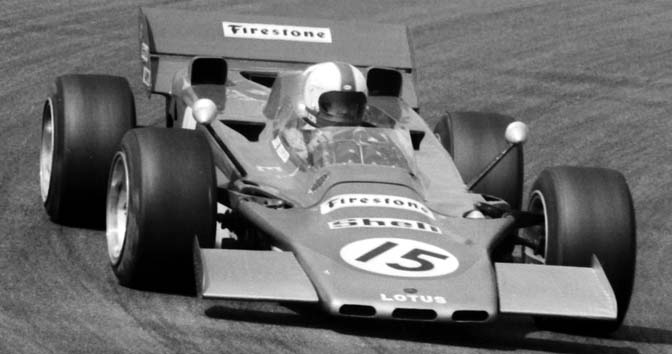
Dave Walker beim Großen Preis der Niederlande 1971 im Lotus 56B mit Turbinenantrieb

Drei Monate zuvor in Zandvoort hatte Lotus die Chance gehabt, mit dem Turbinenauto einen Weltmeisterschaftslauf zu gewinnen. Der 56 wurde hier von dem Debütanten Walker gefahren. Bei sehr regnerischen Wetter ging er von Platz 22 aus ins Rennen. Chapman war der Ansicht, Walker könne mit dem allradgetriebenen 56B, dessen Traktion im Regen überlegen war, das erste Formel-1-Rennen seiner Karriere gewinnen, und wies den Australier an, in den ersten Runden langsam zu fahren: Der Lotus-Teamchef erwartete zahlreiche regenbedingte Ausfälle und war der Ansicht, Walker werde mit dem Lotus 56B gleichsam automatisch auf vordere Positionen vorrücken. Walker widersetzte sich indes der Anordnung und überholte bereits in den ersten fünf Runden acht Fahrzeuge. Allerdings waren die Bremsbeläge an Walkers Lotus noch nicht eingefahren, sodass sie bei einem starken Bremsmanöver in Runde sechs kollabierten. Walker rutschte mit dem Lotus von der Strecke und fiel frühzeitig aus.
Das Team Lotus, das im Jahr zuvor noch die Konstrukteursmeisterschaft gewonnen hatte, fiel mit 21 Punkten auf Platz fünf hinter Tyrrell, Ferrari, BRM und March zurück.

#### 1972
1972 blieb Fittipaldi im Team; das zweite Auto ging an Dave Walker, der in diesem Jahr seine einzige komplette Formel-1-Saison bestritt.
1972 war wieder ein Lotus-Jahr: Fittipaldi gewann auf dem inzwischen zuverlässigen Typ 72 fünf von 12 Weltmeisterschaftsläufen; daneben wurde er zweimal Zweiter und einmal Dritter. Nach dem viertletzten Saisonrennen, dem Großen Preis von Österreich hatte Fittipaldi 52 Punkte eingefahren. Die stärksten Verfolger waren Jackie Stewart auf Tyrrell und Denis Hulme auf McLaren mit jeweils 27 Punkten; auf dem folgenden Platz in der Fahrerwertung lag der Ferrari-Pilot Jacky Ickx mit 25 Punkten. Sie alle konnten rechnerisch noch die Weltmeisterschaft für sich entscheiden. In den verbleibenden drei Rennen konnte Fittipaldi nur noch einmal punkten – er gewann den Großen Preis von Italien –, Stewart gewann zweimal, während Hulme nur drei dritte Plätze erreichte. Die Ergebnisse der Konkurrenten reichten letztlich nicht, um Fittipaldis Vorsprung zu gefährden. Am Ende der Saison hatte der Brasilianer 61 Punkte eingefahren und wurde mit einem Vorsprung von 16 Punkten auf Stewart Weltmeister. Lotus gewann in diesem Jahr auch die Konstrukteursmeisterschaft.
Dave Walker, der zweite Lotus-Werksfahrer, kam bei keinem Rennen in die Punkteränge. Sein Fahrzeug befand sich nicht auf dem gleichen Stand wie Fittipaldis Lotus; es war schlechter vorbereitet und weniger zuverlässig als das Auto des Brasilianers. Das Team nutzte sein Auto unter anderem dazu, nach dem Rennen in Buenos Aires argentinischen Wein nach Großbritannien zu schmuggeln. Als Walkers Auto sechs Wochen später beim nächsten Rennen in Südafrika zusammengebaut wurde, befand sich noch immer eine Weinflasche im Tank des Lotus 72.
Nach einigen Positionierungen außerhalb der Punkteränge fiel Walker in Großbritannien, Deutschland und Österreich jeweils vor Rennende aus. Zu dieser Zeit testete Walker ein Formel-2-Auto für den britischen Rennwagenhersteller GRD. Als Chapman von Walkers Testfahrten für ein Konkurrenzunternehmen erfuhr, zog er Walkers Meldung für die Rennen in Italien und Kanada zurück; Walkers Auto wurde bei diesen Rennen von Reine Wissell gefahren, der ebenfalls keine Weltmeisterschaftspunkte erreichte.

#### 1973

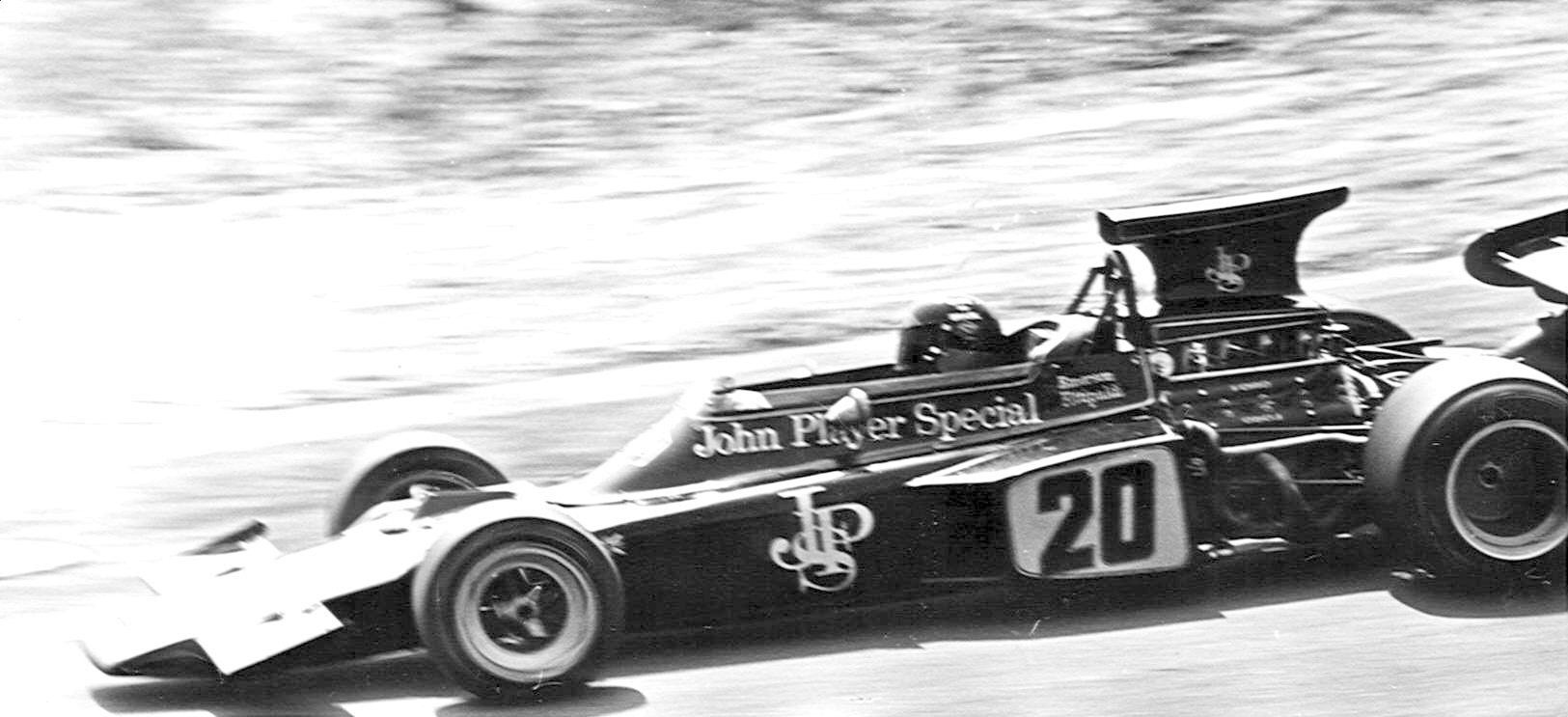
Emerson Fittipaldi im Lotus 72E von 1973 auf dem Österreichring

In der Automobil-Weltmeisterschaft 1973 meldete Lotus den 72 in einer D- und später in einer E-Version. Die Wagen hatten Verbesserungen und Verstärkungen erfahren, wodurch ihr Gewicht auf 650 kg stieg. Fahrer waren Emerson Fittipaldi sowie Ronnie Peterson, der von March zu Lotus gewechselt war.
Fittipaldi dominierte im Frühjahr 1973: Von den ersten vier Rennen gewann er drei. Danach setzte eine Siegesserie Jackie Stewarts ein, der insgesamt fünfmal gewann, zweimal Zweiter wurde und insgesamt 71 Punkte einfuhr. Stewart stand bereits vor den beiden nordamerikanischen Rennen im Herbst als Fahrweltmeister fest. Fittipaldi erlebte bei den europäischen Sommerrennen ein Formtief. Zwischen Juni und August 1973 wurden sechs Weltmeisterschaftsläufe abgehalten; in dieser Zeit erzielte Fittipaldi nur einen Punkt (sechster Platz beim Großen Preis von Deutschland).
Eine besondere Situation ergab sich beim vorletzten Saisonrennen, dem Großen Preis von Kanada in Mosport. Aufgrund schlechter Witterungsbedingungen ergaben sich zahlreiche Unfälle. In Runde 33, die von Fittipaldi angeführt wurde, kollidierten François Cevert und Ian Scheckter. Daraufhin kam es zu einer Safety-Car-Phase. Dem Safety Car gelang es nicht, sich vor das führende Auto zu setzen. Die vor ihm fahrenden Fahrzeuge gewannen damit nahezu eine Runde. Nach dem Ende der Safety-Car-Phase wurde Jackie Oliver im unterlegenen Shadow als Führender gewertet, an zweiter Stelle lag Peter Revson im Werks-McLaren, Fittipaldi lag an vierter Stelle. In den verbleibenden Runden
fuhr er auf Platz zwei vor, konnte den nun in der Wertung führenden Revson aber nicht mehr überholen. Nach dem Ende des Rennens gab es einige Konfusion; die Rennleitung benötigte mehrere Stunden, um den Sieger zu ermitteln. Letztlich wurde Revson als Sieger und Fittipaldi als Zweiter gewertet. Viele Beobachter gehen allerdings davon aus, dass der Sieg tatsächlich Fittipaldi zugestanden hatte.
Fittipaldi beendete die Saison als Zweiter der Fahrerwertung mit 55 Punkten, Ronnie Peterson, der die Großen Preise von Frankreich, Österreich, Italien und den USA gewann, lag mit 51 Punkten auf Platz drei. Die Konstrukteurswertung gewann Lotus vor Tyrrell.

### Krisenjahre

#### 1974

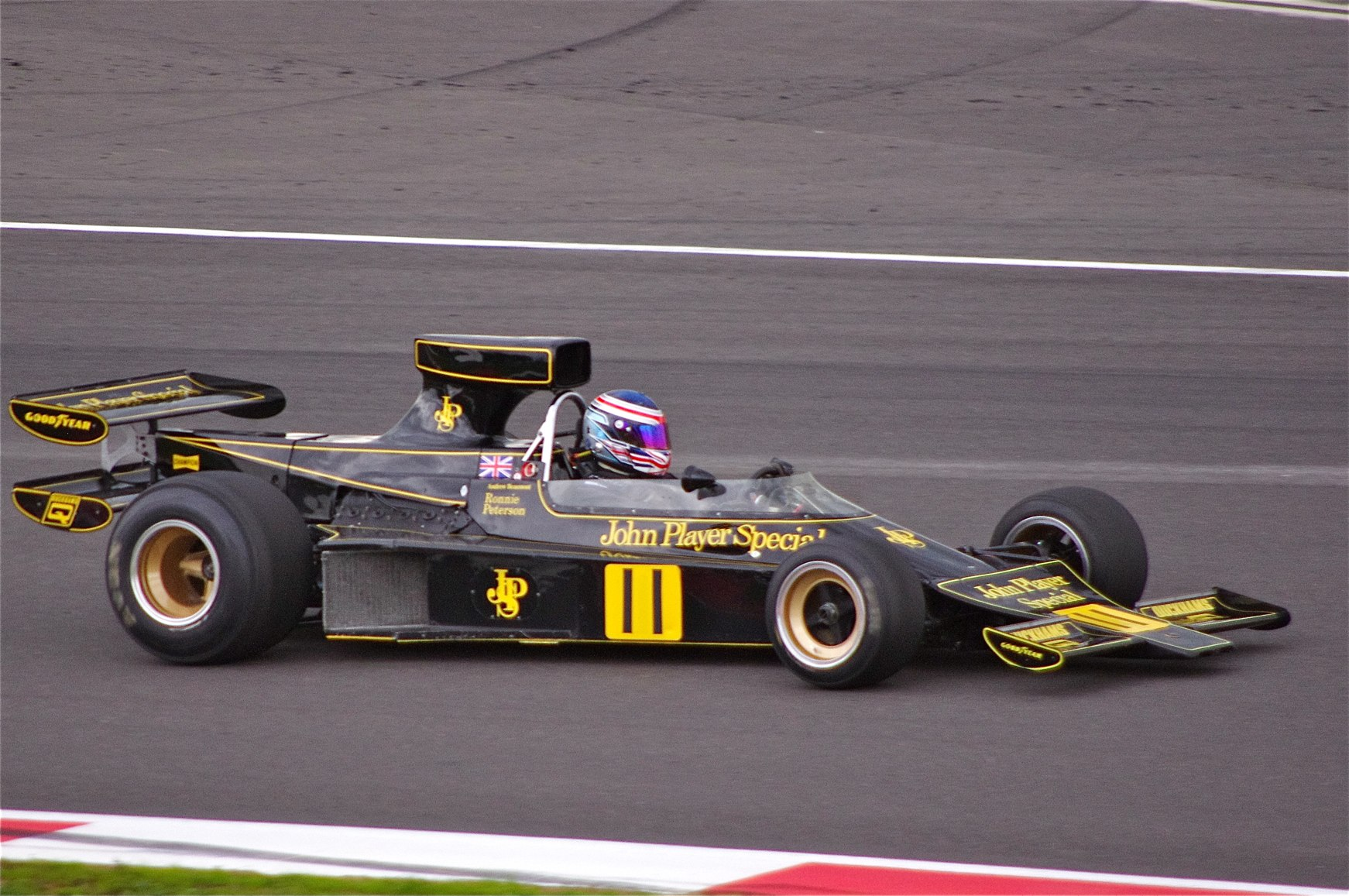
Technisch nicht überzeugend: Lotus 76 („John Player Special Mk. I“)

Mit Ablauf der Saison 1973 verließ Fittipaldi Colin Chapmans Team. Er wechselte zu McLaren, wo er in diesem Jahr die Fahrerweltmeisterschaft gewann. Bei Lotus stieg Ronnie Peterson zum Nummer-1-Fahrer auf; sein Teamkollege wurde Jacky Ickx.
In technischer Hinsicht lief bei Lotus 1974 einiges schief. Colin Chapman, Tony Rudd und Ralph Bellamy hatten im Winter 1973/74 den Lotus 76 entwickelt, der den inzwischen mehrere Jahre alten 72 ersetzen sollte. Der 76, der offiziell die Bezeichnung John Player Special Mk. 1 erhielt, hatte eine elektronisch gesteuerte Kupplung, die 1974 als innovativ angesehen wurde, sowie einen doppelten Heckflügel, der zusätzlichen Abtrieb erzeugen sollte. Insbesondere die Kupplung erwies sich in der Rennpraxis als problematisch. Der 76 debütierte beim Großen Preis von Südafrika. Hier und bei den folgenden zwei Rennen fielen beide Fahrer jeweils infolge technischer Defekte aus. Lotus zog daraufhin den 76 zunächst zurück und setzte erneut den 72E ein. Im Spätsommer gab es Versuche, den 76 zu reaktivieren. Lotus hatte das Modell mit der Vorderachskonstruktion des 72 versehen, und die Kühlung wurde verbessert. Der 76B erreichte eine Zielankunft – Petersons vierter Platz in Deutschland –, ansonsten fiel auch die überarbeitete Version regelmäßig aus. Mit dem alten 72E konnte Peterson dagegen noch drei Siege erzielen: Er gewann in Monaco, Frankreich und Italien. Lotus gab daraufhin den 76 auf.
Peterson beendete die Saison mit 35 Punkten auf Rang fünf der Fahrerwertung. Ickx’ beste Ergebnisse waren zwei dritte Plätze. Im Laufe der Saison fiel er neunmal aus und belegte Rang 10 der Fahrerwertung.

#### 1975
1975 verschärfte sich die Krise bei Lotus. Sie war in erster Linie technischer Natur. Nach dem Scheitern des Lotus 76 im Vorjahr hatte das Team keine konkurrenzfähige Alternative bereit, sodass es während der gesamten Saison den bereits 1970 konzipierten und seitdem immer wieder modifizierten Typ 72 einsetzen musste. Ronnie Peterson erhielt für die Saison ein neu aufgebautes Chassis (R9); Zweiter Fahrer war anfänglich Jacky Ickx, später wurde er durch Jim Crawford bzw. Brian Henton ersetzt. Für sie standen abwechselnd der 1973 aufgebaute R8 und der bereits 1970 hergestellte R5 zur Verfügung, der es im Laufe seiner sechs Jahre dauernden Verwendung auf insgesamt 56 Grand-Prix-Starts brachte. Diese konzeptionell sowie in der Substanz veralteten Autos waren den neueren Modellen von McLaren und Ferrari spürbar unterlegen.
1975 erzielte Lotus keinen Sieg und nur eine Podiumspositionierung: Ickx beendete den Großen Preis von Spanien als Zweiter, erhielt aber, da das Rennen vorzeitig abgebrochen wurde, nur die halbe Punktzahl. Peterson erreichte nur einen vierten und zwei fünfte Plätze. Der Schwede schloss die Saison mit sechs Punkten auf Position 13 der Fahrerweltmeisterschaft ab, Ickx belegte Rang 16. Crawford und Henton waren in der Fahrerwertung nicht klassifiziert. Lotus fiel auf Rang sieben der Konstrukteurswertung ab.
Am Ende der Saison 1975 drohte John Player mit dem Ende des Sponsorings für Lotus, was das definitive Aus des Rennstalls bedeutet hätte. Letztlich setzte das Unternehmen die Unterstützung des Teams allerdings fort, nachdem Colin Chapman im Herbst 1975 das Wing-Car Typ 78 konzipiert und John Player von dem Erfolg dieses Projekts überzeugt hatte.

#### 1976

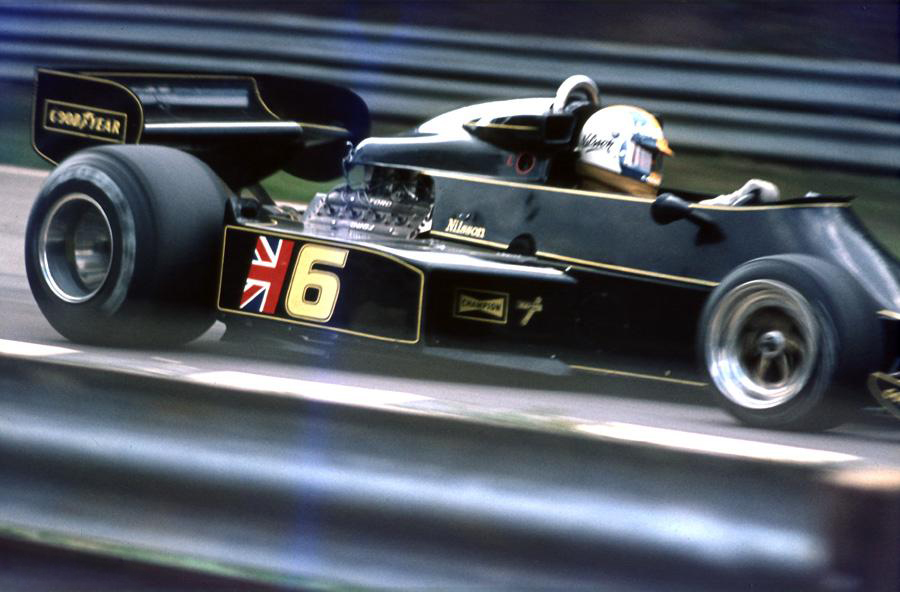
Gunnar Nilsson im Lotus 77 beim Großen Preis von Großbritannien 1976

Für die Saison 1976 meldete Lotus zunächst Ronnie Peterson als Nummer-1-Fahrer. Peterson bestritt indes nur das erste Saisonrennen für Lotus, danach wechselte er zu March Engineering. Chapman ersetzte ihn ab dem Großen Preis von Südafrika durch Gunnar Nilsson, der hier sein Formel-1-Debüt gab. Auch bezüglich des zweiten Fahrers gab es Fluktuation. Beim ersten Rennen des Jahres fuhr Mario Andretti den zweiten Lotus; danach wechselte er zu dem amerikanischen Rennstall Vel’s Parnelli Jones Racing. Bei Lotus ersetzte ihn Bob Evans, der einmal Zehnter wurde und einmal die Qualifikation verpasste. Nach dem dritten Saisonrennen stellte Vel’s Parnelli Jones Racing den Rennbetrieb aus finanziellen Gründen ein; Andretti kehrte daraufhin für den Rest des Jahres zu Lotus zurück.
Mit Beginn der Saison 1976 gab Lotus den Typ 72 endgültig auf. Er wurde durch den Lotus 77 ersetzt, der offiziell die Bezeichnung „John Player Special Mark II“ erhielt. Der 77 war ein im Wesentlichen konventionelles Auto, das eine gegenüber dem 72 verbesserte Aerodynamik aufwies. Radstand und Spurweite waren variabel, sodass die Autos an die unterschiedlichen Bedürfnisse verschiedener Strecken angepasst werden konnten.
Der Lotus 77 blieb zunächst hinter den Erwartungen zurück. In der zweiten Hälfte des Jahres zeichnete sich allerdings ein Aufwärtstrend ab, den Beobachter üblicherweise auf die Entwicklungsarbeit Andrettis zurückführen. Beginnend mit dem Großen Preis von Frankreich, wurde Andretti zweimal Fünfter, dann zweimal Dritter, und mit dem ersten Platz beim Großen Preis von Japan brachte er dem Team den ersten Sieg seit mehr als zwei Jahren. Lotus stieg in der Jahresendwertung auf Platz vier der Konstrukteurswertung, Andretti wurde Sechster und Nilsson Zehnter der Fahrwertung.

### Noch einmal revolutionär: Der Ground Effect

#### 1977

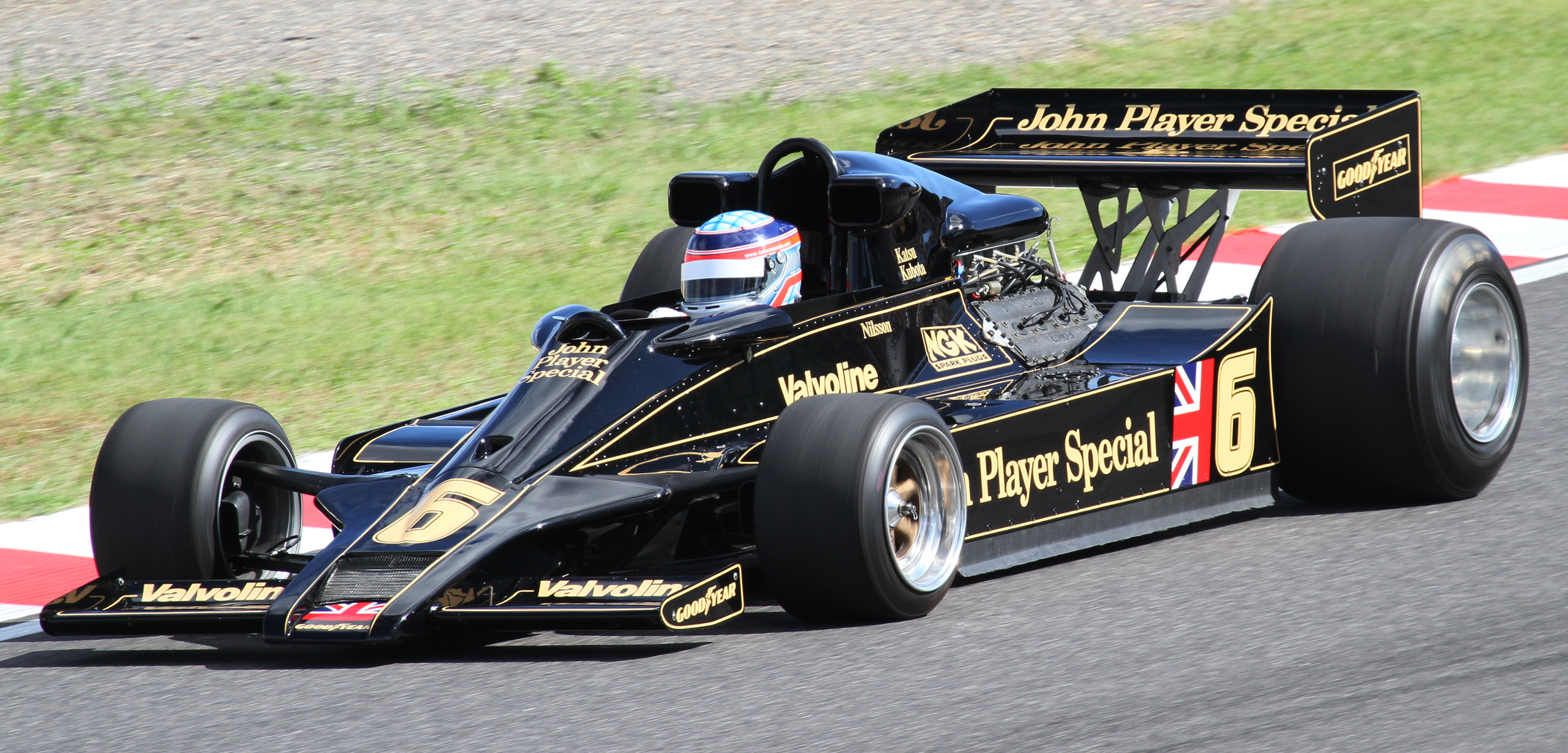
Mit seitlichen Schürzen: Wing-Car Lotus 78

1977 revolutionierte Lotus mit dem ersten Ground-Effect-Auto ein weiteres Mal die Formel 1. Colin Chapman, Ralph Bellamy und Martin Ogilvie entwickelten den Lotus 78 („John Player Special Mark III“), dessen Unterboden wie ein umgekehrter Flügel geformt war, so dass unter dem Auto ein Unterdruck entstand, der den Wagen auf die Straße saugt. Durch seitliche Schürzen wurde der Unterdruck gehalten. Ein ähnliches Konzept (allerdings ohne Schürzen) hatte Peter Wright bereits 1970 beim March 701 verwirklicht; das Konzept wurde seinerzeit allerdings aus finanziellen und zeitlichen Gründen nicht zu Ende entwickelt.
Das Team ging erneut mit Andretti und Nilsson an den Start. Andretti gewann vier Rennen, Nilsson eines. Insgesamt erzielte Lotus 62 Weltmeisterschaftspunkte und wurde Zweiter der Konstrukteurswertung hinter Ferrari; Andretti wurde mit 47 Punkten Dritter der Fahrerwertung.

#### 1978

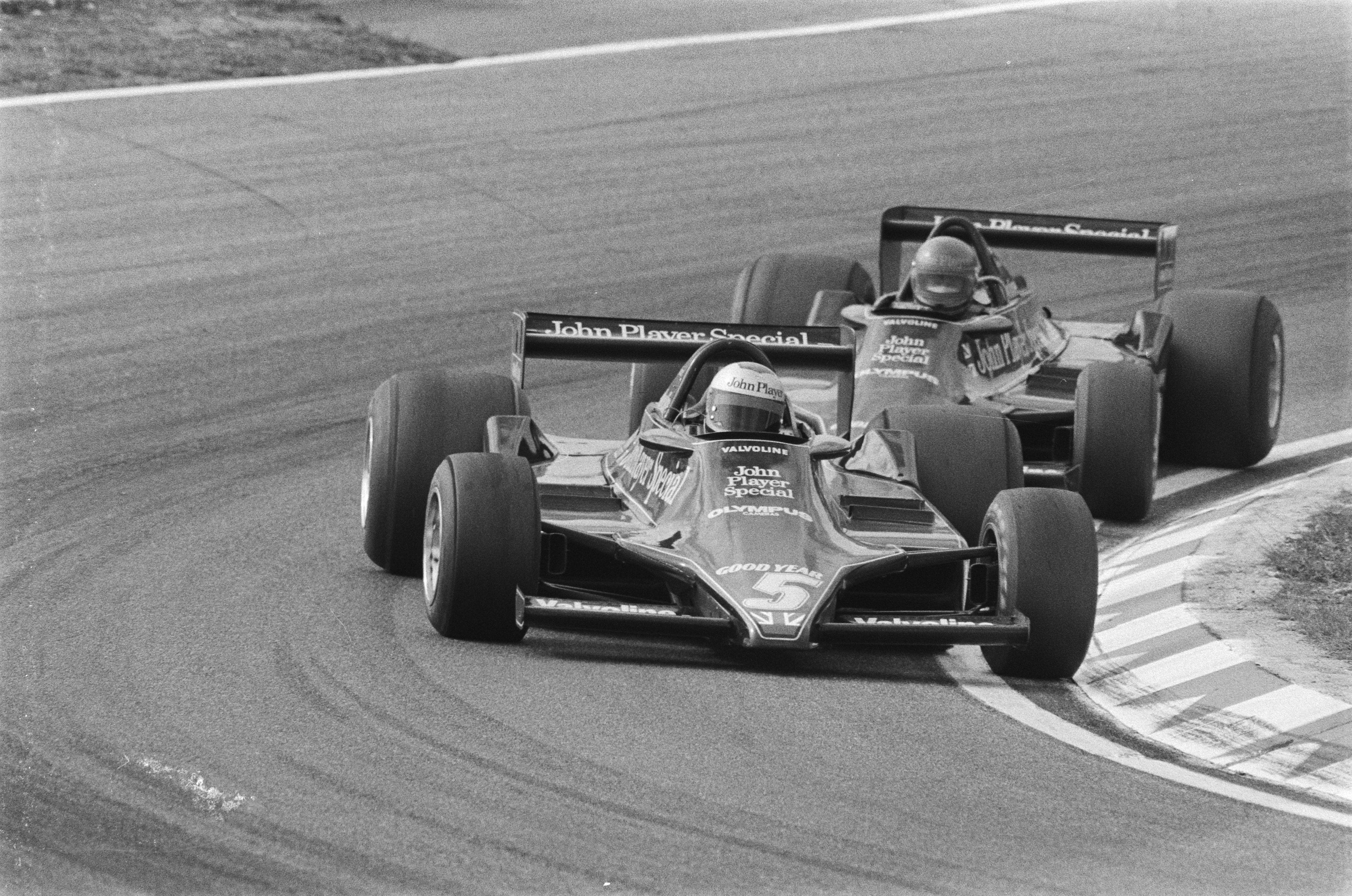
Andretti und Peterson beim Großen Preis der Niederlande, der mit einem Lotus-Doppelsieg endet

In der Automobil-Weltmeisterschaft 1978 setzte sich Lotus mit dem 78, der zum Lotus 79 weiterentwickelt wurde, durch. Mario Andretti und der zum Team zurückgekehrte Ronnie Peterson gewannen für Lotus die Hälfte der Saisonrennen. Doch erneut dämpfte ein tödlicher Unfall die Siegesfreude des letzten Weltmeistertitels des Teams. Beim Großen Preis von Italien kam es aufgrund eines Startfehlers der Rennleitung zu einer Massenkarambolage, in der der Wagen von Ronnie Peterson in Flammen aufging. Zwar konnte Peterson schnell aus dem Inferno befreit werden, doch eine Embolie in den Beinen, ausgelöst durch ärztliches Fehlverhalten, kostete dem Schweden das Leben. Für die letzten beiden Rennen besetzte Lotus das zweite Cockpit mit Jean-Pierre Jarier. Andretti wurde in diesem Jahr Fahrerweltmeister, Peterson wurde Vizemeister. Die Konstrukteursmeisterschaft ging mit 86 Punkten an Lotus; die zweitplatzierte Scuderia Ferrari hatte 58 Punkte erreicht.
Der Lotus 79 wurde zum Vorbild für andere Konstrukteure. Zahlreiche Teams kopierten die Idee. Tyrrell verschaffte sich die Baupläne des 79 über einen japanischen Hersteller von Modellautos. Hector Rebaque kaufte Ende 1978 das erste Exemplar des Lotus 79 und ließ sich von Penske Racing eine originalgetreue Kopie des Autos bauen, die er 1979 mit seinem Team Rebaque unter der Bezeichnung Rebaque HR 100 an den Start brachte.

### Unstetige Leistungen: Chapmans letzte Jahre
In den folgenden Jahren gelang es Lotus nicht, den Erfolg des Jahres 1978 zu festigen. Lotus war nicht in der Lage, das Ground-Effect-Konzept kontinuierlich weiterzuentwickeln. Chapmans Team überreizte stattdessen mit zwei neu entwickelten Fahrzeugen diese Idee und musste, nachdem sich die Untauglichkeit der neuen Modelle herausgestellt hatte, jeweils auf veraltete Vorjahreswagen zurückgreifen. In der Zwischenzeit hatten die Konkurrenzteams allerdings die Vorzüge des 79 übernommen und die Linien behutsam weiterentwickelt, sodass sie im Ergebnis bessere Ground-Effect-Autos hatten als Lotus. Insbesondere der Williams FW07 erwies sich als leistungsstarke Konstruktion.

#### 1979

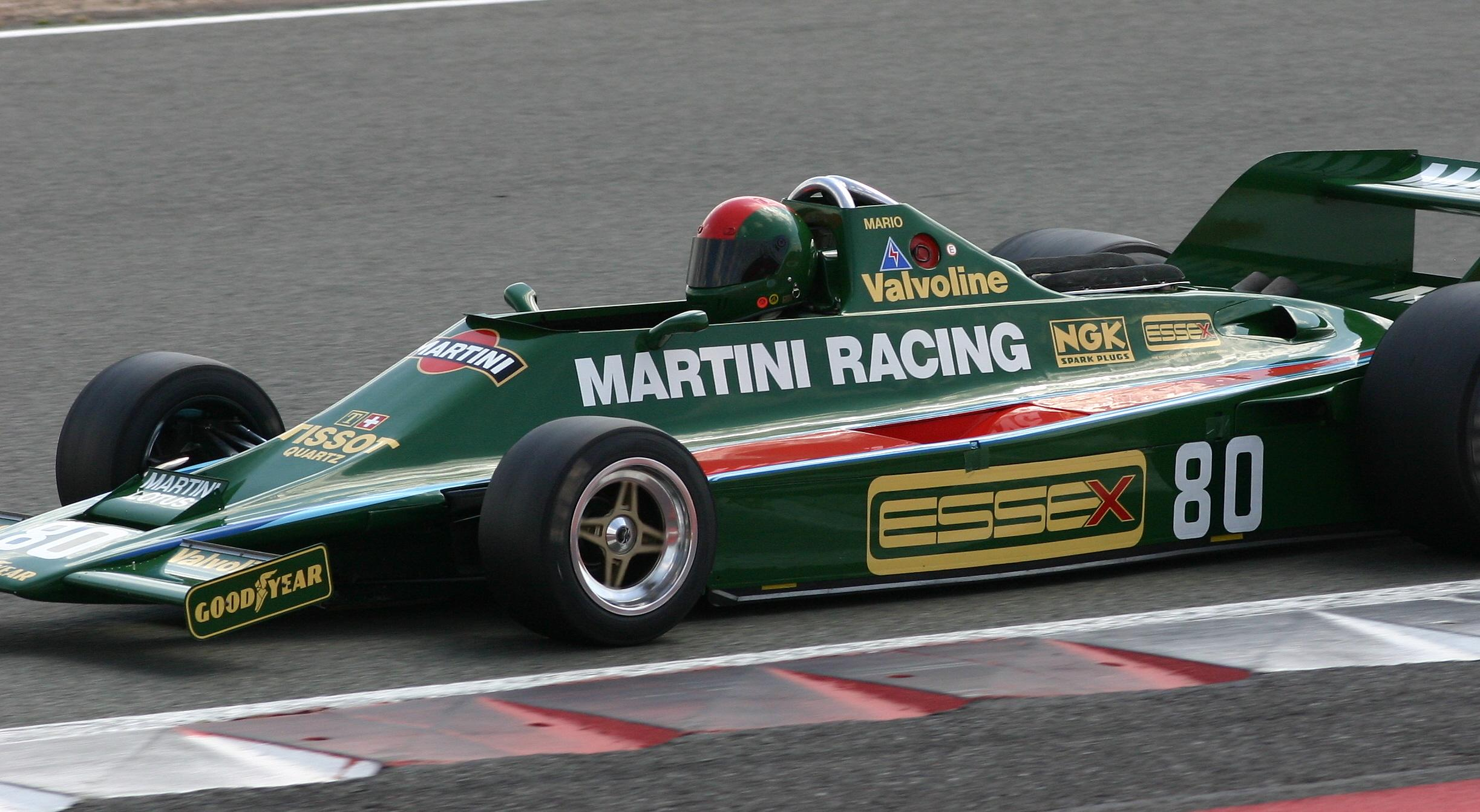
Lotus 80

Ungeachtet des Erfolgs von 1978 verlängerte John Player Special den Sponsorvertrag mit Lotus am Jahresende nicht. Neue Partner von Lotus wurden der Spirituosenhersteller Martini & Rossi sowie das von David Thieme betriebene monegassische Ölhandelsunternehmen Essex. Die Lotus des Jahres 1979 waren statt in Schwarz nunmehr in British Racing Green lackiert.
Das Martini Racing Team Lotus meldete zur Saison 1979 Mario Andretti und Carlos Reutemann, der von Ferrari zu Lotus gewechselt war. Der Rennstall bestritt die ersten Rennen des Jahres mit dem bekannten Lotus 79. Zum Großen Preis von Spanien debütierte der Lotus 80, eine von Martin Ogilvie, Peter Wright und Tony Rudd konzipierte Weiterentwicklung des 79. Das Auto war darauf ausgelegt, den Ground-Effect zu maximieren. Das Entwicklungsteam verzichtete im Interesse einer Verbesserung der Aerodynamik zunächst auf konventionelle Front- und Heckflügel und erwartete, der notwendige Abtrieb werde allein durch die Unterbodenprofile erreicht. Diese Wirkung trat nicht ein; das Auto erwies sich in der Praxis als unfahrbar. Bei hoher Geschwindigkeit entwickelte der 80 zwar einen überragenden Saugeffekt; bei niedrigen Geschwindigkeiten oder beim Bremsen allerdings brach die Haftung abrupt ab, sodass das Auto nur noch schwer beherrscht werden konnte. Dadurch war das Leben der Fahrer potentiell gefährdet. Lotus baute drei Chassis vom Typ 80, machte aber nur eines rennfertig. Andretti fuhr den 80 bei drei Großen Preisen. Beim ersten Einsatz in Spanien kam er als Dritter ins Ziel, in Monaco und Frankreich fiel er indes vorzeitig aus. Da Lotus das Handling des 80 auch durch den Anbau von Flügeln nicht verbessern konnte, gab das Team den Wagen auf und bestritt die verbleibenden Rennen des Jahres mit dem 79.
Im Laufe des Jahres erzielte das Team keinen Sieg. In der Konstrukteurswertung fiel Lotus auf Platz vier ab. Reutemann belegte mit 20 Punkten den sechsten Platz der Fahrerwertung, der letztjährige Weltmeister Andretti kam mit 14 Punkten auf Rang 12. Reutemann wechselte nach dem Saisonende zu Williams, das das kommende Team der nächsten Jahre war.

#### 1980

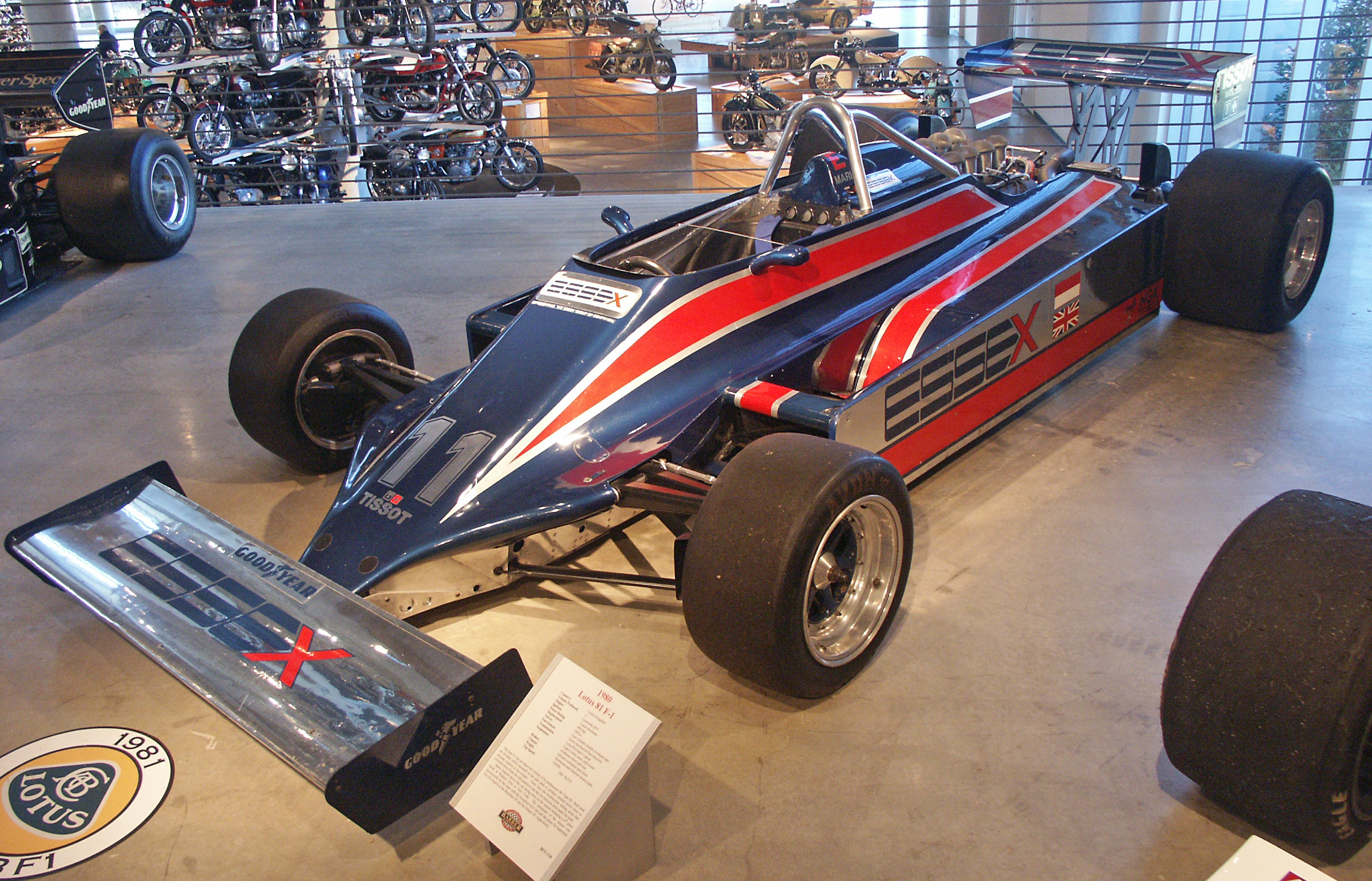
Technisch konservativ: Lotus 81

In der Automobil-Weltmeisterschaft 1980 setzte sich der Niedergang fort. Mit dem Lotus 81 entstand 1980 ein im Gegensatz zu seinen Vorgängern sehr konservatives Auto, das als Übergangsmodell dienen sollte, bis der Lotus 88 mit revolutionärem Doppelchassis einsatzbereit war. Im Laufe des Jahres 1980 arbeiteten die Ingenieure weitgehend am 88, während der 81 als aktuelles Einsatzfahrzeug nur oberflächlich betreut wurde. Das Team startete mit Mario Andretti und Elio de Angelis; zum Jahresende wurde ein drittes Fahrzeug für den Debütanten Nigel Mansell aufgebaut.
De Angelis war der beste Fahrer des Teams. Er wurde beim zweiten Rennen des Jahres in Brasilien Zweiter; dieses Resultat war das beste Ergebnis des Teams in der Saison 1980. De Angelis erreichte noch zwei vierte und einen sechsten Platz. Andretti hingegen kam nur einmal in den Punkterängen ins Ziel: Er wurde beim letzten Rennen des Jahres in den USA Sechster. Nigel Mansell startete in Österreich, den Niederlanden und in Italien auf dem dritten Lotus. Bei seinen ersten beiden Einsätzen fiel er vorzeitig aus; auf dem Autodromo Enzo e Dino Ferrari in Imola scheiterte er bereits an der Qualifikation. Am Ende des Jahres fiel Lotus auf Platz fünf der Konstrukteurswertung ab.
Nach Ablauf der Saison wechselte Mario Andretti zu Alfa Romeo.

#### 1981: Doppelchassis und Notlösungen

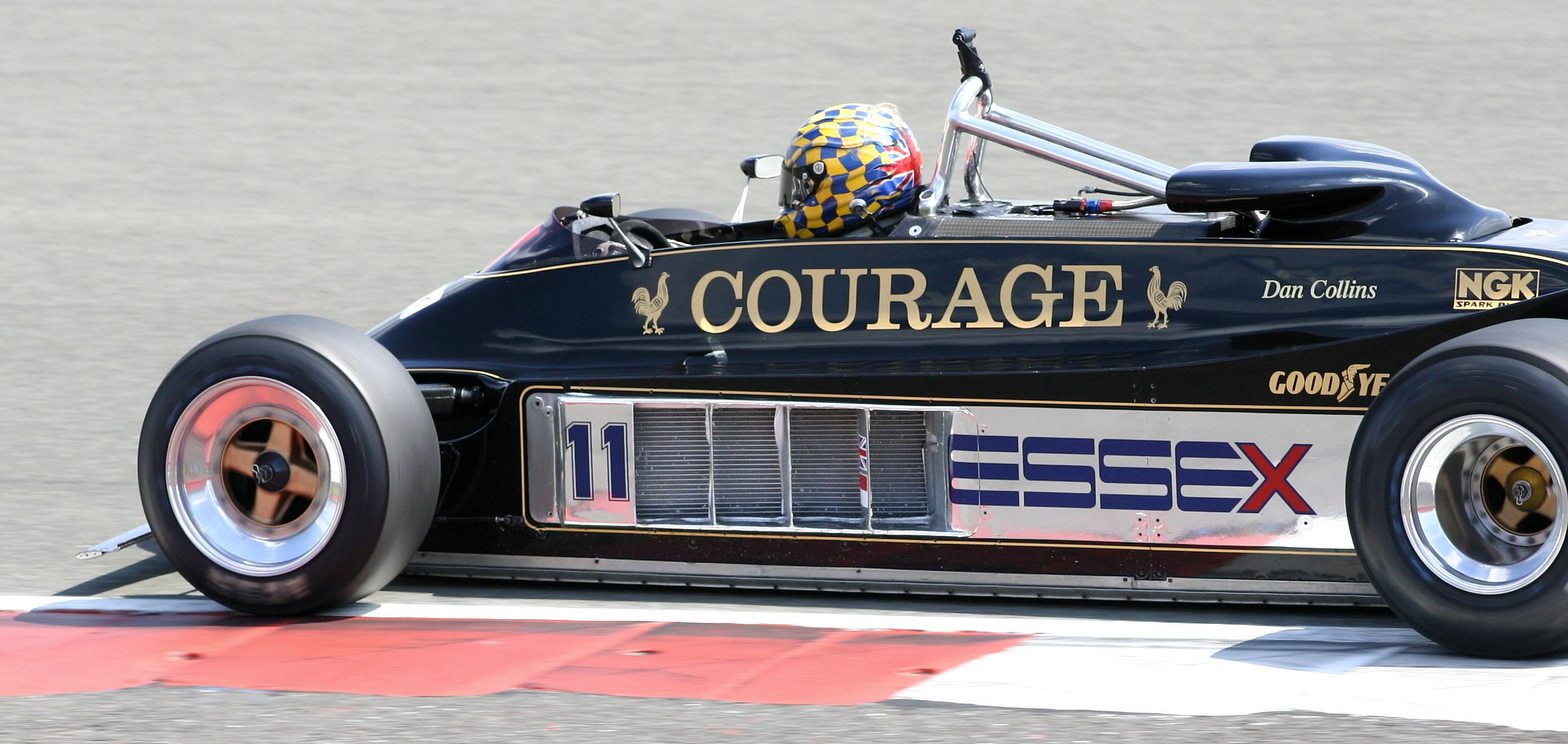
Nicht zum Rennen zugelassen: Lotus 88

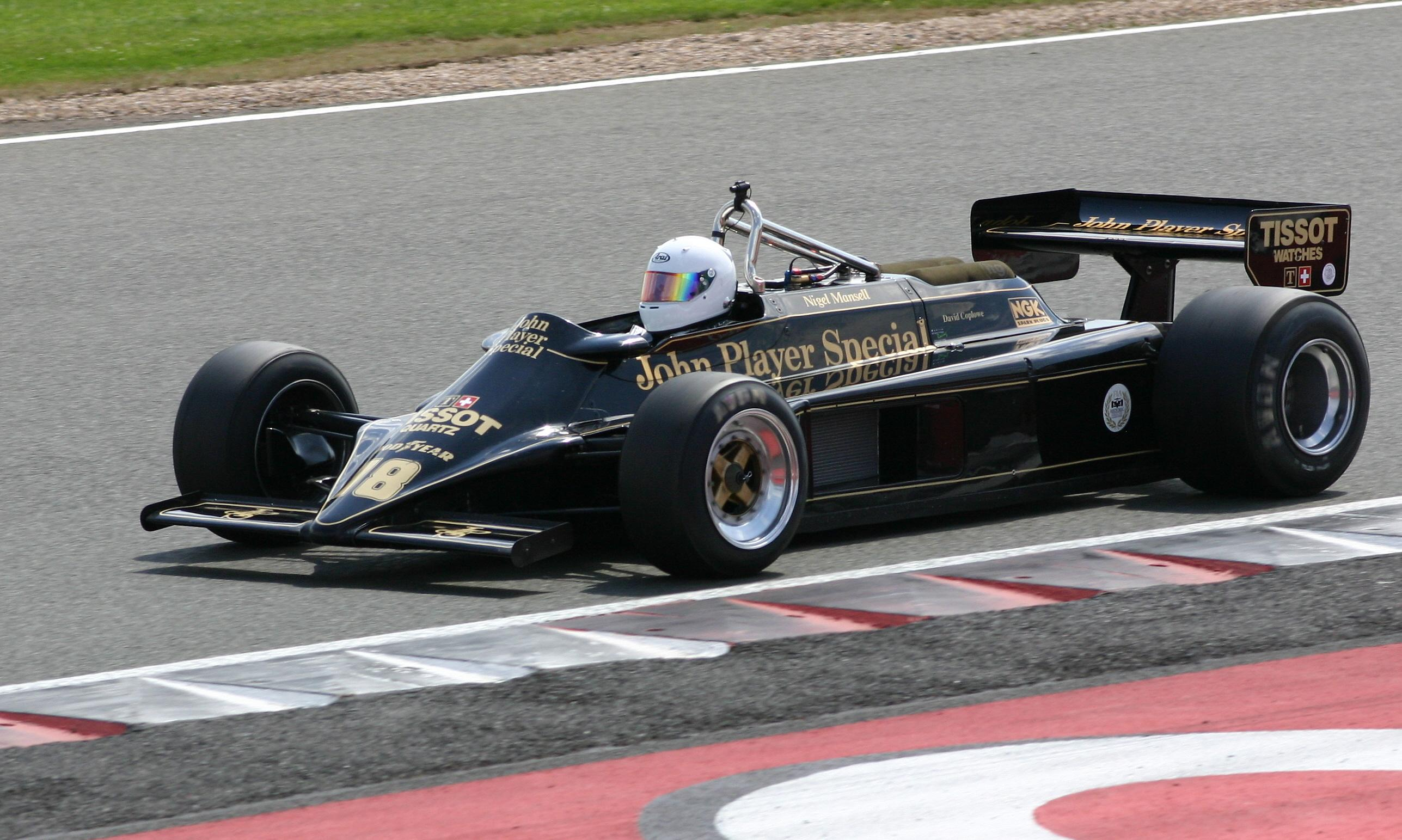
Lotus 87

Die Formel-1-Weltmeisterschaft 1981 war für Lotus ein Jahr der Unruhe. Das galt sowohl in organisatorischer als auch in technischer Hinsicht. Lotus begann das Jahr mit den bekannten Sponsoren Essex und Martini & Rossi. Im Frühsommer kehrte John Player Special zum Team zurück, woraufhin die Autos wieder in Schwarz und Gold lackiert wurden. Die Fahrerpaarung bestand in diesem Jahr aus de Angelis und Mansell. Für die neue Saison entwickelten Colin Chapman und sein Team den Lotus 88, der das Konzept des Wing Car in eine neue Richtung lenkte. Der 88 hatte zwei voneinander getrennte Chassis: Das innere Chassis (auch Sekundärchassis genannt) umfasste den Motor und den Fahrersitz; es hielt den vom Reglement vorgeschriebenen Bodenabstand von 60 mm ein. Das äußere (Primär-)Chassis war starr mit dem Frontflügel, den Seitenkästen und dem Heckflügel verbunden. Es sollte eine optimale Wirkung der aerodynamischen Kräfte erzielen und sich während der Fahrt möglichst weit absenken, um so eine optimale Abdichtung des Fahrzeugunterbodens zu erreichen.
Der 88 war das Auto, in das Chapman große Hoffnungen setzte. Es erschien als Einzelstück beim Training zum ersten Weltmeisterschaftslauf des Jahres, dem Großen Preis der USA West. Anfänglich akzeptierten die Stewarts die Meldung des Wagens, sodass er am Freitagstraining in Long Beach teilnehmen konnte. Vor dem Zeittraining am Samstag protestierte allerdings die Mehrheit der anderen Teams gegen das Auto, woraufhin die FIA den Lotus 88 für illegal erklärte. Mansell und de Angelis mussten daraufhin das Qualifying und das Rennen mit dem letztjährigen Typ 81 bestreiten. Die Situation wiederholte sich in Brasilien: Auch hier wurde der 88 im Freitagstraining eingesetzt, im Qualifying und im Rennen fuhr dagegen der 81. Colin Chapman versuchte beim Großen Preis von Großbritannien noch einmal, den 88 an den Start zu bringen. Die FIA unterband dies, indem sie androhte, dass Lotus alle Punkte der Saison verlieren würde, wenn der 88 beim Training erschiene. Chapman unterließ daraufhin die Meldung des 88.
Bei den drei amerikanischen Rennen zu Saisonbeginn erzielte Lotus drei Meisterschaftspunkte mit dem alten Typ 81: De Angelis wurde in Brasilien Fünfter und beim folgenden Rennen in Argentinien Sechster. Mansell hingegen fiel in den ersten drei Rennen des Jahres zweimal aus und blieb einmal außerhalb der Punkteränge.
Das vierte Rennen des Jahres war der Große Preis von San Marino. Er eröffnete den europäischen Teil der Formel-1-Saison. Lotus ließ dieses Rennen aus, um ein neues Auto aufzubauen. Da Chapman mit der Leistung des Typ 81 nicht zufrieden war, andererseits aber der Typ 88 nicht eingesetzt werden durfte, konstruierten Martin Ogilvie und Peter Wright in kurzer Zeit den Lotus 87, ein konventionell gestaltetes Fahrzeug, das eine Weiterentwicklung des 81 darstellte und sich durch eine sehr flache Motorhaube auszeichnete.
Der Lotus 87 war „kein Sieger“. De Angelis erreichte mit ihm eine Reihe von vierten und fünften Plätzen, eine Podiumsposition war indes nicht möglich. Beim Heimatrennen des Teams wurde de Angelis disqualifiziert, weil er Jacques Laffite regelwidrig unter gelber Flagge überholt hatte. Mansell brachte ungleichmäßigere Leistungen. Sein erstes Rennen im Lotus 87 beendete er auf Platz drei, andererseits verpasste er in Großbritannien die Qualifikation. Bei den folgenden vier Rennen fiel er jeweils vorzeitig aus.
Lotus erzielte 1981 insgesamt 22 Weltmeisterschaftspunkte. 13 davon fuhr der Typ 87 ein. In der Jahreswertung fiel Lotus auf Rang sieben der Konstrukteurswertung ab.

#### 1982

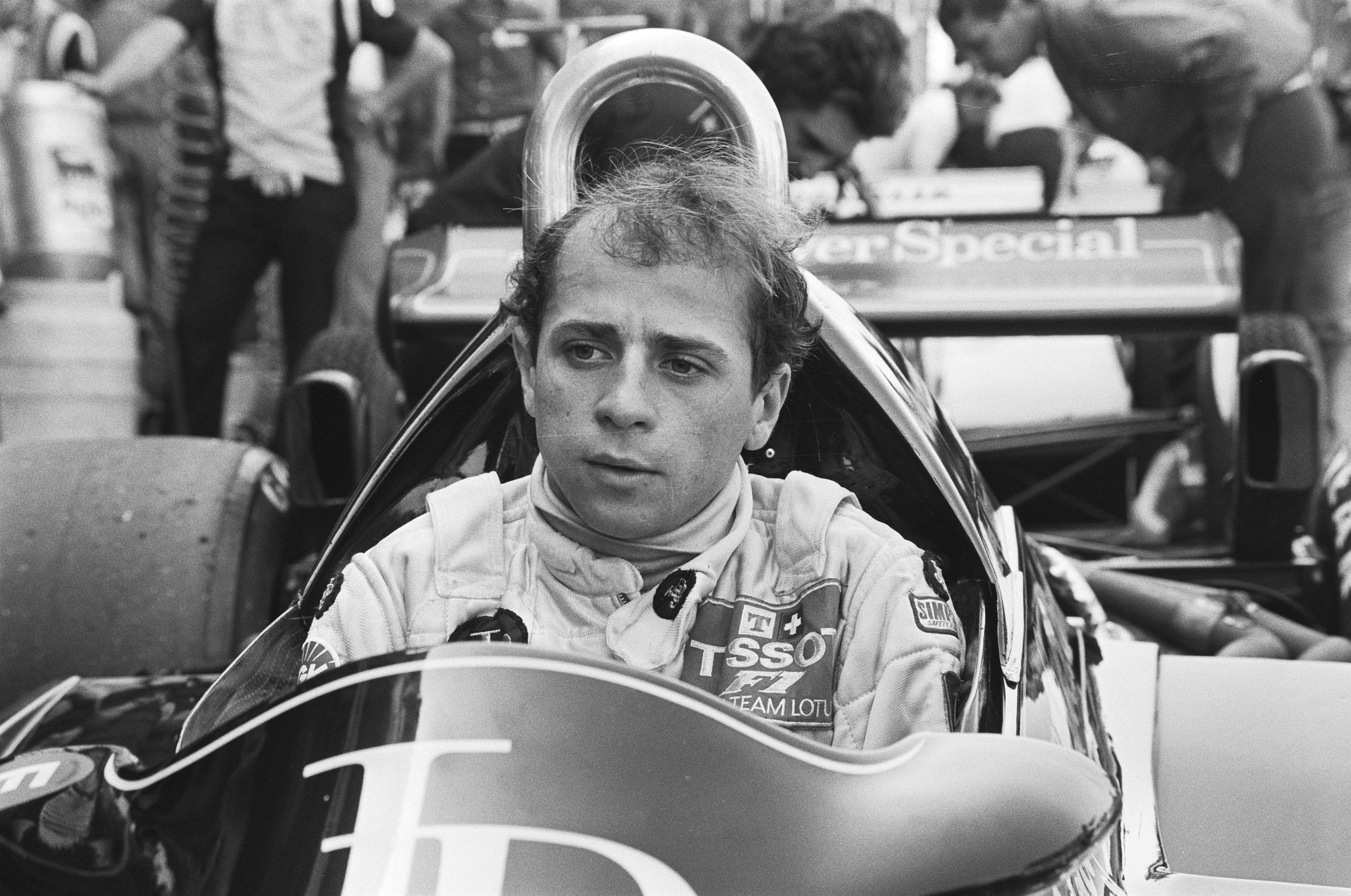
Erfolgloses Formel-1-Debüt bei Lotus: Roberto Moreno (Großer Preis der Niederlande 1982)

1982 war die letzte Formel-1-Saison, die das Lotus-Team unter der Leitung seines Gründers Colin Chapman bestritt. Chapman starb am 16. Dezember 1982 an Herzversagen. Es war zugleich das letzte Jahr der Wingcars: Ab der kommenden Saison waren Flügelprofile in den Seitenkästen verboten; das Reglement schrieb dann flache Unterböden vor.
Chapman, Ogilvie und Rudd konstruierten für die Saison 1982 den Lotus 91, der eine Weiterentwicklung des Typ 87 von 1981 war. Konzeptionell entsprach er dem 87; allerdings war der 91 leichter und stabiler als sein Vorgänger. Das Monocoque war vollständig aus mit Kohlenstofffasern verstärkten Verbundwerkstoffen gefertigt, es wog lediglich 18 kg. Lotus war nach McLaren das zweite Team, das ein Formel-1-Auto vollständig aus Kunststoff baute. Der Wagen wurde situationsbedingt teilweise mit, teilweise ohne Frontflügel gefahren. Als Antrieb diente, wie in den Jahren zuvor, der Cosworth DFV, dessen Leistung im Vergleich zu den Turbomotoren, die seit 1980 im Kommen waren, immer weniger mithalten konnte. Beobachter sahen in dem Typ 91 das konkurrenzfähigste Auto, das Lotus seit 1979 auf die Beine gestellt hatte.
Das Fahrerpaar blieb gleich. De Angelis erreichte siebenmal die Punkteränge und erzielte mit dem ersten Platz beim Großen Preis von Österreich den ersten Sieg für Lotus seit vier Jahren. Mansell erreichte einen dritten und einen vierten Platz. Weitere Zielankünfte in den Punkterängen gab es für ihn nicht. Mansell erlitt im Laufe der Saison einige Unfälle. Beim Großen Preis von Kanada kollidierte er mit Bruno Giacomellis Alfa Romeo 182. Bei dem Zusammenstoß brach er sich das Handgelenk und musste für ein Rennen aussetzen. Beim Großen Preis der Niederlande übernahm der Debütant Roberto Moreno Mansells Cockpit. Moreno verpasste die Qualifikation. Beim Großen Preis von Großbritannien ging Mansell wieder an den Start, war aber gesundheitlich noch nicht wieder vollständig hergestellt. Er musste das Rennen vorzeitig beenden und ließ auch den nachfolgenden Großen Preis von Frankreich aus, bei dem ihn Geoff Lees ersetzte.
De Angelis beendete die Saison als Neunter der Fahrwertung mit 23 Weltmeisterschaftspunkten, Mansell belegte mit sieben Punkten Rang 14. In der Konstrukteursmeisterschaft stand Lotus auf Platz sechs.

### Die Turbo-Ära: Nochmal ein Topteam
Mit Chapmans Tod verlor die Formel 1 einen der größten Konstrukteure, die sie je hervorgebracht hat. In der sogenannten Turbo-Ära gehörte Lotus angesichts leistungsstarker Motoren und talentierter Fahrer noch einmal zu den Topteams; eine Weltmeisterschaft erreichte der Rennstall allerdings nicht mehr.

#### 1983: Übergang zu Turbomotoren
Zur Formel-1-Weltmeisterschaft 1983 übernahm Peter Warr die Leitung des Lotus-Teams. Die Saison war für Lotus (ebenso wie für viele andere Teams) ein Übergangsjahr. Lotus wechselte von Saugmotoren auf Turbotriebwerke, die angesichts hoher Leistungen und zunehmender Zuverlässigkeit künftig eine unerlässliche Voraussetzung für sportliche Erfolge waren. Anders als Brabham, McLaren und Williams entschied sich Warrs Team gegen die Begründung einer exklusiven Motorenpartnerschaft. Stattdessen erhielt Lotus als Kundenteam die aufgeladenen Sechszylindermotoren von Renault (Typ EF4), die 1977 in der Formel 1 debütiert hatten und nach anfänglichen Schwierigkeiten zu leistungsstarken und belastbaren Motoren entwickelt worden waren. Die Fahrerpaarung blieb gegenüber dem Vorjahr unverändert.
Lotus’ erstes Turbofahrzeug war der 93T, den Martin Ogilvie noch zusammen mit Colin Chapman konstruiert hatte. Das Auto galt als schwerfällig und nicht konkurrenzfähig. De Angelis fuhr den 93T bei sieben Großen Preisen. Er fiel sechsmal nach technischen Problemen aus; nur beim Großen Preis von Belgien kam er als Neunter ins Ziel.
Schon nach den ersten Misserfolgen gab Lotus den 93T auf. Anlass hierfür war der Umstand, dass der französische Konstrukteur Gérard Ducarouge zum Team kam und neue Impulse mitbrachte. Ducarouge war im April 1983 von seinem bisherigen Arbeitgeber Euroracing, der unter dem Namen Alfa Romeo in der Formel 1 antrat, entlassen worden. Innerhalb von nur fünf Wochen konstruierte er den Lotus 94T, Lotus’ zweites Turbofahrzeug, das zum Großen Preis von Großbritannien einsatzbereit war. Der 94T war ein Kompromiss: Er nutzte das Monocoque des 91, war aber leichter als sein Vorgänger und hatte eine bessere Gewichtsverteilung.
Der 94T war in Mansells Händen erfolgreicher als unter de Angelis. Während der Italiener, der nominell der Spitzenfahrer des Teams war, mit dem 94T bei sieben Anläufen nur einmal ins Ziel kam, erreichte Mansell drei Zielankünfte, die jeweils in den Punkterängen lagen. Beim Großen Preis von Europa wurde er Dritter; es war die erste Podiumsplatzierung für einen Lotus seit mehr als einem Jahr. Am Jahresende belegte Lotus Rang acht der Konstrukteurswertung. Der Rennstall lag damit noch hinter dem finanziell angeschlagenen Tyrrell-Team, das 1983 durchgängig Saugmotoren eingesetzt hatte.

#### 1984

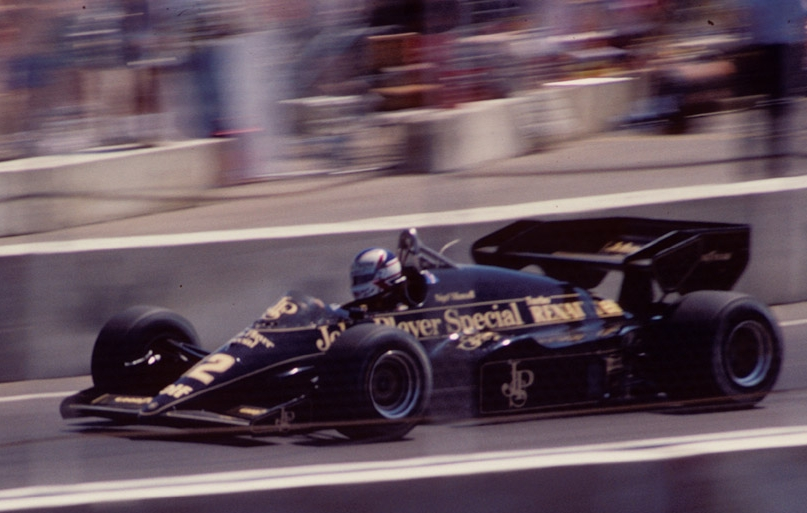
Nigel Mansell im schwarzen John-Player-Special Lotus

In der Formel-1-Weltmeisterschaft 1984 erschien der Lotus 95T, das erste vollständig unter Gérard Ducarouge entwickelte Rennauto des Teams. Das Auto hatte „nichts Revolutionäres“, war aber von Anfang an konkurrenzfähig. Das Monocoque war schlanker als beim Vorgänger, die Aufhängung war in Details geändert. Beobachter hielten ihn für besser als Renaults Werksauto, insbesondere das Handling galt als ausgezeichnet.
Mit dem 95T konnte Lotus an die Erfolge früherer Jahre anknüpfen. De Angelis erzielte einen zweiten und drei dritte Plätze und kam darüber hinaus noch sechs weitere Male in den Punkterängen ins Ziel. Er beendete die Fahrerweltmeisterschaft auf Rang drei. Mansells bestes Ergebnis war der dritte Platz beim Großen Preis von Frankreich. In den übrigen 15 Saisonrennen fiel er zehnmal aus. Mansell stand in diesem Jahr in der Kritik der britischen Öffentlichkeit sowie der Teamführung. Er empfand die Stimmung bei Lotus als feindselig und verließ das Team zum Jahresende. Im folgenden Jahr fuhr er für Frank Williams.
Lotus belegte 1984 hinter McLaren und Ferrari Rang drei der Konstrukteurswertung. Es war das beste Ergebnis für das Team seit sechs Jahren.

#### 1985

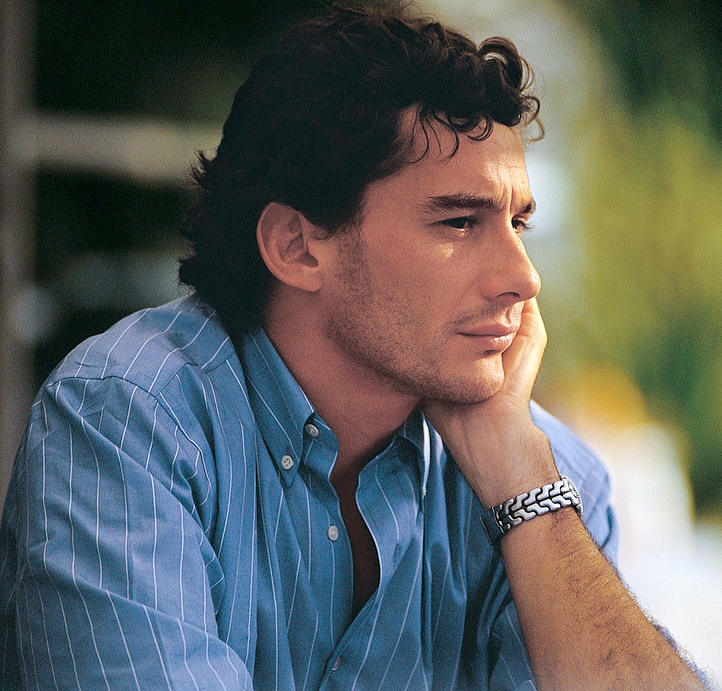
Hoffnungsträger: Ayrton Senna

1985 kam mit Ayrton Senna ein Hoffnungsträger zu Lotus. Senna war im Vorjahr für Toleman gefahren und hatte im technisch unterlegenen TG184-Hart einen zweiten und zwei dritte Plätze erzielt. Ducarouge und Ogilvie konstruierten für Lotus’ dritte Turbosaison den 97T, dessen aerodynamische Auslegung auf einem für die Indy Car World Series entwickelten, letztlich nicht realisierten Modell (Lotus 96) beruhte. Der 97T war vollständig neu konstruiert; kein Bauteil des Chassis wurde vom Vorgängermodell übernommen. Als Antrieb behielt Lotus den Renault-Motor bei, der ab Juni 1985 außer von Lotus und dem Werksteam auch von der Équipe Ligier sowie Tyrrell eingesetzt wurde. Anders als Tyrrell, erhielt Lotus jeweils die gleiche Entwicklungsstufe wie das Renault-Werksteam, das in diesem Jahr in seine letzte Saison ging. Erneut wurde der Lotus als das beste Auto mit Renault-Motor angesehen.
Das Jahr verlief für Lotus erfolgreich. Das Team erzielte 71 Weltmeisterschaftspunkte – so viele wie seit 1978 nicht mehr – und belegte am Jahresende Rang vier der Konstrukteurswertung. Senna erzielte zwei Siege: Er gewann den Großen Preis von Portugal, sein zweites Rennen für Lotus, sowie den Großen Preis von Belgien. In Österreich und beim Großen Preis von Europa kam er als Zweiter ins Ziel. De Angelis, der in den zurückliegenden Jahren der Spitzenfahrer des Teams gewesen war, war nun zweiter Fahrer. Er siegte einmal (beim Großen Preis von San Marino) und belegte zwei dritte Plätze.

#### 1986

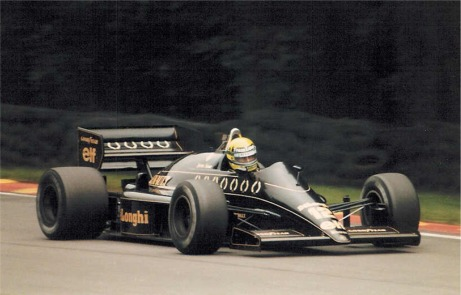
Ayrton Senna im Lotus 98T

Mit Ablauf der Saison 1985 beendete Renault sein seit 1977 bestehendes werksseitiges Formel-1-Engagement. Die Chassis, die Fahrwerkstechnik und ein Großteil der Ausrüstung wurde von dem französischen Formel-2-Rennstall Automobiles Gonfaronnaises Sportives (AGS) übernommen, der aus den Renault-Komponenten ein eigenes Formel-1-Auto (AGS JH21C) entwickelte. Die Motorentechnologie hingegen übernahm AGS nicht. Das Werk stellte die Turbomotoren in der Formel-1-Weltmeisterschaft 1986 weiterhin den Kundenteams Ligier, Lotus und Tyrrell zur Verfügung. Unter ihnen war Lotus das Nummer-1-Team, das die Motoren direkt von Renault aus Viry-Châtillon erhielt. Ligier und Tyrrell hingegen erhielten die Renault-Motoren von Mecachrome. Im Laufe des Jahres erreichten die an Lotus gelieferten Motoren vom Typ EF15bis im Qualifikationstrimm eine Leistung von bis zu 1.100 PS. Für die Saison 1986 konstruierte Ducarouge den Lotus 98T, der eine Weiterentwicklung des 97T darstellte. Der neue Wagen unterschied sich von seinem Vorgänger durch eine verbesserte Aerodynamik und eine neue hintere Radaufhängung. Besonderes Merkmal des Wagens war ein Hydrauliksystem, das die Höhe des Wagens variierte.
Ayrton Senna blieb im Team. De Angelis wechselte zum Jahresbeginn zu Brabham. Er verunglückte im Mai 1986 bei Testfahrten für Bernie Ecclestones Rennstall tödlich. Sein Ersatz bei Lotus war Johnny Dumfries, ein schottischer Adliger, der im Jahr zuvor in der Formel 3000 gefahren war. Dumfries war für Lotus die zweite Wahl gewesen. Teamchef Peter Warr hatte zunächst versucht, Derek Warwick zu verpflichten, scheiterte aber an Ayrton Senna, der Warwick als Teamkollegen ablehnte.
Die Saison 1986 verlief erfolgreich für Lotus. Auch wenn das Team letztlich weder den Fahrer- noch den Konstrukteurstitel gewann, war es doch zum ersten Mal seit vielen Jahren wieder in der Lage, zeitweise am Titelkampf teilzunehmen. Ayrton Senna gewann zwei Rennen (den Großen Preis von Spanien und den Großen Preis der USA), wurde viermal Zweiter und dreimal Dritter. Nach dem Rennen in den USA, dem siebten der Saison, führte er die Fahrerwertung an, danach warfen ihn allerdings Ausfälle und schlechtere Platzierungen zurück. Letztlich erzielte er 55 Weltmeisterschaftspunkte und wurde Vierter der Fahrerwertung, die Alain Prost mit 72 Punkten gewann. Dumfries erzielte mit einem fünften und einem sechsten Platz nur drei Weltmeisterschaftspunkte. Er fiel neunmal aus und scheiterte beim Großen Preis von Monaco bereits an der Qualifikation. In der Konstrukteurswertung lag Lotus mit 58 Punkten auf Rang drei hinter dem dominierenden Williams-Team (141 Punkte) und McLaren (96 Punkte).

#### 1987

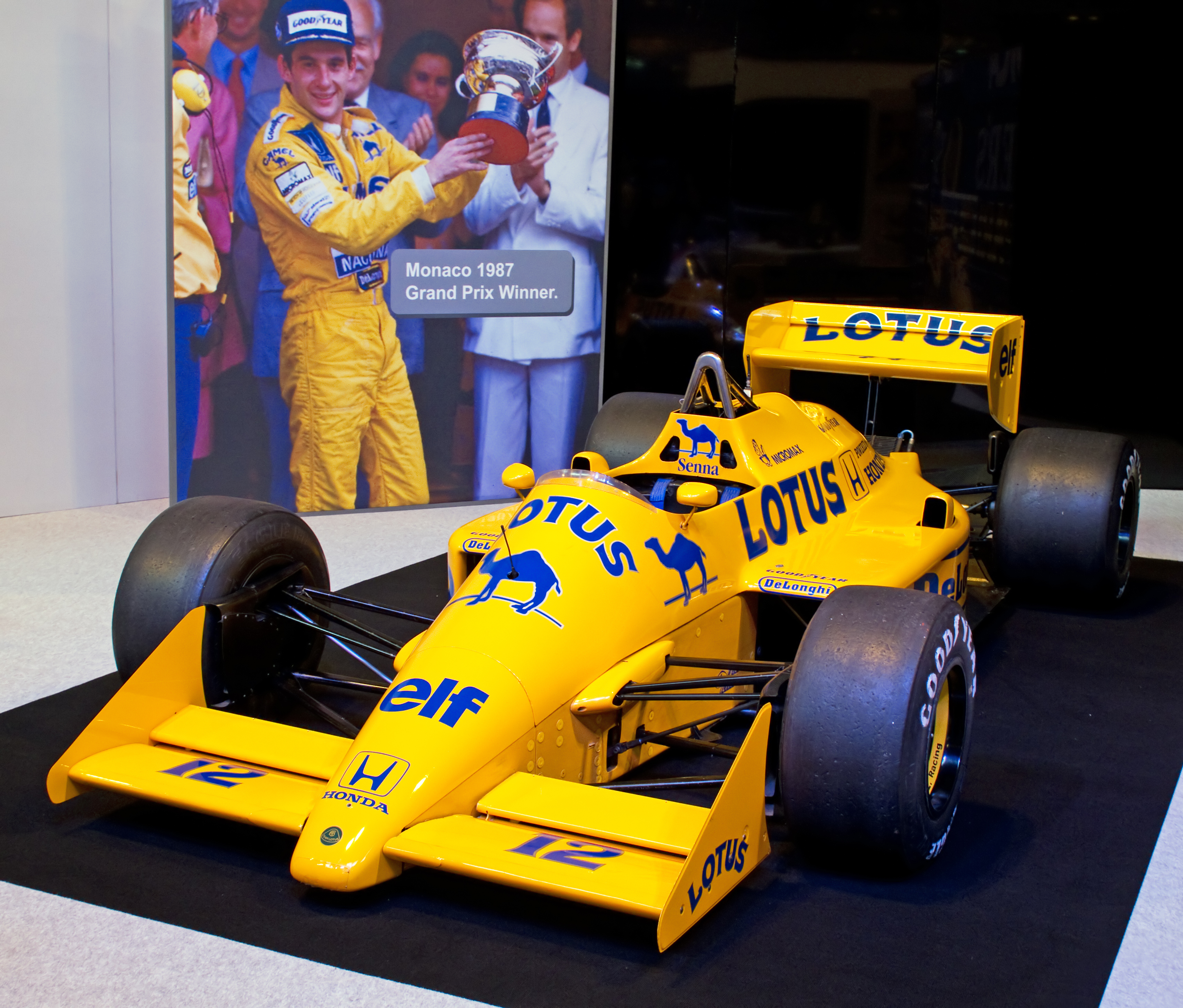
Neuer Motor, neue Farben: Lotus 99T

Die Formel-1-Weltmeisterschaft 1987 brachte zahlreiche Veränderungen. Es gab neue Motoren, einen neuen Fahrer und einen neuen Hauptsponsor. John Player Special beendete die Unterstützung des Rennstalls nach über zehnjähriger Zusammenarbeit. Stattdessen wurde Lotus nun von der Zigarettenmarke Camel unterstützt. Damit einher ging die Veränderung des äußeren Erscheinungsbildes: Statt in schwarz waren die Lotus-Fahrzeuge nun in auffallendem Gelb lackiert. Neu war auch der Motor: Mit Ablauf der Saison 1986 gab Renault sein Turboprogramm vollständig auf. Das Unternehmen konzentrierte sich stattdessen vollständig auf die Entwicklung eines Zehnzylinder-Saugmotors, der 1989 bei Williams debütieren sollte. Während Tyrrell in der Saison 1987 auf Saugmotoren wechselte und Ligier gebrauchte BMW-Turbos von Megatron übernahm, erhielt Lotus Spitzenmotoren von Honda, die bislang exklusiv bei Williams gelaufen waren. Um die japanischen Motoren zu bekommen, verpflichtete Lotus den japanischen Rennfahrer Satoru Nakajima als zweiten Piloten neben Senna; das hatte Honda zur Bedingung für die Lieferung von Motoren gemacht.
Für den Honda-Motor entwickelte Ducarouge den Lotus 99T. Das Auto ähnelte konzeptionell dem Vorgängermodell, hatte aber einen neuen Unterboden, zahlreiche Änderungen im Motorenumfeld und eine aerodynamisch überarbeitete Form. Sie war im Windkanal von Honda getestet worden. Besonderes Merkmal des 99T war eine aktive Radaufhängung. Das Aufhängungssystem wurde von einem Computer gesteuert, der die Abstimmung den Bedingungen des jeweiligen Streckenabschnitts anpasste. Lotus war das erste Team, das ein solches System entwickelte. In den folgenden Jahren übernahmen andere Rennställe das Konzept und entwickelten es weiter. In den frühen 1990er-Jahren war es prägend für die erfolgreichsten Formel-1-Rennwagen.
Senna gewann die Großen Preise von Monaco und der USA. Hinzu kamen zweite Plätze in San Marino, Ungarn, Italien und Japan sowie mehrere dritte Plätze. Bis in den Spätsommer 1987 hinein bestand für Senna die Möglichkeit, die Fahrerweltmeisterschaft für sich zu entscheiden. Ein siebter Platz in Portugal sowie ein Ausfall in Mexiko ließ aber Sennas Abstand zu dem in der Zwischenwertung führenden Nelson Piquet und dessen Verfolger Mansell größer werden. Vor dem letzten Rennen in Australien lag Senna vier Punkte hinter dem Weltmeisterschaftszweiten Mansell, der verletzungsbedingt nicht antrat. Im Falle einer Zielankunft auf Platz zwei hätte Senna demnach das Jahr als Vizemeister abgeschlossen. Das gelang ihm allerdings nicht. Zwar kam er auf Platz zwei hinter Gerhard Berger (Ferrari) ins Ziel. Er wurde aber nachträglich disqualifiziert, weil die Belüftungsöffnungen für die Bremsen bei der technischen Abnahme als regelwidrig angesehen wurden. Letztlich schloss Senna das Jahr als Dritter der Fahrerwertung ab.
Nakajima kam viermal in den Punkterängen ins Ziel und sammelte insgesamt sieben Punkte. Er belegte in der Fahrerwertung Rang 12. Lotus wurde in der Konstrukteurswertung erneut Dritter, hatte aber weniger als halb so viele Punkte wie der Konstrukteursmeister Williams.

#### 1988

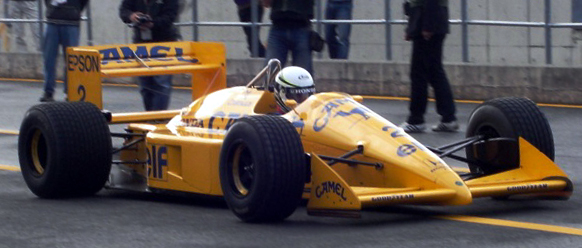
Lotus’ letztes Turboauto: Der 100T

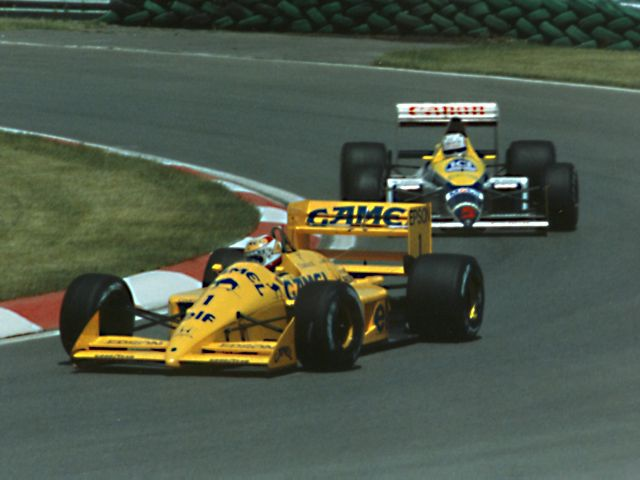
Piquet beim Großen Preis von Kanada 1988 vor seinem letztjährigen Teamkollegen Nigel Mansell (im Saugmotor-Williams)

1988 war das letzte Jahr, in dem das Formel-1-Reglement die Verwendung aufgeladener Motoren zuließ. Viele kleinere Teams wechselten daher zu Saisonbeginn auf Saugmotoren; auch das Williams-Team, das im Jahr zuvor noch mit Nelson Piquet die Weltmeisterschaft gewonnen hatte, vollzog diesen Schritt. Im Hinblick auf Ladedruck und Verbrauch waren die Turbomotoren stark reglementiert, sodass sich der deutliche Leistungsvorsprung gegenüber den Saugmotoren nur mit erheblichem technischem und finanziellem Aufwand halten ließ. Brabham machte das nicht mit und zog sich für 1988 in ein Sabbatjahr zurück. Ferrari und McLaren blieben dagegen in der Turbo-Liga, ebenso wie Lotus, das weiterhin Kundenmotoren von Honda erhielt, anders als im Jahr zuvor aber nicht mehr werksunterstützt war.
Zum Jahresbeginn wechselte Senna nach dreijähriger Teamzugehörigkeit zu McLaren. Sein Ersatz bei Lotus war der amtierende Formel-1-Weltmeister Nelson Piquet, der Williams verlassen hatte, da er dem in diesem Jahr mit Saugmotoren arbeitenden Rennstall von Frank Williams keine Höchstleistungen mehr zutraute. Im Hinblick darauf führte Lotus erstmals seit über einem Jahrzehnt wieder einen Wagen mit der Startnummer 1. Ducarouge konstruierte für 1988 den Lotus 100T, der im Gegensatz zu seinem Vorgänger wieder mit einer konventionellen Aufhängung ausgestattet war. Das aktive Fahrwerk des 99T war sehr aufwändig, galt als unzuverlässig und energieintensiv: Etwa fünf Prozent der Motorleistung wurden durch das computergesteuerte Aufhängungssystem verbraucht. Im Hinblick auf die reglementbedingte Leistungsreduzierung sah Lotus dies als nicht vertretbar an.
Die Saison 1988 wurde von McLaren-Honda dominiert. 15 von 16 Rennen gewannen die McLaren-Piloten Senna und Alain Prost; der einzige nicht von McLaren erzielte Sieg ging an Gerhard Berger, der vier Wochen nach Enzo Ferraris Tod den Großen Preis von Italien gewann.
Piquet konnte an seine Vorjahresleistungen nicht anknüpfen. Er wurde bei den ersten beiden Rennen des Jahres in Brasilien und San Marino sowie zum Jahresabschluss in Australien jeweils Dritter, ansonsten gab es je zwei vierte und fünfte Plätze sowie sieben Ausfälle. Piquet beschuldigte Ducarouge, ein nicht konkurrenzfähiges Auto entwickelt zu haben. Ducarouge verließ daraufhin nach längeren Auseinandersetzungen mit der Teamleitung den britischen Rennstall und ließ sich von Gérard Larrousse für dessen Team Larrousse Calmels verpflichten.
Am Jahresende war Piquet Sechster der Fahrerwertung. Lotus belegte mit 23 Punkten Rang vier der Konstrukteurswertung. Der Abstand zum Konstrukteursweltmeister McLaren betrug 176 Punkte.

### Die neue Saugmotor-Ära: Der Niedergang

#### Politik
In der 1989 beginnenden neuen Saugmotor-Ära konnte Lotus nicht mehr Fuß fassen. Das Team war organisatorisch und finanziell schlecht aufgestellt, und in den 1990er-Jahren war das sportliche Engagement von wirtschaftlichen Krisen geprägt. Bereits 1986 war das Formel-1-Team selbständig geworden. Colin Chapmans Erbin, seine Ehefrau Hazel Chapman, hatte das Mutterunternehmen, die Lotus Group, im Januar 1986 an den amerikanischen Automobilkonzern General Motors verkauft. Das Formel-1-Team war davon aber nicht betroffen. Es gehörte ihr nach wie vor zu einem Anteil von 80 Prozent. Im September 1988 hatte der Schweizer Rennstallbesitzer Walter Brun angeboten, das Lotus-Team zu übernehmen. Die Verhandlungen mit Hazel Chapman scheiterten allerdings schon nach wenigen Wochen. Brun gab als Begründung an, er sei nicht bereit gewesen, den auf 6 Millionen US-Dollar dotierten Fahrervertrag mit Nelson Piquet zu übernehmen, Hazel Chapman hingegen erklärte, sie sei zu keiner Zeit zu einem Verkauf an den Schweizer bereit gewesen. Im Sommer 1989 verdrängte die Chapman-Familie den langjährigen Teamchef Peter Warr aus dem Betrieb, den sie für den sportlichen Niedergang des Teams verantwortlich machte. Tony Rudd übernahm daraufhin die Teamleitung. Nach einem sportlich desaströsen Jahr unter Tony Rudd und Rupert Manwearing übernahm im Dezember 1990 ein Konsortium um Peter Collins und Peter Wright den Rennstall, zeitweise war auch der deutsche Unternehmer Horst Schübel daran beteiligt. Sie konnten dem Team allerdings nicht die notwendige Stabilität zurückbringen.

#### 1989

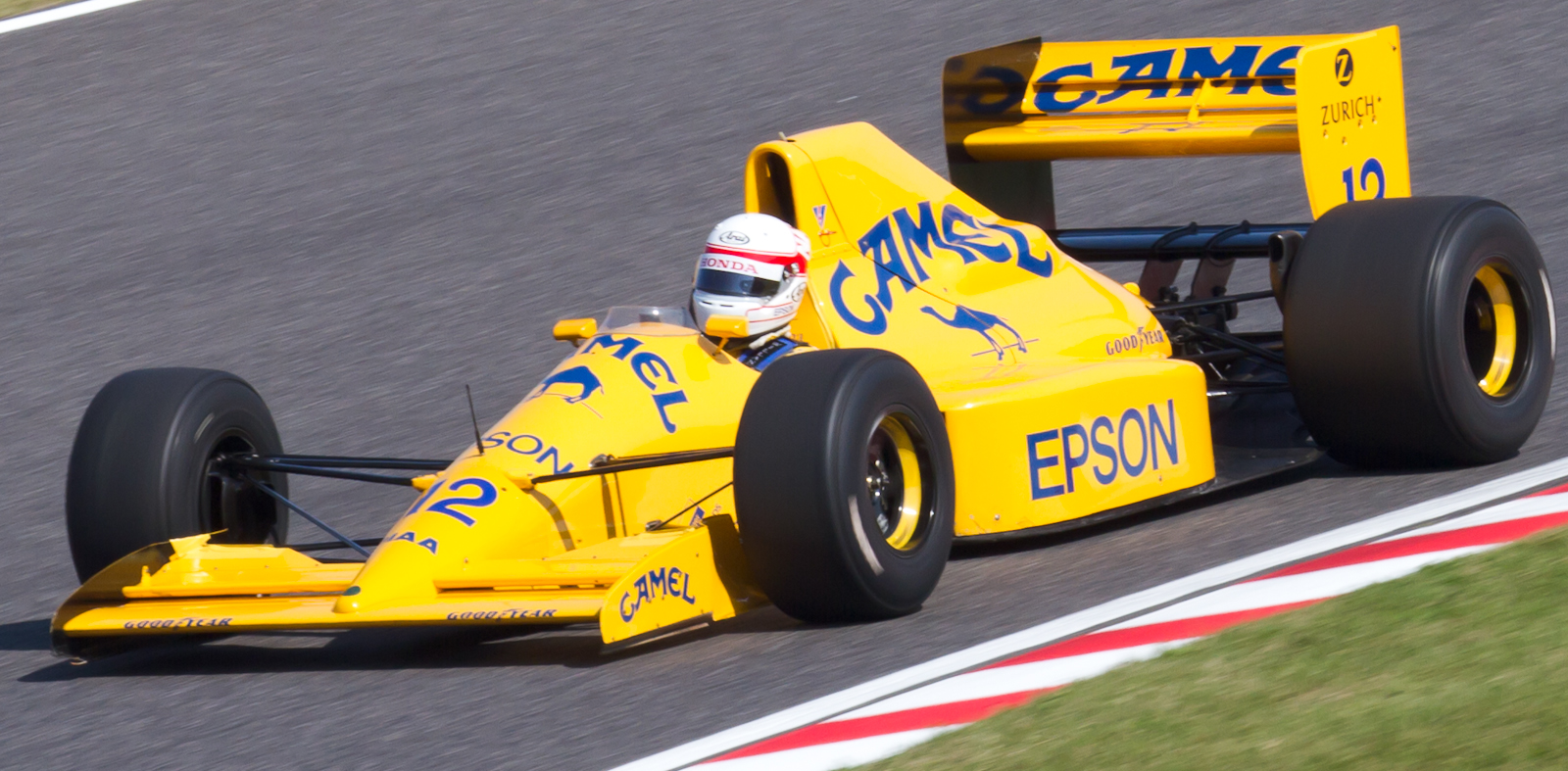
Satoru Nakajima im Lotus 101

In der Formel-1-Weltmeisterschaft 1989 fiel Lotus aus dem Kreis der Topteams heraus. Es fehlte an einem leistungsfähigen Motor und an einem hochwertigen Fahrzeug.
Mit Ablauf der Saison 1988 endete die zweijährige Verbindung von Lotus und Honda. Lotus hatte gehofft, 1989 weiterhin als Juniorpartner McLarens akzeptiert zu sein und Hondas Saugmotoren jedenfalls in einer Kundenversion verwenden zu können. McLaren bestand allerdings auf einer exklusiven Belieferung. Im Hinblick darauf und mangels anderer Alternativen musste Lotus daraufhin auf Saugmotoren von Judd ausweichen. Hierbei handelte es sich um Achtzylindermotoren mit einem Bankwinkel von 90 Grad, die Judd im Vorjahr mit finanzieller Unterstützung von Leyton House und Williams konstruiert hatte (Typ CV). Für 1989 gab es bei Judd zwar einen neuen Motor mit schmalerem Bankwinkel (Typ EV); er war allerdings dem March-Team exklusiv vorbehalten, sodass Lotus mit überarbeiteten Vorjahresmotoren Vorlieb nehmen musste. Er war, die Werksangaben zugrunde gelegt, geringfügig leistungsstärker als die DFZ- und DFR-Motoren von Cosworth, hatte aber auf Hondas Zehnzylindermotoren ein Leistungsdefizit von 125 PS. Für den CV gab Lotus bei dem zu Aston Martin gehörenden Tuningbetrieb Tickford einen neuen Zylinderkopf mit fünf Ventilen in Auftrag. Diese Konstruktion wurde jedoch nie eingesetzt; sie erwies sich bei Prüfstandtests als Fehlentwicklung. Auch das Einsatzauto war problematisch. Der Lotus 101 wurde von Frank Dernie und Mike Coughlan konstruiert. Es war ein schlankes, aerodynamisch effizientes Auto, harmonierte aber nicht mit den Goodyear-Reifen, die in erster Linie auf die Bedürfnisse von McLaren und Ferrari zugeschnitten waren.
Nakajima, der auch nach dem Weggang Hondas im Team blieb, hatte Schwierigkeiten, sich mit dem 101 zu qualifizieren. Er verpasste im Laufe der Saison dreimal die Qualifikation und fiel, sofern er an den Rennen teilnahm, siebenmal aus. Auch Piquet erreichte im 101 keine Erfolge. Bis zum Sommer 1989 hatte er lediglich zwei vierte Plätze und je einen fünften und einen sechsten Platz erreicht. Der Tiefpunkt war der Große Preis von Belgien: Hier verpasste er ebenso wie Nakajima die Qualifikation. Es war die zweite Nichtqualifikation in der Karriere des dreifachen Formel-1-Weltmeisters und das erste Mal seit 1958, dass qualifikationsbedingt kein Lotus bei einem Formel-1-Rennen an den Start ging. Zum Jahresende belegte Lotus mit 15 Punkten Rang sechs der Konstrukteurswertung.

#### 1990

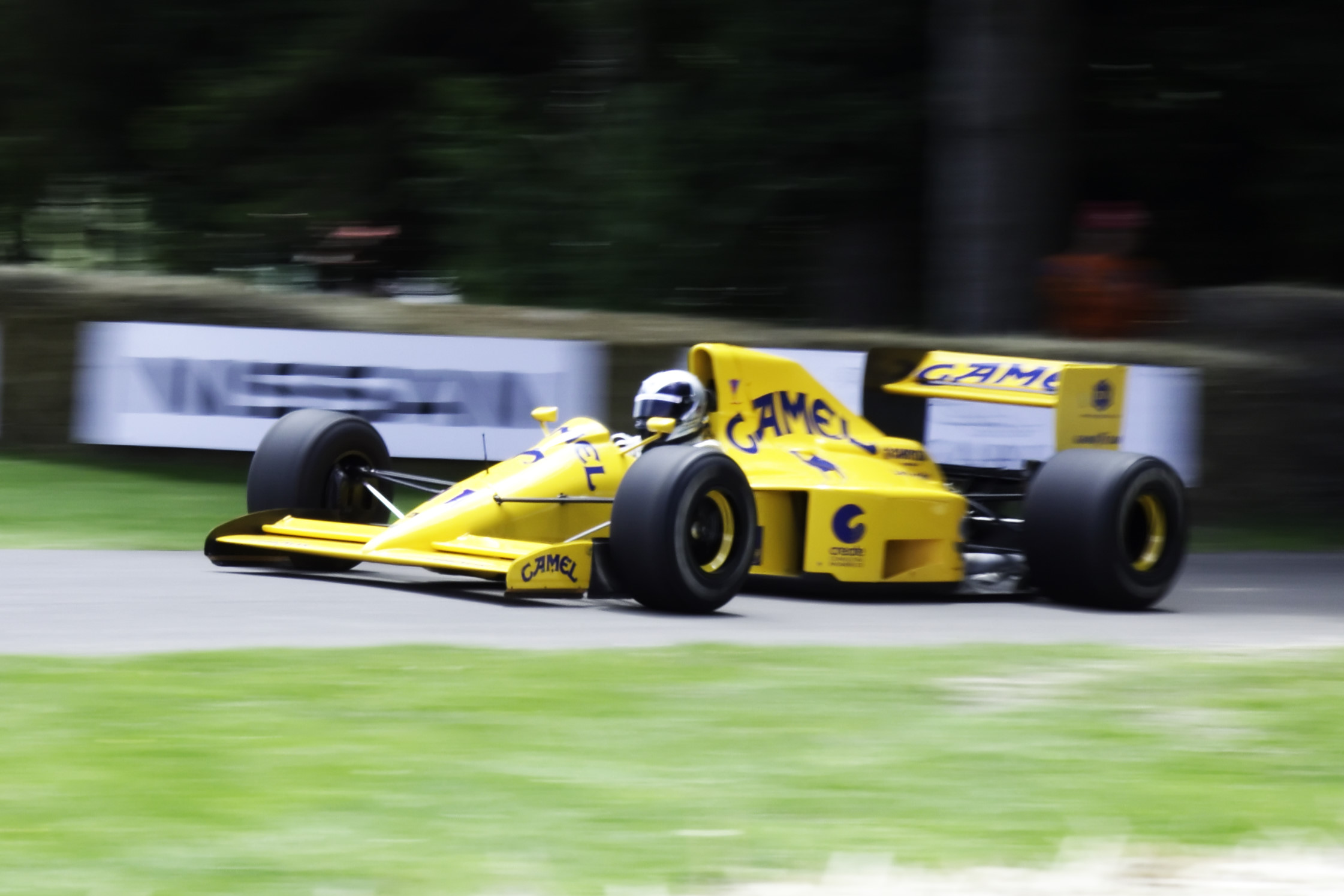
Lotus 102

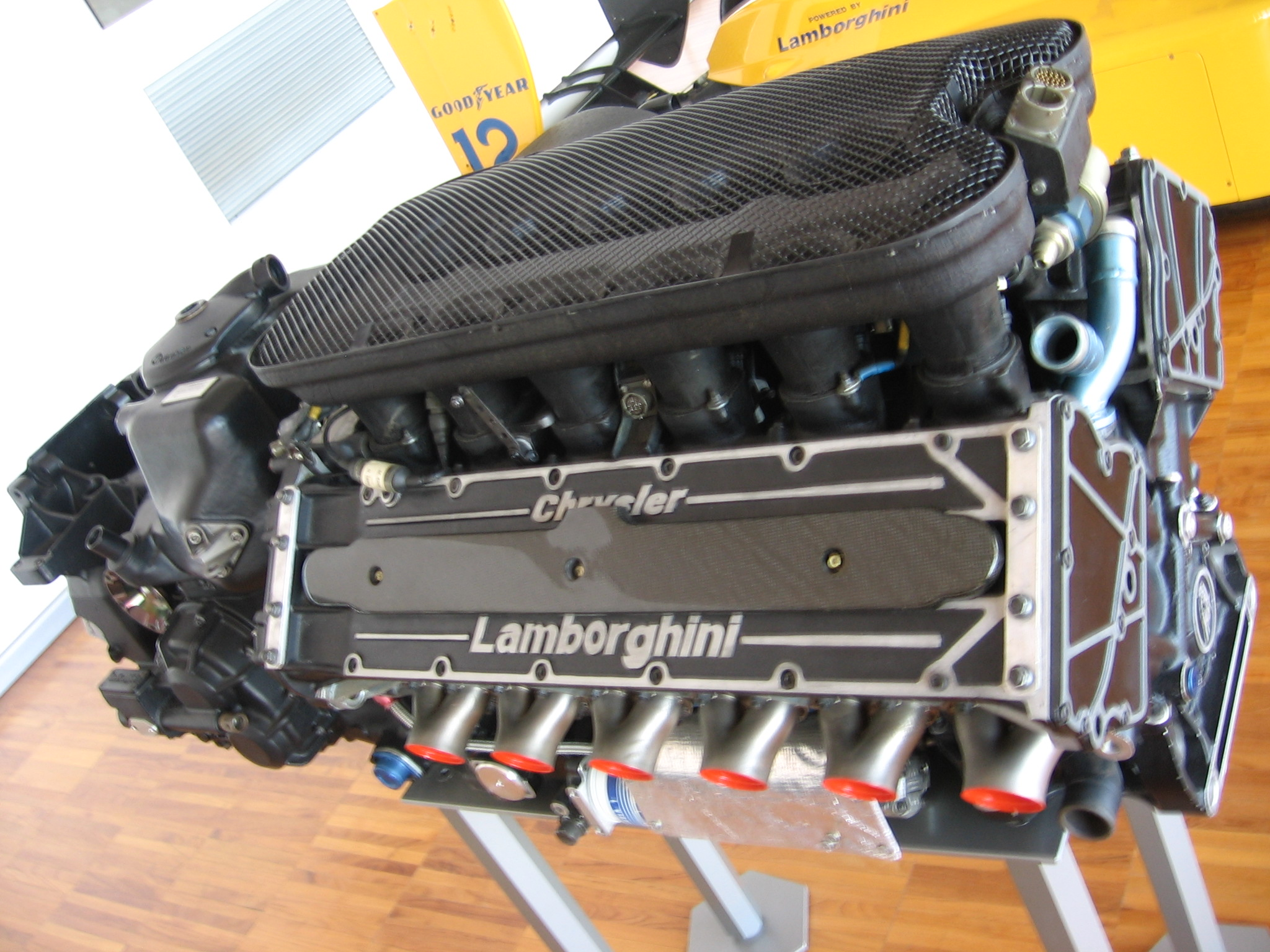
Lamborghini 3512 V12

In der Formel-1-Weltmeisterschaft 1990 hatte Lotus wieder einen werksunterstützten Motor. Das Team verwendete einen Zwölfzylindermotor von Lamborghini Engineering, der im Jahr zuvor bei Larrousse debütiert hatte. Die Leistung des von Mauro Forghieri entwickelten und von Chrysler finanzierten Lamborghini-Motors lag über der der Judd-Achtzylinder, und der Zwölfzylindermotor baute angesichts eines Bankwinkels von 80 Grad weniger breit, sodass die Heckpartie im Interesse einer Optimierung der Aerodynamik am hinteren Ende schmaler gefasst werden konnte. Andererseits war der Motor vom Typ 3512 höher und schwerer.
Für den Lamborghini-Motor konstruierte Frank Dernie den Lotus 102, der sich im Wesentlichen an dem letztjährigen 101 orientierte. Die Monocoques beider Modelle waren „sehr ähnlich“. Im Motorbereich gab es allerdings zahlreiche Anpassungen; sie betrafen die Motoraufhängung und die Kühler, die anders positioniert und zudem größer waren. Dem 102 fehlte es an Verwindungssteifigkeit, was sich nachteilig auf das Fahrverhalten des 102 auswirkte („ill-handling“). Nach einigen Darstellungen war dieser Mangel darauf zurückzuführen, dass Dernie die Anweisungen Lamborghinis zum Einbau des Motors ignoriert hatte.
Die Fahrerpaarung änderte sich gänzlich: Piquet ging, von den Leistungen des Teams enttäuscht, zu Benetton, wo er zwei Rennen gewann und am Jahresende Dritter der Fahrerwertung wurde; Nakajima hingegen wechselte im Hinblick auf die künftige Lieferung von Honda-Motoren zu Tyrrell. Lotus verpflichtete Derek Warwick als Spitzenfahrer. Das zweite Cockpit ging an Martin Donnelly, den bisherigen Testfahrer des Teams.
Rupert Manwearing, der Chef des Rennstalls, verkündete zu Saisonbeginn 1990 die Absicht, 40 Weltmeisterschaftspunkte einzufahren. Dies hätte gereicht, um Fünfter der Konstrukteurswertung zu werden. Tatsächlich erreichte Lotus 1990 nur drei Meisterschaftspunkte: Warwick wurde in Kanada Sechster und in Ungarn Fünfter. Ansonsten fiel er neunmal aus. Donnelly musste acht Rennen vorzeitig beenden; er kam nie in die Punkteränge.
Beim Training zum Großen Preis von Spanien verunglückte er schwer: Er wurde aus dem Wagen geschleudert und trug zahlreiche Brüche davon. Der Unfall beendete seine Formel-1-Karriere. Als Ersatz verpflichtete das Team Johnny Herbert.
Zum Jahresende stand Lotus mit drei Punkten auf Rang acht der Konstrukteursmeisterschaft. Weniger Punkte hatte das Team in seiner über 30-jährigen Geschichte nie eingefahren. Nach Ansicht von Beobachtern war es noch immer mehr, als das Team angesichts des schlecht konstruierten 102 verdient hatte. Als Konsequenz beendete Camel die finanzielle Unterstützung des Teams. Im Hinblick darauf konnte sich Lotus für die kommende Saison die teuren Lamborghini-Motoren nicht mehr leisten, sodass das Team erneut auf Kundentriebwerke zurückgreifen musste.

#### 1991

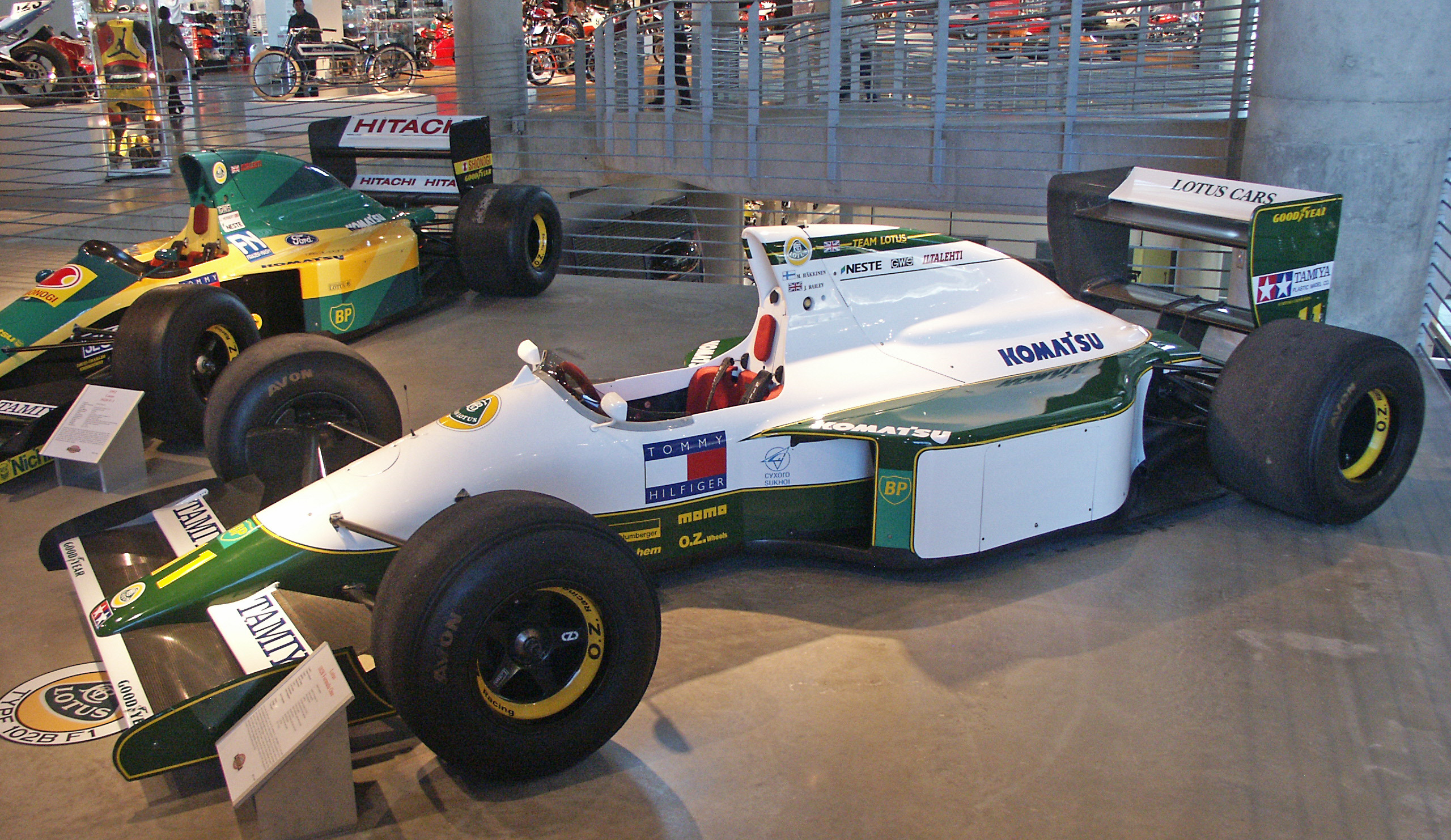
Ohne Hauptsponsor: Lotus 102B von 1991 (vorne, im Hintergrund ein 102D von 1992)

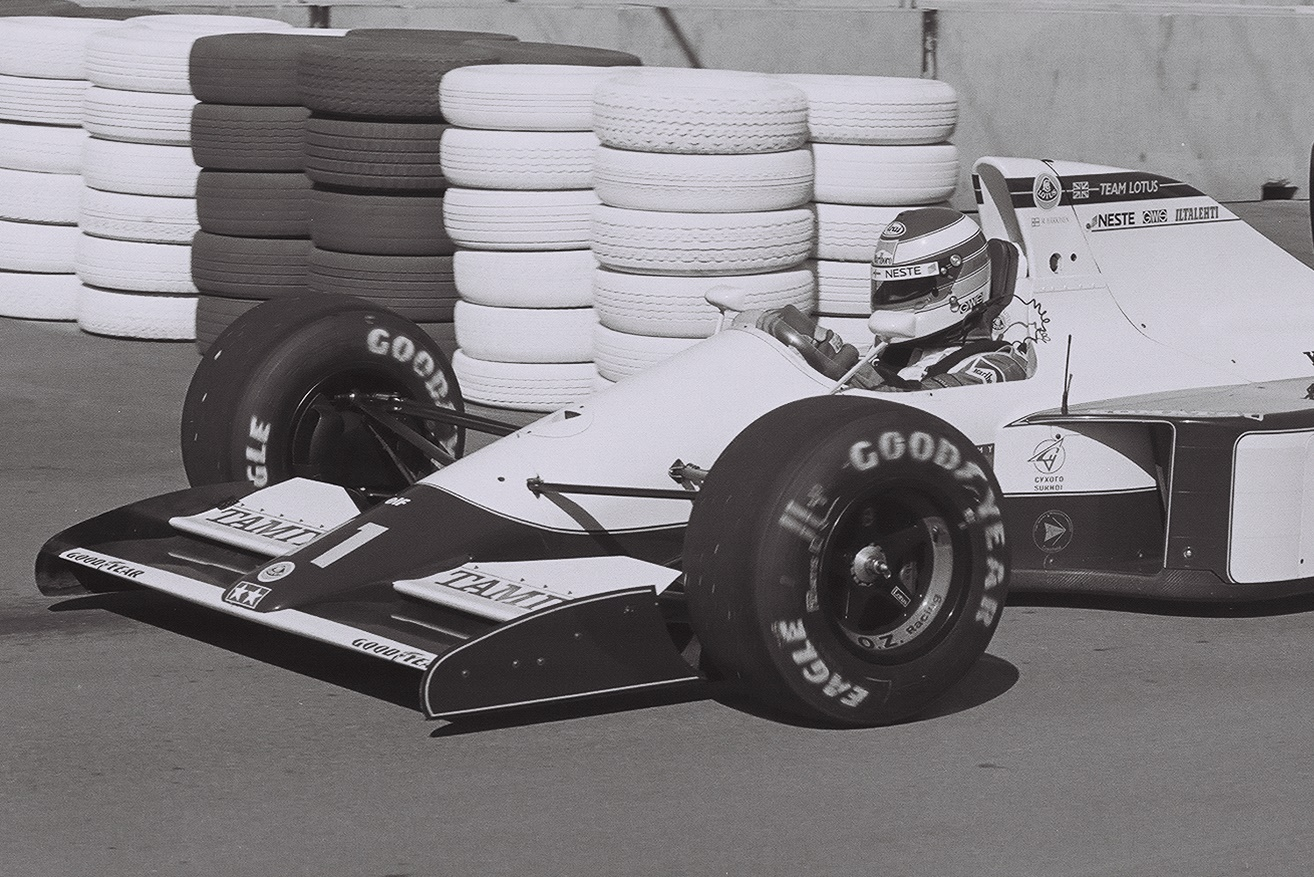
Mika Häkkinen beim Großen Preis der USA 1991

Vor Beginn der Saison 1991 übernahmen Peter Collins, Peter Wright und Horst Schübel das Lotus-Team. Lotus war hoch verschuldet. Ein wesentlicher Teil der Verbindlichkeiten stammten noch aus der Zeit von Colin Chapman; sie waren langfristiger Natur und wurden 1990 oder 1991 fällig. Nach dem Rückzug von Camel hatte das Team nur wenige kleine Sponsoren. Die Hauptgeldgeber waren der japanische Modellbausatzhersteller Tamiya, das Bekleidungsunternehmen Tommy Hilfiger und der Baumaschinenhersteller Komatsu. Sie leisteten allerdings jeweils nur geringe Zahlungen und erhielten dementsprechend kleine Aufkleber auf den Autos. Die Seitenkästen der Lotus-Fahrzeuge sowie die Motorabdeckung waren bei den meisten Rennen des Jahres weiß und hatten keine Sponsoraufkleber.
Aufgrund der finanziellen Defizite war Lotus nicht in der Lage, die für neue Saison ein vollständig neues Auto zu konstruieren. Die Nachfolge Frank Dernies, der zum Jahresende zu Ligier gewechselt war, übernahmen Enrique Scalabroni und Frank Coppuck. Sie gestalteten daraufhin eine modifizierte Version des 102, die als Lotus 102B bezeichnet wurde. Die wesentlichen Änderungen betrafen die Einbettung eines neuen Motors. Lotus verwendete in diesem Jahr John Judds schmale Achtzylindermotoren vom Typ Judd EV, die bereits 1989 für March konstruiert worden waren. Der Motor war breiter als Lamborghinis Zwölfzylinder. Er erforderte ein neu konstruiertes, breiteres Monocoque. Außerdem wurde die Fahrwerksgeometrie verändert und die Aerodynamik überarbeitet. Beobachter sahen in dem 102B einen deutlichen Fortschritt gegenüber dem letztjährigen Basismodell.
Die Fahrerpaarung änderte sich. Stammfahrer war der Debütant Mika Häkkinen. Er kam nur einmal in die Punkteränge: Beim Großen Preis von San Marino wurde er Fünfter. Daneben gab es acht Zielankünfte außerhalb der Punkteränge. Den zweiten Lotus fuhr zunächst Julian Bailey, der sich allerdings in den ersten vier Rennen des Jahres nur einmal qualifizieren konnte. Dieses Rennen schloss er als Sechster ab. Ab dem fünften Saisonrennen übernahmen sein Chassis abwechselnd Johnny Herbert und Michael Bartels. Bartels, der erste deutsche Formel-1-Pilot seit Bernd Schneider und Volker Weidler (1989), der vor allem wegen seiner Beziehung zur Tennisspielerin Steffi Graf hohe Medienwahrnehmung erfuhr, qualifizierte sich zu keinem Rennen. Das Medieninteresse an ihm ebbte ab, als im weiteren Verlauf des Jahres Michael Schumacher bei Jordan debütierte und erfolgreich bei Benetton einstieg.
Lotus erzielte in diesem Jahr wiederum nur drei Meisterschaftspunkte und fiel auf Rang neun der Konstrukteurswertung ab.

#### 1992
Zur Formel-1-Weltmeisterschaft 1992 besserte sich die finanzielle Lage des Teams geringfügig. Guy Edwards, ein ehemaliger Rennfahrer, der sich seit den 1980er-Jahren mit der Vermittlung von Sponsoren beschäftigte, hatte Castrol und Hitachi als größere Geldgeber für das Team gewonnen. In diesem Jahr, in dem das langjährige Konkurrenzteam Brabham die Tore schloss, erschien Lotus zum ersten Mal seit zwei Jahren mit einem neu konstruierten Auto. Der Wagen basierte auf einem Design des Konkurrenzteams March: Die March-Konstrukteure Chris Murphy und Gustav Brunner hatten es im Herbst 1991 als künftigen March 921 konzipiert. Aufgrund von finanziellen und politischen Schwierigkeiten wurde der 921 dort allerdings nicht verwirklicht. Murphy und einige Ingenieure wechselten zum Jahresende zu Lotus und nahmen den 921-Entwurf mit. Dort erschien er zum Großen Preis von San Marino schließlich als Lotus 107. Der Wagen war auf den Achtzylindermotor von Cosworth (Typ HB) zugeschnitten, die das Team seit Saisonbeginn verwendete. Sie waren leichter und leistungsstärker als die bisherigen Judd-Motoren. Besonderes Merkmal des 107 war eine halbaktive Radaufhängung („semi-reactive suspension“), die unkomplizierter war als in den 1980er-Jahren verwendeten Systeme. Die halbaktive Radaufhängung kombinierte mechanische und hydraulische Elemente. Vorn gab es ein zentrales Federbein, hinten zwei. Das System wurde nicht bei jedem Rennen eingesetzt.
Piloten waren Mika Häkkinen und Johnny Herbert. Häkkinen erzielte mit zwei vierten Plätzen in Frankreich – dort ohne aktive Aufhängung – und Ungarn die besten Ergebnisse des Jahres; solche Platzierungen hatte das Team seit 1989 nicht mehr erreicht. Mit 13 Punkten nahm Lotus am Jahresende Rang fünf der Konstrukteursmeisterschaft ein.

#### 1993

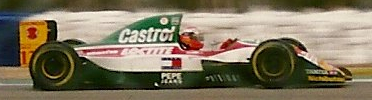
Johnny Herbert im Lotus 107B beim Großen Preis von Großbritannien 1993

In der Formel-1-Weltmeisterschaft 1993 behielt Lotus den 107 bei. Peter Wright und Chris Murphy entwickelten ihn zur B-Version weiter. Das Auto hatte weiterhin die reaktive Radaufhängung, die im Laufe des Jahres um eine Antriebsschlupfregelung ergänzt wurde. Als Antrieb diente weiterhin ein Achtzylindermotor von Ford Cosworth. Ein vergleichbares Triebwerk setzten Benetton und McLaren ein; die beiden Spitzenteams erhielten allerdings weiterentwickelte Versionen der Generationen HB7 und HB8, während Lotus auf die Vorjahresversion HB6 zurückgreifen musste.
Stammfahrer waren Johnny Herbert und Alessandro Zanardi. Herbert kam dreimal als Vierter und einmal als Fünfter ins Ziel und fuhr 11 Weltmeisterschaftspunkte ein. Zanardi wurde im zweiten Rennen des Jahres in Brasilien Sechster. Beim Training zum Belgien-GP erlitt er einen schweren Unfall, aufgrund dessen er für den Rest der Saison ausfiel. In diesem Rennen belegte Herbert noch einmal den fünften Platz. Hier fuhr er die letzten Weltmeisterschaftspunkte für das Lotus-Team ein. In den verbleibenden Rennen fuhr der portugiesische Debütant Pedro Lamy den zweiten Lotus. Er brachte neue Sponsorgelder ins Team.

#### 1994

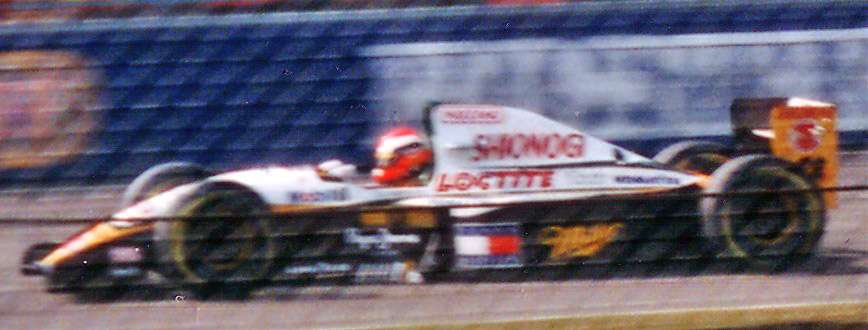
1994 ging Lotus das letzte Mal an den Start

Die Formel-1-Weltmeisterschaft 1994 wurde zur letzten Saison des Team Lotus. Der Rennstall war finanziell stark angeschlagen. Dem Team war es gelungen, exklusive Motoren von Mugen-Honda zu erhalten. Sie erwiesen sich allerdings als viel zu schwer und nicht ausreichend leistungsstark. Lotus konnte für den Motor auch kein geeignetes Chassis bereitstellen. Den wesentlichen Teil der Saison bestritt Lotus mit dem bereits 1992 konzipierten 107, der nun in der C-Version erschien. Im Sommer präsentierte Lotus den 109, der als Neuentwicklung angekündigt wurde, tatsächlich aber nur eine weitere Überarbeitung des 107 war. Johnny Herbert berichtete, der 109 nutze noch immer den Unterboden des 107.
Fahrerseitig gab es viel Unruhe im Team. Insgesamt sechs Fahrer fuhren im Laufe der Saison für Lotus. Die meisten Rennen bestritten Alessandro Zanardi und Johnny Herbert. Pedro Lamy fuhr vier Rennen, die Debütanten Mika Salo und Philippe Adams jeweils zwei, und Éric Bernard ging einmal für Lotus an den Start.
Beim Großen Preis von Italien stellte Mugen einmalig die 1995er-Version des Zehnzylindermotors zur Verfügung, die leichter und leistungsstärker war. Herbert erreichte damit im Qualifying den vierten Startplatz. Im Rennen wurde er jedoch von Eddie Irvine im Jordan bereits in der ersten Schikane gerammt und fiel aus. So kam dieser neue Motor nur kurz zum Einsatz. Zunächst war vorgesehen, den Motor im kommenden Jahr bei Minardi einzusetzen; vor Saisonbeginn übernahm jedoch die Équipe Ligier den Vertrag.
Nach dem Großen Preis von Italien meldete der Rennstall Lotus Konkurs an. Um dem Team die Teilnahme an den Großen Preisen von Japan und Australien zu ermöglichen, übernahm Bernie Ecclestone die Transportkosten. Die Sponsorengelder von Mika Salo deckten die sonstigen Kosten ab. Sportliche Erfolge erreichte das Team allerdings nicht mehr. Beim Großen Preis von Australien fuhr das Team Lotus sein letztes Rennen. 1994 erzielte Lotus zum ersten Mal in seiner Geschichte keine Weltmeisterschaftspunkte.

### Rückkehr des Namens Lotus in die Formel 1

#### Pacific Team Lotus

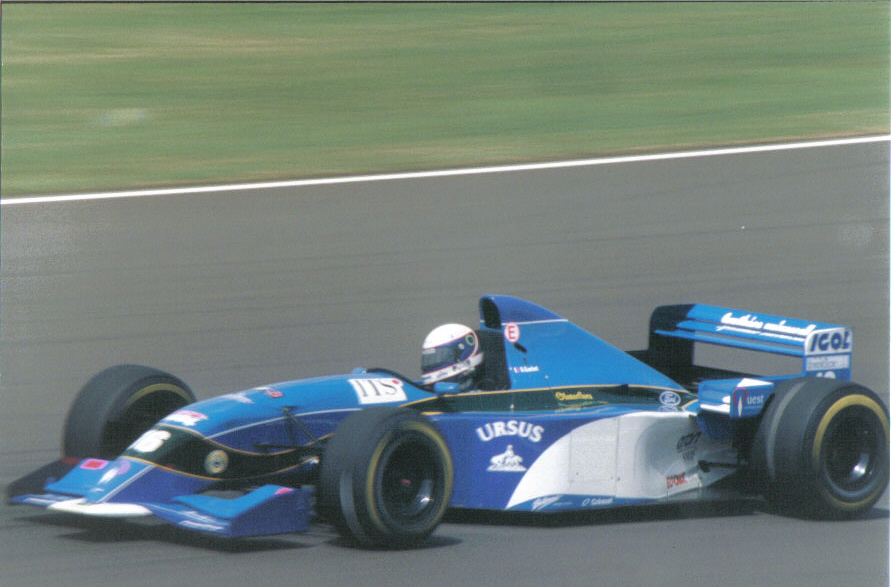
Der PR02 des Pacific Team Lotus (1995)

David Hunt, der Bruder des ehemaligen Formel-1-Weltmeisters James Hunt, erwarb aus der Insolvenz heraus die Rechte an dem Namen Team Lotus. Für die Saison 1995 überließ er die Nutzungsrechte dem britischen Pacific-Team, dem am wenigsten erfolgreichen Team des Jahres 1994. Der Rennstall trat daraufhin 1995 als Pacific Team Lotus an. Der Keith Wiggins gehörende Rennstall setzte die Beziehung zu Lotus nur halbherzig um; insbesondere nutzte das Team keine der traditionellen Lotus-Lackierungen. Das Team erreichte 1995 nichts. Nach der Insolvenz von Pacific Ende 1995 fielen die Namensrechte wieder an David Hunt zurück.

#### Lotus Racing
2010 kehrte mit dem malaysischen Rennstall Lotus Racing der Name Lotus in die Formel 1 zurück. Das Tony Fernandes gehörende Team hatte zu dem historischen Formel-1-Team oder zu dem Automobilhersteller Lotus keinerlei rechtliche oder tatsächliche Beziehung. Die einzige Gemeinsamkeit blieben das Logo und der Name Lotus. Allerdings war an dem Projekt auch das Unternehmen Proton beteiligt, das Eigentümerin von Lotus Cars war. Für die Formel-1-Saison 2011 änderte Fernandes’ Rennstall seinen Namen in Team Lotus. Dies wurde durch eine Einigung mit David Hunt möglich, der nach wie vor Inhaber der Namensrechte war.

#### Lotus F1 Team
Der Automobilhersteller Lotus Cars stieg zur Saison 2011 ebenfalls als Titelsponsor des Renault-Teams in die Formel 1 ein. Der Rennstall, der der luxemburgischen Investmentfirma Genii Capital gehört, trat in dieser Saison als Lotus Renault GP an. Damit gab es 2011 zwei Teams, die den Namen Lotus führten. Während der Saison gab es mehrere Diskussionen und einen Rechtsstreit zwischen den Teams um die Verwendung des Namens Lotus. Schließlich beantragten beide Rennställe einen Wechsel des Team- und Chassisnamens. Der malaysische Rennstall verzichtete ab der Saison 2012 auf den Namensbestandteil Lotus und integrierte stattdessen den britischen Sportwagenhersteller Caterham in den Namen. Im Gegenzug wurde der Chassisname des ehemaligen Renault-Teams in Lotus geändert.

## Innovationen von Lotus

### Das Monocoque: Lotus 25

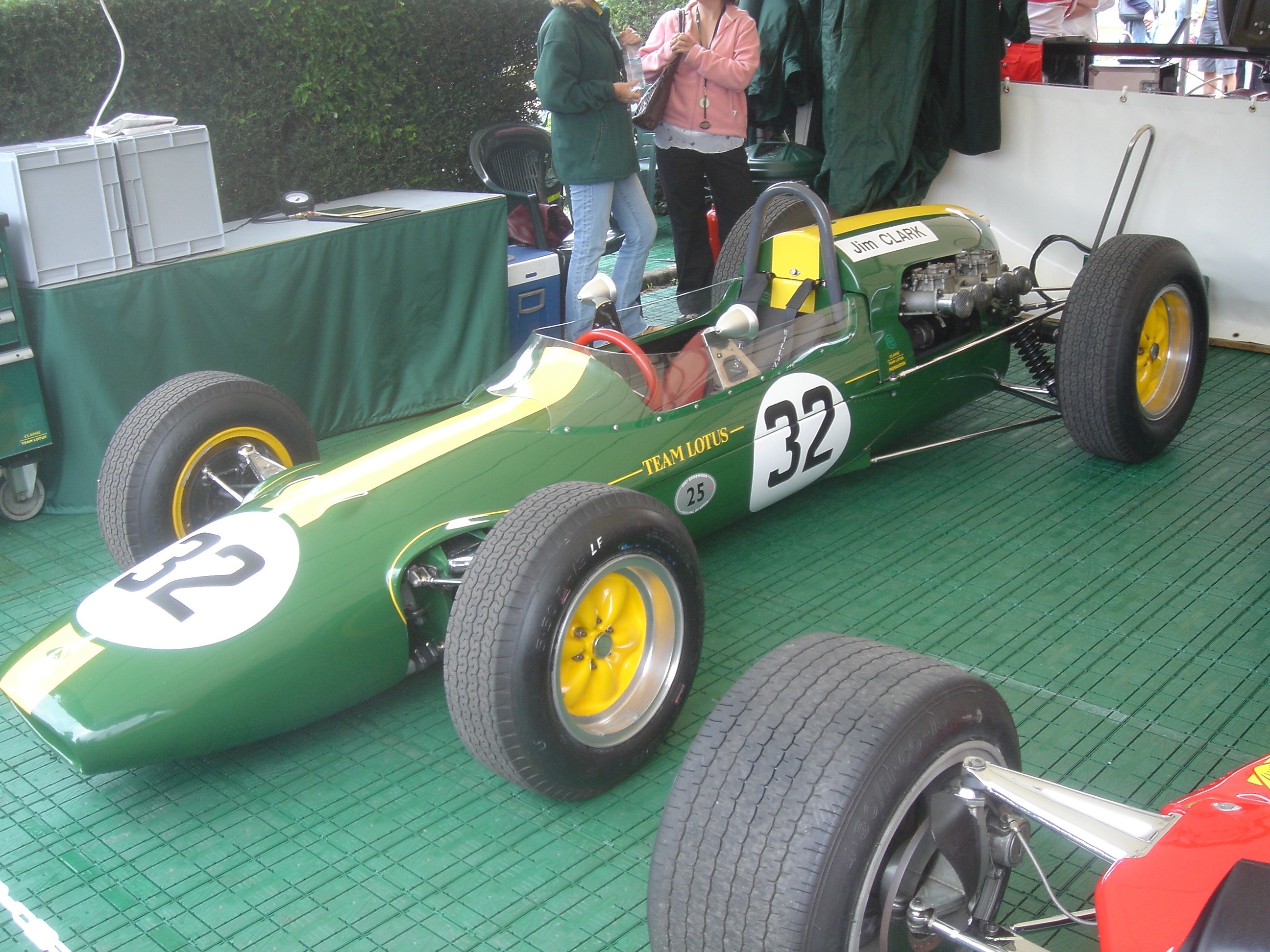
Lotus-Climax 25

1962 führte Lotus beim Lotus-Climax 25 das erste Monocoque-Chassis ein. Dies bedeutet, dass das Chassis die Form einer Wanne hat, die aus zusammengenieteten Aluminiumblechen besteht. Eines der wesentlichen Kriterien von Rennwagen – die Verwindungssteifheit – wurde damit erreicht, bei reduziertem Gesamtgewicht gegenüber den früheren Gitterrohrrahmen-Konstruktionen.

### Sponsoring

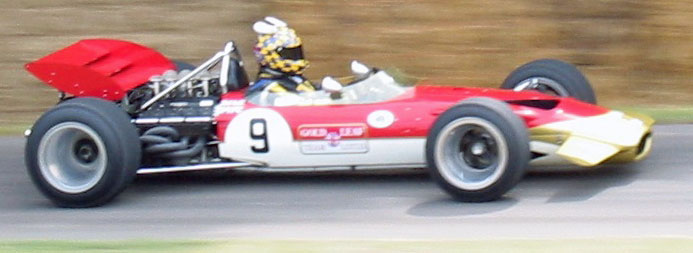
In Sponsorfarben lackiert: Der Lotus 49-Cosworth des „Gold Leaf Team Lotus“

Eine erstmals von Colin Chapman genutzte Innovation des Jahrgangs 1968 war das Anbringen von Werbeflächen auf der Karosserie des Rennwagens.
Bis 1967 erhielten die Teams direkte oder indirekte finanzielle Unterstützung durch ihre technischen Zulieferer. So war es beispielsweise üblich, dass Mineralölkonzerne bestimmten Teams Treibstoff und Schmiermittel kostenfrei lieferten und teilweise auch Fahrergagen bezahlten. Jim Clark etwa erhielt seine Bezahlung zu Beginn der 1960er-Jahre von Esso (Standard Oil), Stirling Moss hingegen von BP. Ähnliche Beziehungen gab es bei den Reifenherstellern und anderen Zulieferern.
Ende 1967 zogen sich Esso, BP und Firestone aus der aktiven Motorsportförderung zurück. Die Teams mussten Treibstoffe, Reifen usw. künftig bei den Herstellern kaufen.
Um den Teams neue Finanzquellen zu erschließen, gab die Aufsichtsbehörde CSI zu Beginn des Jahres 1968 die Werbung auf Rennwagen frei. Lotus war das erste Team, das dieses in den USA seit Langem übliche Sponsoring für die Formel 1 übernahm. Bereits beim Großen Preis von Monaco 1968 erschien der Lotus 49 mit dem Aufdruck des Sponsors Gold Leaf – einer Zigarettenmarke –; später wurde der gesamte Wagen in den Farben des Sponsors lackiert. Diese in den USA bereits seit Langem übliche Praxis sorgte in Europa zunächst für Proteste. Teilweise wurden sogar Formel-1-Übertragungen vom Fernsehen ausgesetzt, darunter auch in Deutschland.
Ungeachtet der Proteste setzte sich das Sponsoring mit Werbeflächen auf den Autos schnell durch. Andere Teams zogen nach. Vor allem Zigaretten und Getränke, aber auch Skizubehör und Kosmetik wurden in den folgenden Jahren auf Formel-1-Wagen beworben.
Für die Saison 1972 wechselte Lotus zur Zigarettenmarke John Player Special, wodurch die nun schwarzen Wagen nicht zuletzt aufgrund der Unfallbilanz mit rasenden Särgen verglichen wurden. In diesem Design fuhren die Formel-1-Lotus von 1972 bis 1978 und 1981 bis 1986. Weitere Sponsoren waren im Laufe der Jahre Olympus, Martini & Rossi und das Mineralölunternehmen Essex.

### Front- und Heckflügel: Lotus 49
Der Lotus 49 wurde auf den 1967 erschienenen Cosworth DFV-Motor zugeschnitten. Das 3,0 Liter große Triebwerk war selbsttragend ausgelegt. Er war an wenigen Punkten am Chassis befestigt und trug das gesamte Heck, Getriebe, Differential und die Aufhängung.

### Lotus 72 – Der Keil

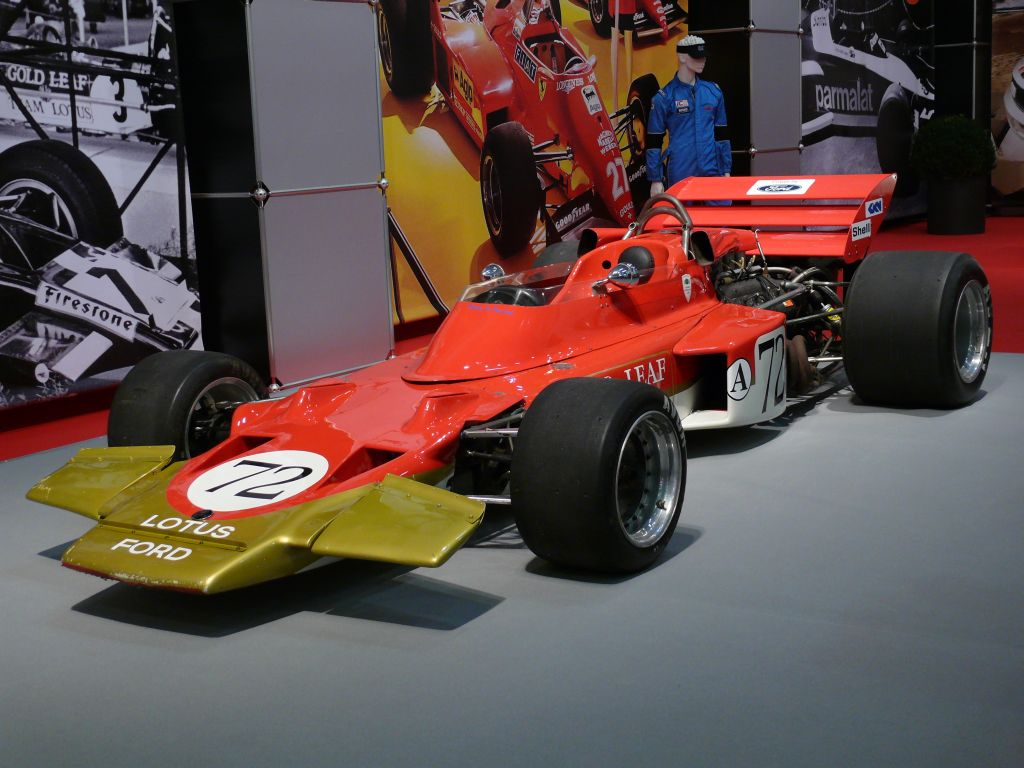
Lotus 72 in der Gold-Leaf-Lackierung (bis 1971)

Eine schlagkräftige Innovation war der Lotus 72 (1970–1975) mit seiner charakteristischen Keilform. Vorläufer waren der Turbinen-Lotus und der Allrad-Lotus 56B. Viele konstruktive Details wurden zum ersten Mal in der Formel 1 angewendet. Verantwortlich für die markante Form war vor allem die Verlegung des Kühlers an die beiden Seiten und die Verlagerung des Benzintanks von den Flanken hinter den Fahrersitz. Durch den Wegfall des Frontkühlers verringerte sich der Luftwiderstand. Interessante Randnotiz: Das neue March-Team entwickelte 1970 mit dem Debüt-Modell 701 bereits ein Chassis, das an seinen Seiten Tanks in Form von Stummelflügeln aufwies – auch zur Optimierung der Aerodynamik. Das Fahrzeug erwies sich jedoch als Flop und die Idee der Seitenflügel verschwand, bis sie 1977 beim Lotus 78, dem ersten Wing-Car, wieder auftauchte.
Insgesamt war der Lotus 72 eine für seine Zeit ungewöhnlich konsequente Konstruktion, die in vielen Bereichen Neuland betrat. Viele konstruktive Details, insbesondere im Fahrwerksbereich, speziell die in die Innenseiten verlegten Bremsscheiben sowie die zur Gewichtsreduzierung hohl gefertigten Bremswellen, erwiesen sich als problematisch und mussten verändert werden. So ist etwa der tödliche Unfall Jochen Rindts beim Abschlusstraining in Monza (5. September 1970) auf eine gebrochene Bremswelle des rechten Vorderrads zurückzuführen.
Der Lotus 72 gilt bis heute als das erfolgreichste Formel-1-Auto aller Zeiten. Er wurde bis 1975 (Lotus 72E) eingesetzt und gewann 1974 immerhin noch drei Grands Prix mit Ronnie Peterson am Volant.

### Lotus 78 und Lotus 79 – Der „Ground Effect“

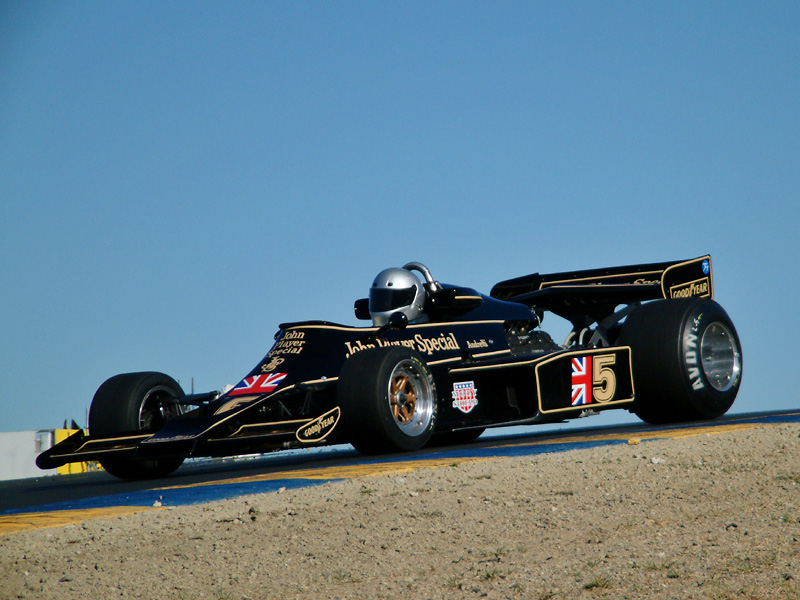
Lotus 77 in Sears Point

Nachdem der Lotus 76 im Jahre 1974 kein Erfolg war, weswegen der Lotus 72 nochmal zum Einsatz kam, wurde 1976 im Lotus 77 wieder ein konkurrenzfähiger Wagen eingesetzt, der unter Andretti im Regenrennen in Fuji endlich wieder einen Sieg einfuhr.
Nachdem man die Neuentwicklung 1976 noch unter Verschluss hielt, wurde 1977 eine der wahrscheinlich bahnbrechendsten Revolutionen in der Königsklasse des Motorsports eingeführt, mit dem von Ralph Bellamy und Peter Wright entwickelten Wing-Cars Lotus 78. Die Unterseite der Seitenkästen der Boliden war wie ein umgekehrter Flügel geformt. Anstatt Auftrieb wurde so ein Abtriebseffekt erzeugt. Der Unterboden des Wagens wurde mit seitlich angebrachten Schürzen aus Hartgummi abgedichtet, so dass seitlich keine Luft mehr unter das Fahrzeug strömen konnte und ein Bodeneffekt (engl.: ground effect) das Fahrzeug auf die Straße presste; dabei war der Anpressdruck des Lotus dreimal größer als der der Konkurrenz. Zusätzlich wurde mit dem Ground Effect der Luftwiderstand des Wagens verringert, denn bis dato wurde Abtrieb nur mit Front- und Heckflügeln erreicht. Es galt dabei, die Balance zwischen Kurvengeschwindigkeiten und Höchstgeschwindigkeit auf den Geraden zu halten, denn der Luftwiderstand der Flügel ließ sich nicht zwischendurch „abschalten“. (Das hatte man mit hydraulisch verstellbaren Heckflügeln schon in den 60er Jahren probiert. Der Pilot konnte mittels Handschalter die Schwinge steiler oder flacher stellen. Nach den Unfällen von Hill und Rindt in Barcelona 1969 wurden überdimensionierte sowie verstellbare Flügel verboten.)

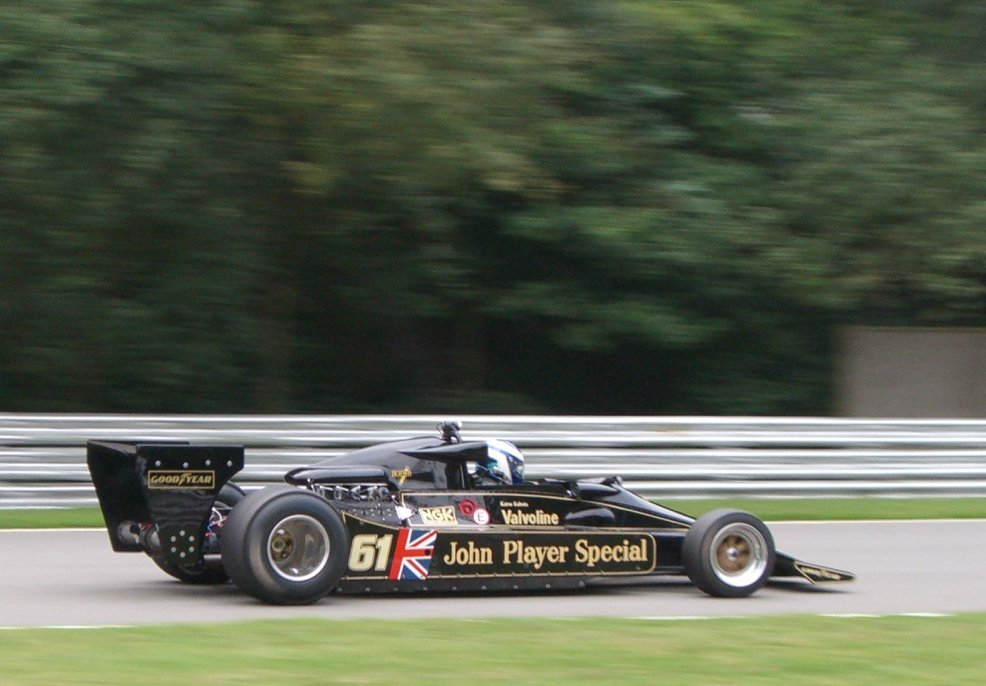
Lotus 78 in Brands Hatch

Obwohl Lotus schon 1977 mit dem „Ground Effect“ fünf Siege einfuhr, haben alle anderen Teams diese Entwicklung auch für die nachfolgende Saison komplett versäumt. Einzig das Team Wolf trat 1978 mit Seitenkästen wie beim Lotus an, jedoch besaß das Auto einige andere Defizite. Ferrari kopierte die Kühlerposition, ohne aber das Prinzip des „Ground Effects“ vollständig zu verstehen. Ergo war Lotus in der 1978er-Saison mit dem verbesserten Typ 79 fast unschlagbar. Um seinen technologischen Vorsprung voll nutzen zu können, lenkte das Team die Aufmerksamkeit der Konkurrenz (bei Boxenstopps, in der Startaufstellung usw.) vom Unterboden weg, indem sich die Mechaniker stets anschickten, zügig das Differenzialgetriebe mit einem Tuch zu verhüllen. So dachte man zunächst, die Überlegenheit des Lotus sei einer Entwicklung des Getriebes geschuldet und niemand vermutete zunächst die unter dem Auto arbeitende Aerodynamik als Ursache. Erst als Modelle des Lotus im Windkanal nachgebaut worden waren, war der Konkurrenz klar, dass ein solch enormer Vorsprung nicht allein vom Getriebe kommen konnte.
Brabham präsentierte eine angemessene Antwort mit dem von Gordon Murray konstruierten „Staubsauger“ Brabham BT46B, ein Rennwagen mit überdimensionalem Lüfterrad. Dieses saugte Luft unter dem abgedichteten Fahrzeugboden ab und, um den Ventilator zu legalisieren, auch durch einen oberhalb des Motors sitzenden Wasserkühler. Der Wagen wurde beim Grand Prix von Schweden eingesetzt und Niki Lauda gewann das Rennen. Der „Staubsauger“ funktionierte noch besser als der Lotus 79, wirbelte aber auch Staub und Steinchen auf. Vor allem Colin Chapman hat gegen den „Staubsauger“ protestiert und Brabham-Chef Bernie Ecclestone vorgeworfen, dass ein solcher Trick wohl kaum mit seiner Position als FOCA-Vorsitzender vereinbar wäre. Nachdem sich auch andere Teams dem Protest angeschlossen hatten, wurde diesem von der FIA stattgegeben, und der „Staubsauger“ wurde verboten. Der Weg zur WM 1978 war frei für Lotus. Aus den Erfahrungen des Jahres 1973, in dem Peterson mit Fittipaldi konkurriert hatte, hatte man gelernt, sich auf eine mannschaftsinterne Nummer eins zu konzentrieren. Dies war Mario Andretti. Peterson bekam im Folgejahr seine Chance und fuhr mannschaftsdienlich, starb aber nach einem Unfall beim GP von Monza am selben Abend im Krankenhaus.

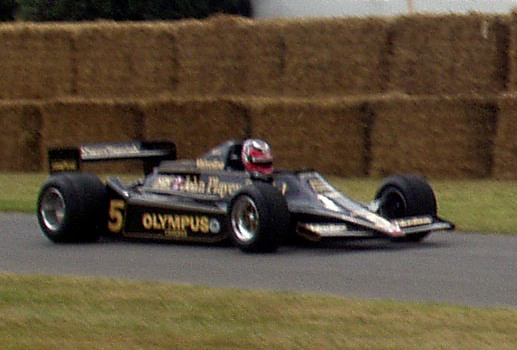
Lotus 79

1979 ging Chapman allerdings einen Schritt zu weit. Den Lotus 80 pries er als derart revolutionär an, dass der Typ 79 dagegen aussehe "wie ein Londoner Doppelstockbus". Das Auto debütierte beim spanischen GP in Jarama mit Mario Andretti, nachdem es bereits bei den ersten Grands Prix’ des Jahres im Training eingesetzt worden war. Sein Heckflügel war mittlerweile integraler Bestandteil des Chassis geworden und so niedrig positioniert, dass er nicht mehr über die Motorabdeckung hinausragte; auf Frontflügel wurde ganz verzichtet. Auch die Nase wurde in die Abdichtung des Unterbodens mit einbezogen. Vielleicht hätte man besser den erfolgreichen Lotus 79 weiter entwickelt, anstatt mit dem Typ 80 alles auf eine Karte zu setzen. Allerdings war schon der 79 eine Weiterentwicklung des Typs 78 und hatte abseits der überlegenen Aerodynamik auch einige Defizite, zum Beispiel bei den Bremsen, wie Andretti monierte.
Der Lotus 80 funktionierte nie so, wie es erhofft wurde. So wurde in den meisten Rennen der ersten Saisonhälfte und in der zweiten Saisonhälfte wieder der Typ 79 eingesetzt. Dieser fuhr dem Spitzenfeld aber nur noch hinterher: Auf manchen Strecken wurden 1979 noch nicht einmal mehr die Rundenzeiten des Vorjahres erzielt, was sich im Team niemand erklären konnte. Das war vor allem für den zweiten Fahrer, den Argentinier Carlos Reutemann, bitter. Reutemann hatte es von vornherein abgelehnt, den Lotus 80 zu fahren. Reutemann, 1978 noch WM-Vierter, hatte für die Saison 1979 das Ferrari-Team verlassen müssen und sich den amtierenden Weltmeistern angeschlossen.
Die Konkurrenz war cleverer und lernte schrittweise, die Aerodynamik und die daraus resultierenden Abstimmungsprobleme zu verstehen. Der Tyrrell 009 von 1979 war fast eine 1:1-Kopie des Lotus 79. Auch Williams übernahm wesentliche Züge des Typs 79 und leitete damit eine Dominanz ein, die vom Sommer 1979 bis Frühjahr 1981 zahlreiche Rennsiege und den Weltmeistertitel mit Alan Jones 1980 einbrachte.
Die Entwicklung des Wing-Cars prägte die Formel 1, bis Anfang 1981 bewegliche Schürzen an den Seiten und 1983 Flügelwagen generell verboten wurden. Die Kurvengeschwindigkeiten und Beschleunigungskräfte erreichten inhumane Ausmaße. Einige Piloten verloren angeblich in schnellen Kurven, zum Beispiel der alten Ostkurve in Hockenheim, kurzzeitig das Bewusstsein. Etwas glaubwürdiger sind Berichte, nach denen die Piloten auf Grund der Fliehkräfte die Füße in schnellen Kurven nicht auf den Pedalen halten konnten. Außerdem konnten defekte Schürzen oder aber größere Bodenunebenheiten dafür sorgen, dass für einen Moment zu viel Luft unter den Wagen geriet, der „Ground Effect“ abrupt abriss und die Fahrzeuge gerade in schnellen Kurven unkontrollierbar wurden.
Im Laufe der Zeit nahmen die Formel-1-Autos dann die Gestalt an, die der Lotus 80 – offenbar verfrüht – vorgezeichnet hatte: Der in den Seitenkästen erzeugte Anpressdruck war schon 1980 groß genug, dass auf Frontflügel komplett verzichtet werden konnte und die Heckflügel minimale Ausmaße annahmen. Insofern wurden Colin Chapmans Ideen von der Realität bestätigt, kamen jedoch zu früh und zu geballt in einem einzigen Entwicklungsschritt.

### Lotus 88 – Das Zwillings-Chassis

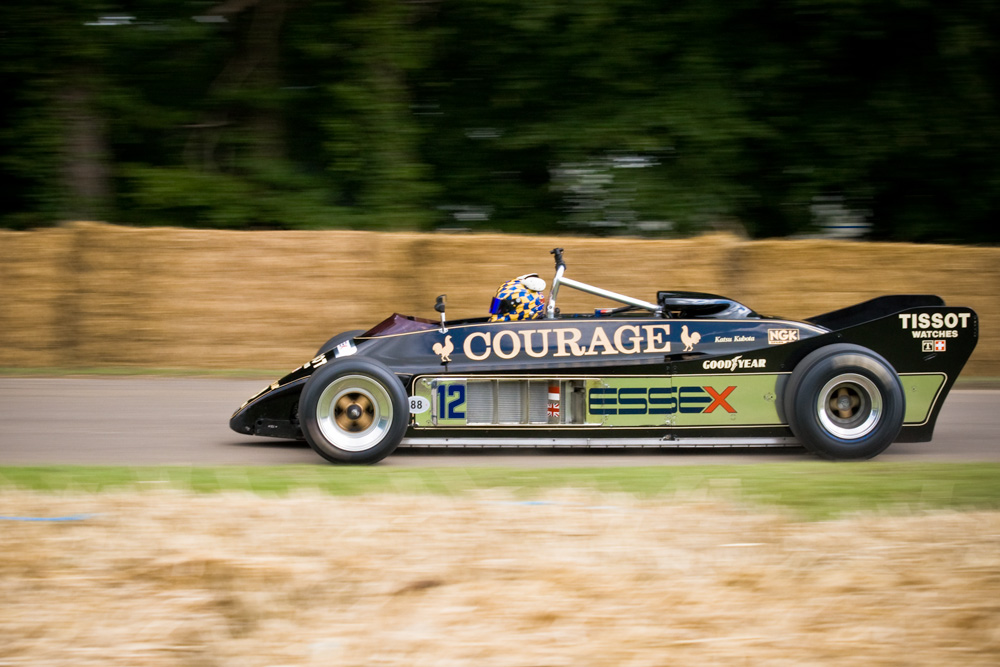
Lotus 88

Zur Formel-1-Weltmeisterschaft 1981 erdachte Colin Chapman eine Lösung zur Umgehung des Mindestabstands, der zwischen Chassis und Straße von der FISA (später FIA) vorgeschrieben war. Dafür konstruierte er den Lotus 88, der über ein doppeltes Chassis verfügte. Die Karosserie samt Schürzen und Flügel war über Hydraulikzylinder direkt auf den Radträgern befestigt und war somit beweglich relativ zum Monocoque samt Pilot (laut Chapmans Definition das 'untere' Chassis). Auf der Rennstrecke konnte die Karosserie (laut Chapmans Definition das 'obere' Chassis) hydraulisch abgesenkt werden. Nach dem Rennen wurde sie wieder auf die vorgeschriebene Mindesthöhe gesetzt. Der Einspruch der Konkurrenz wegen verbotenen beweglichen aerodynamischen Hilfsmitteln verhinderte, dass dieser eigentlich bereits freigegebene Wagen nach seinem ersten Einsatz im Training zum GP von Spanien fahren durfte. Daher musste Chapman für den Rest der Saison wieder auf den erfolglosen Lotus 81 zurückgreifen.

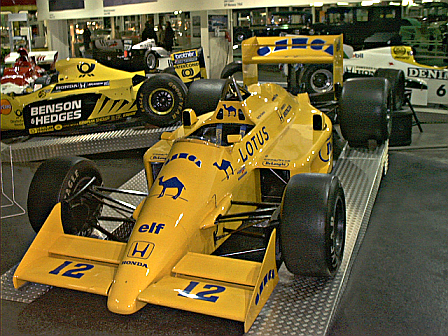
Lotus 99T von Ayrton Senna

### Lotus 99T – Die aktive Radaufhängung
Noch kurz vor seinem Tod im Dezember 1982 hatte Colin Chapman die Idee einer aktiven Radaufhängung theoretisch entwickelt. Diese Idee war die Basis für den 1987 von Ayrton Senna pilotierten Lotus 99T mit der ersten aktiven Radaufhängung. Das System scheiterte allerdings an bis dato ungenügend entwickelter Hard- und Software. Die Informationen für die Radaufhängung konnten während der Fahrt nicht schnell genug verarbeitet werden. Der Lotus 99 war das letzte Siegerfahrzeug der Traditionsmarke Lotus.

## Zahlen und Daten

### Alle Grand-Prix-Sieger auf Lotus
| Fahrer                      | Nation                 | für Lotus aktiv      | Grand Prix | GP- Siege | WM- Punkte | WM- Titel | beste WM- Position (Jahr) |
| --------------------------- | ---------------------- | -------------------- | ---------- | --------- | ---------- | --------- | ------------------------- |
| Jim Clark (1936–1968)       | Vereinigtes Konigreich | 1960–1968            | 72         | 25        | 274,00     | 2         | 1. (1963, 1965)           |
| Mario Andretti (* 1940)     | Vereinigte Staaten     | 1968–1969, 1976–1980 | 79         | 11        | 147,00     | 1         | 1. (1978)                 |
| Emerson Fittipaldi (* 1946) | Brasilien              | 1970–1973            | 42         | 9         | 144,00     | 1         | 1. (1972)                 |
| Ronnie Peterson (1944–1978) | Schweden               | 1973–1976, 1978      | 59         | 9         | 144,00     | –         | 2. (1978)                 |
| Jochen Rindt (1942–1970)    | Osterreich             | 1969–1970            | 19         | 6         | 67,00      | 1         | 1. (1970)                 |
| Ayrton Senna (1960–1994)    | Brasilien              | 1985–1987            | 48         | 6         | 150,00     | –         | 3. (1987)                 |
| Graham Hill (1929–1975)     | Vereinigtes Konigreich | 1958–1959, 1967–1970 | 59         | 4         | 89,00      | 1         | 1. (1968)                 |
| Stirling Moss (1929–2020)   | Vereinigtes Konigreich | 1960–1961            | 12         | 4         | 40,00      | –         | 3. (1960, 1961)           |
| Elio de Angelis (1958–1986) | Italien                | 1980–1985            | 90         | 2         | 119,00     | –         | 3. (1984)                 |
| Innes Ireland (1930–1993)   | Vereinigtes Konigreich | 1959–1963, 1965      | 36         | 1         | 37,00      | –         | 4. (1960)                 |
| Gunnar Nilsson (1948–1978)  | Schweden               | 1976–1977            | 31         | 1         | 31,00      | –         | 8. (1977)                 |
| Jo Siffert (1936–1971)      | Schweiz                | 1962–1964, 1968–1969 | 35         | 1         | 28,00      | –         | 7. (1968)                 |

### Ergebnisse in der Formel-1- und Fahrerweltmeisterschaft

#### Die 1950er-Jahre
| Saison | Chassis           | Fahrer     | 1   | 2   | 3   | 4   | 5   | 6   | 7   | 8   | 9   | 10 | 11 | Rang | Punkte |
| ------ | ----------------- | ---------- | --- | --- | --- | --- | --- | --- | --- | --- | --- | -- | -- | ---- | ------ |
| 1958   | Lotus 12 Lotus 16 |            |     |     |     |     |     |     |     |     |     |    |    | 6.   | 3      |
| 1958   | Lotus 12 Lotus 16 | Allison    |     | 6   | 6   |     | 4   | DNF | DNF | 10  | DNF | 7  | 10 | 6.   | 3      |
| 1958   | Lotus 12 Lotus 16 | G. Hill    |     | DNF | DNF |     | DNF | DNF | DNF | DNF | DNF | 6  | 16 | 6.   | 3      |
| 1958   | Lotus 12 Lotus 16 | A. Stacey  |     |     |     |     |     |     | DNF |     |     |    |    | 6.   | 3      |
| 1959   | Lotus 16          |            |     |     |     |     |     |     |     |     |     |    |    | 4.   | 5      |
| 1959   | Lotus 16          | G. Hill    | DNF |     | 7   | DNF | 9   | DNF | DNF | DNF |     |    |    | 4.   | 5      |
| 1959   | Lotus 16          | P. Lovely  | DNQ |     |     |     |     |     |     |     |     |    |    | 4.   | 5      |
| 1959   | Lotus 16          | I. Ireland |     |     | 4   | DNF |     | DNF | DNF | DNF | 5   |    |    | 4.   | 5      |
| 1959   | Lotus 16          | A. Stacey  |     |     |     |     | 8   |     |     |     | DNF |    |    | 4.   | 5      |

#### Die 1960er-Jahre
| Saison | Chassis                       | Fahrer        | 1   | 2   | 3   | 4   | 5   | 6   | 7   | 8   | 9   | 10  | 11  | 12  | Rang | Punkte  |
| ------ | ----------------------------- | ------------- | --- | --- | --- | --- | --- | --- | --- | --- | --- | --- | --- | --- | ---- | ------- |
| 1960   | Lotus 16 Lotus 18             |               |     |     |     |     |     |     |     |     |     |     |     |     | 2.   | 34 (37) |
| 1960   | Lotus 16 Lotus 18             | I. Ireland    | 6   | 9   |     | 2   | DNF | 7   | 3   | 6   |     | 2   |     |     | 2.   | 34 (37) |
| 1960   | Lotus 16 Lotus 18             | A. Stacey     | DNF | DNF |     | DNF | DNF |     |     |     |     |     |     |     | 2.   | 34 (37) |
| 1960   | Lotus 16 Lotus 18             | A. R. Larreta | 9   |     |     |     |     |     |     |     |     |     |     |     | 2.   | 34 (37) |
| 1960   | Lotus 16 Lotus 18             | J. Surtees    |     | DNF |     |     |     |     | 2   | DNF |     | DNF |     |     | 2.   | 34 (37) |
| 1960   | Lotus 16 Lotus 18             | J. Clark      |     |     |     | DNF | 5   | 5   | 16  | 3   |     | 16  |     |     | 2.   | 34 (37) |
| 1960   | Lotus 16 Lotus 18             | R. Flockhart  |     |     |     |     |     | 6   |     |     |     |     |     |     | 2.   | 34 (37) |
| 1961   | Lotus 21 Lotus 18 Lotus 18/21 |               |     |     |     |     |     |     |     |     |     |     |     |     | 2.   | 32      |
| 1961   | Lotus 21 Lotus 18 Lotus 18/21 | J. Clark      | 10  | 3   | 12  | 3   | DNF | 4   | DNF | 7   |     |     |     |     | 2.   | 32      |
| 1961   | Lotus 21 Lotus 18 Lotus 18/21 | I. Ireland    | DNS |     | DNF | 4   | 10  | DNF | DNF | 1   |     |     |     |     | 2.   | 32      |
| 1961   | Lotus 21 Lotus 18 Lotus 18/21 | T. Taylor     |     | 13  |     |     |     |     |     |     |     |     |     |     | 2.   | 32      |
| 1961   | Lotus 21 Lotus 18 Lotus 18/21 | W. Mairesse   |     |     | DNF |     |     |     |     |     |     |     |     |     | 2.   | 32      |
| 1962   | Lotus 24 Lotus 25             |               |     |     |     |     |     |     |     |     |     |     |     |     | 2.   | 36 (38) |
| 1962   | Lotus 24 Lotus 25             | J. Clark      | 9   | DNF | 1   | DNF | 1   | 4   | DNF | 1   | DNF |     |     |     | 2.   | 36 (38) |
| 1962   | Lotus 24 Lotus 25             | T. Taylor     | 2   | DNF | DNF | 8   | 8   | DNF | DNF | 12  | DNF |     |     |     | 2.   | 36 (38) |
| 1963   | Lotus 25                      |               |     |     |     |     |     |     |     |     |     |     |     |     | 1.   | 54 (74) |
| 1963   | Lotus 25                      | J. Clark      | 8   | 1   | 1   | 1   | 1   | (2) | 1   | (3) | 1   | (1) |     |     | 1.   | 54 (74) |
| 1963   | Lotus 25                      | T. Taylor     | 6   | DNF | 10  | 13  | DNF | 8   |     | DNF | DNF | 8   |     |     | 1.   | 54 (74) |
| 1963   | Lotus 25                      | P. Arundell   |     |     |     | DNS |     |     |     |     |     |     |     |     | 1.   | 54 (74) |
| 1963   | Lotus 25                      | M. Spence     |     |     |     |     |     |     | 13  |     |     |     |     |     | 1.   | 54 (74) |
| 1963   | Lotus 25                      | P. Rodríguez  |     |     |     |     |     |     |     | DNF | DNF |     |     |     | 1.   | 54 (74) |
| 1964   | Lotus 25 Lotus 33             |               |     |     |     |     |     |     |     |     |     |     |     |     | 3.   | 37 (40) |
| 1964   | Lotus 25 Lotus 33             | J. Clark      | 4   | 1   | 1   | DNF | 1   | DNF | DNF | DNF | 7   | 5   |     |     | 3.   | 37 (40) |
| 1964   | Lotus 25 Lotus 33             | P. Arundell   | 3   | 3   | 9   | 4   |     |     |     |     |     |     |     |     | 3.   | 37 (40) |
| 1964   | Lotus 25 Lotus 33             | M. Spence     |     |     |     |     | 9   | 8   | DNF | 6   | DNF | 4   |     |     | 3.   | 37 (40) |
| 1964   | Lotus 25 Lotus 33             | G. Mitter     |     |     |     |     |     | 9   |     |     |     |     |     |     | 3.   | 37 (40) |
| 1964   | Lotus 25 Lotus 33             | W. Hansgen    |     |     |     |     |     |     |     |     | 5   |     |     |     | 3.   | 37 (40) |
| 1964   | Lotus 25 Lotus 33             | M. Solana     |     |     |     |     |     |     |     |     |     | 10  |     |     | 3.   | 37 (40) |
| 1965   | Lotus 33 Lotus 25             |               |     |     |     |     |     |     |     |     |     |     |     |     | 1.   | 54 (58) |
| 1965   | Lotus 33 Lotus 25             | J. Clark      | 1   |     | 1   | 1   | 1   | 1   | 1   | 10  | DNF | DNF |     |     | 1.   | 54 (58) |
| 1965   | Lotus 33 Lotus 25             | M. Spence     | 4   |     | 7   | 7   | 4   | 8   | DNF | 11  | DNF | 3   |     |     | 1.   | 54 (58) |
| 1965   | Lotus 33 Lotus 25             | G. Mitter     |     |     |     |     |     |     | DNF |     |     |     |     |     | 1.   | 54 (58) |
| 1965   | Lotus 33 Lotus 25             | Geki          |     |     |     |     |     |     |     | DNF |     |     |     |     | 1.   | 54 (58) |
| 1965   | Lotus 33 Lotus 25             | M. Solana     |     |     |     |     |     |     |     |     | 12  | DNF |     |     | 1.   | 54 (58) |
| 1966   | Lotus 33                      |               |     |     |     |     |     |     |     |     |     |     |     |     | 6.   | 8       |
| 1966   | Lotus 33                      | J. Clark      | DNF | DNF | DNS | 4   | 3   | DNF |     |     |     |     |     |     | 6.   | 8       |
| 1966   | Lotus 33                      | Geki          |     |     |     |     |     |     | 9   |     |     |     |     |     | 6.   | 8       |
| 1966   | Lotus 33                      | P. Arundell   |     |     |     |     |     |     |     | 6   |     |     |     |     | 6.   | 8       |
| 1966   | Lotus 33                      | P. Rodríguez  |     |     | DNF |     |     |     |     |     | DNF |     |     |     | 6.   | 8       |
| 1966   | Lotus 43 Lotus 33             | P. Rodríguez  |     |     |     |     |     |     |     | DNF |     |     |     |     | 5.   | 13      |
| 1966   | Lotus 43 Lotus 33             | P. Arundell   |     | DNS | DNF | DNF | DNF | 12  | 8   |     | 7   |     |     |     | 5.   | 13      |
| 1966   | Lotus 43 Lotus 33             | J. Clark      |     |     |     |     |     |     | DNF | 1   | DNF |     |     |     | 5.   | 13      |
| 1966   | Lotus 44                      | G. Mitter     |     |     |     |     |     | DNS |     |     |     |     |     |     | –    | –       |
| 1966   | Lotus 44                      | P. Rodríguez  |     |     |     |     |     | DNF |     |     |     |     |     |     | –    | –       |
| 1966   | Lotus 44                      | P. Courage    |     |     |     |     |     | DNF |     |     |     |     |     |     | –    | –       |
| 1967   | Lotus 33 Lotus 43             |               |     |     |     |     |     |     |     |     |     |     |     |     | 8.   | 6       |
| 1967   | Lotus 33 Lotus 43             | J. Clark      | DNF |     |     |     |     |     |     |     |     |     |     |     | 8.   | 6       |
| 1967   | Lotus 33 Lotus 43             | G. Hill       | DNF | 2   |     |     |     |     |     |     |     |     |     |     | 8.   | 6       |
| 1967   | Lotus 33                      | J. Clark      |     | DNF |     |     |     |     |     |     |     |     |     |     | –    | –       |
| 1967   | Lotus 49 Lotus 48             | J. Clark      |     |     | 1   | 6   | DNF | 1   | DNF | DNF | 3   | 1   | 1   |     | 2.   | 44      |
| 1967   | Lotus 49 Lotus 48             | G. Hill       |     |     | DNF | DNF | DNF | DNF | DNF | 4   | DNF | 2   | DNF |     | 2.   | 44      |
| 1967   | Lotus 49 Lotus 48             | E. Wietzes    |     |     |     |     |     |     |     | DSQ |     |     |     |     | 2.   | 44      |
| 1967   | Lotus 49 Lotus 48             | G. Baghetti   |     |     |     |     |     |     |     |     | DNF |     |     |     | 2.   | 44      |
| 1967   | Lotus 49 Lotus 48             | M. Solana     |     |     |     |     |     |     |     |     |     | DNF | DNF |     | 2.   | 44      |
| 1967   | Lotus 49 Lotus 48             | J. Oliver     |     |     |     |     |     |     | 5   |     |     |     |     |     | –    | –       |
| 1968   | Lotus 49 Lotus 49B            |               |     |     |     |     |     |     |     |     |     |     |     |     | 1.   | 62      |
| 1968   | Lotus 49 Lotus 49B            | J. Clark      | 1   | †   | †   | †   | †   | †   | †   | †   | †   | †   | †   | †   | 1.   | 62      |
| 1968   | Lotus 49 Lotus 49B            | G. Hill       | 2   | 1   | DNF | 1   | 9   | DNF | DNF | 2   | DNF | 4   | 2   | 1   | 1.   | 62      |
| 1968   | Lotus 49 Lotus 49B            | J. Oliver     |     |     | DNF | 5   | NC  | DNS | DNF | 11  | DNF | DNF | DNS | 3   | 1.   | 62      |
| 1968   | Lotus 49 Lotus 49B            | M. Andretti   |     |     |     |     |     |     |     |     | DNS |     | DNF |     | 1.   | 62      |
| 1968   | Lotus 49 Lotus 49B            | B. Brack      |     |     |     |     |     |     |     |     |     | DNF |     |     | 1.   | 62      |
| 1968   | Lotus 49 Lotus 49B            | M. Solana     |     |     |     |     |     |     |     |     |     |     |     | DNF | 1.   | 62      |
| 1969   | Lotus 49B Lotus 63            |               |     |     |     |     |     |     |     |     |     |     |     |     | 3.   | 47      |
| 1969   | Lotus 49B Lotus 63            | G. Hill       | 2   | DNF | 1   | 7   | 6   | 7   | 4   | 9   | DNF | DNF |     |     | 3.   | 47      |
| 1969   | Lotus 49B Lotus 63            | J. Rindt      | DNF | DNF |     | DNF | DNF | 4   | DNF | 2   | 3   | 1   | DNF |     | 3.   | 47      |
| 1969   | Lotus 49B Lotus 63            | M. Andretti   | DNF |     |     |     |     |     | DNF |     |     | DNF |     |     | 3.   | 47      |
| 1969   | Lotus 49B Lotus 63            | R. Attwood    |     |     | 4   |     |     |     |     |     |     |     |     |     | 3.   | 47      |
| 1969   | Lotus 49B Lotus 63            | J. Miles      |     |     |     |     | DNF | 10  |     | DNF | DNF |     | DNF |     | 3.   | 47      |

1. ↑  Die Formel 2 Fahrzeuge sind von der Wertung ausgeschlossen.
2. ↑  Die Formel 2 Fahrzeuge sind von der Wertung ausgeschlossen.

#### Die 1970er-Jahre
| Saison | Chassis                       | Fahrer        | Nr.   | 1   | 2   | 3   | 4   | 5   | 6   | 7   | 8   | 9   | 10  | 11  | 12  | 13  | 14  | 15  | 16  | 17  | Rang | Punkte  |
| ------ | ----------------------------- | ------------- | ----- | --- | --- | --- | --- | --- | --- | --- | --- | --- | --- | --- | --- | --- | --- | --- | --- | --- | ---- | ------- |
| 1970   | Lotus 49C Lotus 72B Lotus 72C |               |       |     |     |     |     |     |     |     |     |     |     |     |     |     |     |     |     |     | 1.   | 59      |
| 1970   | Lotus 49C Lotus 72B Lotus 72C | J. Rindt      |       | 13  |     | 1   | DNF | 1   | 1   | 1   | 1   | DNF | DNS |     |     |     |     |     |     |     | 1.   | 59      |
| 1970   | Lotus 49C Lotus 72B Lotus 72C | J. Miles      |       | 5   | DNQ | DNQ | DNF | 7   | 8   | DNF | DNF | DNF | DNS |     |     |     |     |     |     |     | 1.   | 59      |
| 1970   | Lotus 49C Lotus 72B Lotus 72C | A. Soler-Roig |       |     | DNQ |     | DNS |     | DNQ |     |     |     |     |     |     |     |     |     |     |     | 1.   | 59      |
| 1970   | Lotus 49C Lotus 72B Lotus 72C | E. Fittipaldi |       |     |     |     |     |     |     | 8   | 4   | 15  | DNS |     | 1   | DNF |     |     |     |     | 1.   | 59      |
| 1970   | Lotus 49C Lotus 72B Lotus 72C | R. Wisell     |       |     |     |     |     |     |     |     |     |     |     |     | 3   | NC  |     |     |     |     | 1.   | 59      |
| 1971   | Lotus 72C Lotus 72D           |               |       |     |     |     |     |     |     |     |     |     |     |     |     |     |     |     |     |     | 5.   | 21      |
| 1971   | Lotus 72C Lotus 72D           | E. Fittipaldi |       | DNF | DNF | 5   |     | 3   | 3   | DNF | 2   |     | 7   | NC  |     |     |     |     |     |     | 5.   | 21      |
| 1971   | Lotus 72C Lotus 72D           | R. Weisell    |       | 4   | NC  | DNF | DSQ | 6   |     | 8   | 4   |     | 5   | DNF |     |     |     |     |     |     | 5.   | 21      |
| 1971   | Lotus 72C Lotus 72D           | D. Charlton   |       |     |     |     | DNS |     | DNF |     |     |     |     |     |     |     |     |     |     |     | 5.   | 21      |
| 1971   | Lotus 56B                     | D. Walker     |       |     |     |     | DNF |     |     |     |     |     |     |     |     |     |     |     |     |     | -    | -       |
| 1971   | Lotus 56B                     | R. Wisell     |       |     |     |     |     |     | NC  |     |     |     |     |     |     |     |     |     |     |     | -    | -       |
| 1971   | Lotus 56B                     | E. Fittipaldi |       |     |     |     |     |     |     |     |     | 8   |     |     |     |     |     |     |     |     | -    | -       |
| 1972   | Lotus 72D                     |               |       |     |     |     |     |     |     |     |     |     |     |     |     |     |     |     |     |     | 1.   | 61      |
| 1972   | Lotus 72D                     | E. Fittipaldi |       | DNF | 2   | 1   | 3   | 1   | 2   | 1   | DNF | 1   | 1   | 11  | DNF |     |     |     |     |     | 1.   | 61      |
| 1972   | Lotus 72D                     | D. Walker     |       | DSQ | 10  | 9   | 14  | 14  | 18  | DNF | DNF | DNF |     |     | DNF |     |     |     |     |     | 1.   | 61      |
| 1972   | Lotus 72D                     | R. Wisell     |       |     |     |     |     |     |     |     |     |     |     | DNF | 10  |     |     |     |     |     | 1.   | 61      |
| 1973   | Lotus 72D Lotus 72E           |               |       |     |     |     |     |     |     |     |     |     |     |     |     |     |     |     |     |     | 1.   | 92 (96) |
| 1973   | Lotus 72D Lotus 72E           | E. Fittipaldi |       | 1   | 1   | 3   | 1   | 3   | 2   | 12  | DNF | DNF | DNF | 6   | DNF | 2   | 2   | 6   |     |     | 1.   | 92 (96) |
| 1973   | Lotus 72D Lotus 72E           | R. Peterson   |       | DNF | DNF | 11  | DNF | DNF | 3   | 2   | 1   | 2   | 11  | DNF | 1   | 1   | DNF | 1   |     |     | 1.   | 92 (96) |
| 1974   | Lotus 72E Lotus 76            |               |       |     |     |     |     |     |     |     |     |     |     |     |     |     |     |     |     |     | 4.   | 42      |
| 1974   | Lotus 72E Lotus 76            | R. Peterson   | 1     | 13  | 6   | DNF | DNF | DNF | 1   | DNF | 8   | 1   | 10  | 4   | DNF | 1   | 3   | DNF |     |     | 4.   | 42      |
| 1974   | Lotus 72E Lotus 76            | J. Ickx       | 2     | DNF | 3   | DNF | DNF | DNF | DNF | DNF | 11  | 5   | 3   | 5   | DNF | DNF | 13  | DNF |     |     | 4.   | 42      |
| 1974   | Lotus 72E Lotus 76            | T. Schenken   | 31    |     |     |     |     |     |     |     |     |     |     |     |     |     |     | DSQ |     |     | 4.   | 42      |
| 1975   | Lotus 72E Lotus 76            |               |       |     |     |     |     |     |     |     |     |     |     |     |     |     |     |     |     |     | 7.   | 9       |
| 1975   | Lotus 72E Lotus 76            | R. Peterson   | 5     | DNF | 15  | 10  | DNF | 4   | DNF | 9   | 15  | 10  | DNF | DNF | 5   | DNF | 5   |     |     |     | 7.   | 9       |
| 1975   | Lotus 72E Lotus 76            | J. Ickx       | 6     | 10  | 10  | 10  | 2   | 10  | DNF | 10  | DNF | DNF |     |     |     |     |     |     |     |     | 7.   | 9       |
| 1975   | Lotus 72E Lotus 76            | J. Crawford   | 6     |     |     |     |     |     |     |     |     |     | DNF |     |     | 13  |     |     |     |     | 7.   | 9       |
| 1975   | Lotus 72E Lotus 76            | J. Watson     | 6     |     |     |     |     |     |     |     |     |     |     | DNF |     |     |     |     |     |     | 7.   | 9       |
| 1975   | Lotus 72E Lotus 76            | B. Henton     | 6, 15 |     |     |     |     |     |     |     |     |     | 16  |     | DNS |     | NC  |     |     |     | 7.   | 9       |
| 1976   | Lotus 77                      |               |       |     |     |     |     |     |     |     |     |     |     |     |     |     |     |     |     |     | 4.   | 29      |
| 1976   | Lotus 77                      | R. Peterson   | 5     | DNF |     |     |     |     |     |     |     |     |     |     |     |     |     |     |     |     | 4.   | 29      |
| 1976   | Lotus 77                      | B. Evans      | 5     |     | 10  | DNQ |     |     |     |     |     |     |     |     |     |     |     |     |     |     | 4.   | 29      |
| 1976   | Lotus 77                      | M. Andretti   | 5, 6  | DNF |     |     | DNF | DNF |     | DNF | 5   | DNF | 12  | 5   | 3   | DNF | 3   | DNF | 1   |     | 4.   | 29      |
| 1976   | Lotus 77                      | G. Nilsson    | 6     |     | DNF | DNF | 3   | DNF | DNF | DNF | DNF | DNF | 5   | 3   | DNF | 13  | 12  | DNF | 6   |     | 4.   | 29      |
| 1977   | Lotus 78                      |               |       |     |     |     |     |     |     |     |     |     |     |     |     |     |     |     |     |     | 2.   | 62      |
| 1977   | Lotus 78                      | M. Andretti   | 5     | 5   | DNF | DNF | 1   | 1   | 5   | DNF | 6   | 1   | 14  | DNF | DNF | DNF | 1   | 2   | 9   | DNF | 2.   | 62      |
| 1977   | Lotus 78                      | G. Nilsson    | 6     | DNS | 5   | 12  | 8   | 5   | DNF | 1   | 19  | 4   | 3   | DNF | DNF | DNF | DNF | DNF | DNF | DNF | 2.   | 62      |
| 1978   | Lotus 78 Lotus 79             |               |       |     |     |     |     |     |     |     |     |     |     |     |     |     |     |     |     |     | 1.   | 86      |
| 1978   | Lotus 78 Lotus 79             | M. Andretti   | 5     | 1   | 4   | 7   | 2   | 11  | 1   | 1   | DNF | 1   | DNF | 1   | DNF | 1   | 6   | DNF | 10  |     | 1.   | 86      |
| 1978   | Lotus 78 Lotus 79             | R. Peterson   | 6     | 5   | DNF | 1   | 4   | DNF | 2   | 2   | 3   | 2   | DNF | DNF | 1   | 2   | DNF |     |     |     | 1.   | 86      |
| 1978   | Lotus 78 Lotus 79             | J.-P. Jarier  | 55    |     |     |     |     |     |     |     |     |     |     |     |     |     |     | 15  | DNF |     | 1.   | 86      |
| 1979   | Lotus 79 Lotus 80             |               |       |     |     |     |     |     |     |     |     |     |     |     |     |     |     |     |     |     | 4.   | 39      |
| 1979   | Lotus 79 Lotus 80             | M. Andretti   | 1     | 5   | DNF | 4   | 4   | 3   | DNF | DNF | DNF | DNF | DNF | DNF | DNF | 5   | 10  | DNF |     |     | 4.   | 39      |
| 1979   | Lotus 79 Lotus 80             | C. Reutemann  | 2     | 2   | 3   | 5   | DNF | 2   | 4   | 3   | 13  | 8   | DNF | DNF | DNF | 7   | DNF | DNF |     |     | 4.   | 39      |

1. ↑  Erst ab der Formel-1-Saison 1974 gab es feste Startnummern. Zuvor variierten die Nummern von Rennen zu Rennen.

#### Die 1980er-Jahre
| Saison | Chassis             | Fahrer        | Nr. | 1   | 2   | 3   | 4   | 5   | 6   | 7   | 8   | 9   | 10  | 11  | 12  | 13  | 14  | 15  | 16  | Rang | Punkte |
| ------ | ------------------- | ------------- | --- | --- | --- | --- | --- | --- | --- | --- | --- | --- | --- | --- | --- | --- | --- | --- | --- | ---- | ------ |
| 1980   | Lotus 81 Lotus 81B  |               |     |     |     |     |     |     |     |     |     |     |     |     |     |     |     |     |     | 5.   | 14     |
| 1980   | Lotus 81 Lotus 81B  | M. Andretti   | 11  | DNF | DNF | 12  | DNF | DNF | 7   | DNF | DNF | 7   | DNF | 8   | DNF | DNF | 6   |     |     | 5.   | 14     |
| 1980   | Lotus 81 Lotus 81B  | E. de Angelis | 12  | DNF | 2   | DNF | DNF | 10  | 9   | DNF | DNF | 16  | 6   | DNF | 4   | 10  | 4   |     |     | 5.   | 14     |
| 1980   | Lotus 81 Lotus 81B  | N. Mansell    | 43  |     |     |     |     |     |     |     |     |     | DNF | DNF | DNQ |     |     |     |     | 5.   | 14     |
| 1981   | Lotus 81B Lotus 87  |               |     |     |     |     |     |     |     |     |     |     |     |     |     |     |     |     |     | 7.   | 22     |
| 1981   | Lotus 81B Lotus 87  | E. de Angelis | 11  | DNF | 5   | 6   |     | 5   | DNF | 5   | 6   | DSQ | 7   | 7   | 5   | 4   | 6   | DNF |     | 7.   | 22     |
| 1981   | Lotus 81B Lotus 87  | N. Mansell    | 12  | DNF | 11  | DNF |     | 3   | DNF | 6   | 7   | DNQ | DNF | DNF | DNF | DNF | DNF | 4   |     | 7.   | 22     |
| 1982   | Lotus 87B Lotus 91  |               |     |     |     |     |     |     |     |     |     |     |     |     |     |     |     |     |     | 6.   | 30     |
| 1982   | Lotus 87B Lotus 91  | E. de Angelis | 11  | 8   | DNF | 5   |     | 4   | 5   | DNF | 4   | DNF | 4   | DNF | DNF | 1   | 6   | DNF | DNF | 6.   | 30     |
| 1982   | Lotus 87B Lotus 91  | N. Mansell    | 12  | DNF | 3   | 7   |     | DNF | 4   | DNF | DNF |     | DNF |     | 9   | DNF | 8   | 7   | DNF | 6.   | 30     |
| 1982   | Lotus 87B Lotus 91  | R. Moreno     | 12  |     |     |     |     |     |     |     |     | DNQ |     |     |     |     |     |     |     | 6.   | 30     |
| 1982   | Lotus 87B Lotus 91  | G. Lees       | 12  |     |     |     |     |     |     |     |     |     |     | 12  |     |     |     |     |     | 6.   | 30     |
| 1983   | Lotus 92            |               |     |     |     |     |     |     |     |     |     |     |     |     |     |     |     |     |     | 13.  | 1      |
| 1983   | Lotus 92            | E. de Angelis | 11  | DSQ |     |     |     |     |     |     |     |     |     |     |     |     |     |     |     | 13.  | 1      |
| 1983   | Lotus 92            | N. Mansell    | 12  | 12  | 12  | DNF | 12  | DNF | DNF | 6   | DNF |     |     |     |     |     |     |     |     | 13.  | 1      |
| 1983   | Lotus 93T Lotus 94T | E. de Angelis | 11  |     | DNF | DNF | DNF | DNF | 9   | DNF | DNF | DNF | DNF | DNF | DNF | 5   | DNF | DNF |     | 8.   | 11     |
| 1983   | Lotus 93T Lotus 94T | N. Mansell    | 12  |     |     |     |     |     |     |     |     | 4   | DNF | 5   | DNF | 8   | 3   | NC  |     | 8.   | 11     |
| 1984   | Lotus 95T           |               |     |     |     |     |     |     |     |     |     |     |     |     |     |     |     |     |     | 3.   | 47     |
| 1984   | Lotus 95T           | E. de Angelis | 11  | 3   | 7   | 5   | 3   | 5   | 5   | 4   | 2   | 3   | 4   | DNF | DNF | 4   | DNF | DNF | 5   | 3.   | 47     |
| 1984   | Lotus 95T           | N. Mansell    | 12  | DNF | DNF | DNF | DNF | 3   | DNF | 6   | DNF | 6   | DNF | 4   | DNF | 3   | DNF | DNF | DNF | 3.   | 47     |
| 1985   | Lotus 97T           |               |     |     |     |     |     |     |     |     |     |     |     |     |     |     |     |     |     | 4.   | 71     |
| 1985   | Lotus 97T           | E. de Angelis | 11  | 3   | 4   | 1   | 3   | 5   | 5   | 5   | NC  | DNF | 5   | 5   | 6   | DNF | 5   | DNF | DSQ | 4.   | 71     |
| 1985   | Lotus 97T           | A. Senna      | 12  | DNF | 1   | 7   | DNF | 16  | DNF | DNF | 10  | DNF | 2   | 3   | 3   | 1   | 2   | DNF | DNF | 4.   | 71     |
| 1986   | Lotus 98T           |               |     |     |     |     |     |     |     |     |     |     |     |     |     |     |     |     |     | 3.   | 58     |
| 1986   | Lotus 98T           | J. Dumfries   | 11  | 9   | DNF | DNF | DNQ | DNF | DNF | 7   | DNF | 7   | DNF | 5   | DNF | DNF | 9   | DNF | 6   | 3.   | 58     |
| 1986   | Lotus 98T           | A. Senna      | 12  | 2   | 1   | DNF | 3   | 2   | 5   | 1   | DNF | DNF | 2   | 2   | DNF | DNF | 4   | 3   | DNF | 3.   | 58     |
| 1987   | Lotus 99T           |               |     |     |     |     |     |     |     |     |     |     |     |     |     |     |     |     |     | 3.   | 64     |
| 1987   | Lotus 99T           | S. Nakajima   | 11  | 7   | 6   | 5   | 10  | DNF | NC  | 4   | DNF | DNF | 13  | 11  | 8   | 9   | DNF | 6   | DNF | 3.   | 64     |
| 1987   | Lotus 99T           | A. Senna      | 12  | DNF | 2   | DNF | 1   | 1   | 4   | 3   | 3   | 2   | 5   | 2   | 7   | 5   | DNF | 2   | DSQ | 3.   | 64     |
| 1988   | Lotus 100T          |               |     |     |     |     |     |     |     |     |     |     |     |     |     |     |     |     |     | 4.   | 23     |
| 1988   | Lotus 100T          | N. Piquet     | 1   | 3   | 3   | DNF | DNF | 4   | DNF | 5   | 5   | DNF | 8   | 4   | DNF | DNF | 8   | DNF | 3   | 4.   | 23     |
| 1988   | Lotus 100T          | S. Nakajima   | 2   | 6   | 8   | DNQ | DNF | 11  | DNQ | 7   | 10  | 9   | 7   | DNF | DNF | DNF | DNF | 7   | DNF | 4.   | 23     |
| 1989   | Lotus 101           |               |     |     |     |     |     |     |     |     |     |     |     |     |     |     |     |     |     | 6.   | 15     |
| 1989   | Lotus 101           | N. Piquet     | 11  | DNF | DNF | DNF | 11  | DNF | 4   | 8   | 4   | 5   | 6   | DNQ | DNF | DNF | 8   | 4   | DNF | 6.   | 15     |
| 1989   | Lotus 101           | S. Nakajima   | 12  | 8   | NC  | DNQ | DNF | DNF | DNQ | DNF | 8   | DNF | DNF | DNQ | 10  | 7   | DNF | DNF | 4   | 6.   | 15     |

#### Die 1990er-Jahre
| Saison | Chassis              | Fahrer      | Nr.    | 1   | 2   | 3   | 4   | 5   | 6   | 7   | 8   | 9   | 10  | 11  | 12  | 13  | 14  | 15  | 16  | Rang | Punkte |
| ------ | -------------------- | ----------- | ------ | --- | --- | --- | --- | --- | --- | --- | --- | --- | --- | --- | --- | --- | --- | --- | --- | ---- | ------ |
| 1990   | Lotus 102            |             |        |     |     |     |     |     |     |     |     |     |     |     |     |     |     |     |     | 8.   | 3      |
| 1990   | Lotus 102            | D. Warwick  | 11     | DNF | DNF | 7   | DNF | 6   | 10  | 11  | DNF | 8   | 5   | 11  | DNF | DNF | DNF | DNF | DNF | 8.   | 3      |
| 1990   | Lotus 102            | M. Donnelly | 12     | DNS | DNF | 8   | DNF | DNF | 8   | 12  | DNF | DNF | 7   | 12  | DNF | DNF | DNS |     |     | 8.   | 3      |
| 1990   | Lotus 102            | J. Herbert  | 12     |     |     |     |     |     |     |     |     |     |     |     |     |     |     | DNF | DNF | 8.   | 3      |
| 1991   | Lotus 102B           |             |        |     |     |     |     |     |     |     |     |     |     |     |     |     |     |     |     | 9.   | 3      |
| 1991   | Lotus 102B           | M. Häkkinen | 11     | DNF | 9   | 5   | DNF | DNF | 9   | DNQ | 12  | DNF | 14  | DNF | 14  | 14  | DNF | DNF | 19  | 9.   | 3      |
| 1991   | Lotus 102B           | J. Bailey   | 12     | DNQ | DNQ | 6   | DNQ |     |     |     |     |     |     |     |     |     |     |     |     | 9.   | 3      |
| 1991   | Lotus 102B           | J. Herbert  | 12     |     |     |     |     | DNQ | 10  | 10  | 14  |     |     | 7   |     | DNF |     | DNF | 11  | 9.   | 3      |
| 1991   | Lotus 102B           | M. Bartels  | 12     |     |     |     |     |     |     |     |     | DNQ | DNQ |     | DNQ |     | DNQ |     |     | 9.   | 3      |
| 1992   | Lotus 102D Lotus 107 |             |        |     |     |     |     |     |     |     |     |     |     |     |     |     |     |     |     | 5.   | 13     |
| 1992   | Lotus 102D Lotus 107 | M. Häkkinen | 11     | 9   | 6   | 10  | DNF | DNQ | DNF | DNF | 4   | 6   | DNF | 4   | 6   | DNF | 5   | DNF | 7   | 5.   | 13     |
| 1992   | Lotus 102D Lotus 107 | J. Herbert  | 12     | 6   | 7   | DNF | DNF | DNF | DNF | DNF | 6   | DNF | DNF | DNF | 13  | DNF | DNF | DNF | 13  | 5.   | 13     |
| 1993   | Lotus 107B           |             |        |     |     |     |     |     |     |     |     |     |     |     |     |     |     |     |     | 6.   | 12     |
| 1993   | Lotus 107B           | A. Zanardi  | 11     | DNF | 6   | 8   | DNF | 11  | 7   | 11  | DNF | DNF | DNF | DNF | DNQ |     |     |     |     | 6.   | 12     |
| 1993   | Lotus 107B           | P. Lamy     | 11     |     |     |     |     |     |     |     |     |     |     |     |     | 11  | DNF | 13  | DNF | 6.   | 12     |
| 1993   | Lotus 107B           | J. Herbert  | 12     | DNF | 4   | 4   | 8   | DNF | DNF | 10  | DNF | 4   | 10  | DNF | 5   | DNF | DNF | 11  | DNF | 6.   | 12     |
| 1994   | Lotus 107C Lotus 109 |             |        |     |     |     |     |     |     |     |     |     |     |     |     |     |     |     |     | 12.  | 0      |
| 1994   | Lotus 107C Lotus 109 | P. Lamy     | 11     | 10  | 8   | DNF | 11  |     |     |     |     |     |     |     |     |     |     |     |     | 12.  | 0      |
| 1994   | Lotus 107C Lotus 109 | A. Zanardi  | 11, 12 |     |     |     |     | 9   | 15  | DNF | DNF | DNF | 13  |     | DNF |     | 16  | 13  | DNF | 12.  | 0      |
| 1994   | Lotus 107C Lotus 109 | P. Adams    | 11     |     |     |     |     |     |     |     |     |     |     | DNF |     | 16  |     |     |     | 12.  | 0      |
| 1994   | Lotus 107C Lotus 109 | É. Bernard  | 11     |     |     |     |     |     |     |     |     |     |     |     |     |     | 18  |     |     | 12.  | 0      |
| 1994   | Lotus 107C Lotus 109 | M. Salo     | 11     |     |     |     |     |     |     |     |     |     |     |     |     |     |     | 10  | DNF | 12.  | 0      |
| 1994   | Lotus 107C Lotus 109 | J. Herbert  | 12     | 7   | 7   | 10  | DNF | DNF | 8   | 7   | 11  | DNF | DNF | 12  | DNF | 13  |     |     |     | 12.  | 0      |